# Jimi Hendrix
Jimi Hendrix, właśc. James Marshall Hendrix (ur. 27 listopada 1942 w Seattle w stanie Waszyngton, zm. 18 września 1970 w Londynie) – amerykański gitarzysta-wirtuoz, wokalista, kompozytor, autor tekstów, producent muzyczny. Jeden z najważniejszych muzyków XX wieku.
Powszechnie uznawany za najwybitniejszego i najbardziej wpływowego gitarzystę wszech czasów. Tym mianem został uhonorowany w licznych plebiscytach, m.in. magazynu muzycznego „Rolling Stone” w 1992, 2003, 2011, 2015 i 2023 roku. Według naukowej analizy Daniela Lee z University of Tasmania, Hendrix wygrywa 9/10 podobnych rankingów. Rock and Roll Hall of Fame określa go jako „prawdopodobnie najlepszego instrumentalistę w historii muzyki rockowej”, której jest jedną z najbardziej znanych postaci. „Wielu, jeśli nie większość, ekspertów twierdzi że Hendrix jest najlepszym i najważniejszym gitarzystą w historii muzyki popularnej” (Gulla). Magazyn „Rolling Stone” umieścił go na szóstym miejscu listy największych artystów – muzyków wszech czasów.
Po sukcesie w Europie zdobył popularność także w Stanach Zjednoczonych, do czego przyczynił się jego występ na festiwalu w Monterey w 1967. Później był głównym artystą festiwalu Woodstock (1969) i festiwalu na wyspie Wight (1970). Wydał trzy przełomowe albumy studyjne Are You Experienced, Axis: Bold as Love, Electric Ladyland i jeden koncertowy Band of Gypsys. Płyta Are You Experienced jest jednym z najważniejszych debiutanckich albumów w historii. Electric Ladyland z kolei uznawany jest za jeden z najlepszych w historii rocka. Zmarł nagle dwa miesiące przed swoimi 28. urodzinami, uważa się, że zachłysnął się wymiocinami i zatruł barbituranami. Okoliczności śmierci nie zostały nigdy w pełni wyjaśnione. Sprzyjało to, i sprzyja nadal, powstawaniu wielu teorii spiskowych.
Hendrix wypracował szereg unikatowych, nieznanych wcześniej technik gry na gitarze elektrycznej, stworzył własny unikatowy styl łączący fuzz, feedback i distortion. Zrewolucjonizował niemal każdy aspekt gry na gitarze elektrycznej i wyniósł grę na niej do sztuki wirtuozerskiej. Jego spuścizna pozostaje inspiracją dla kolejnych pokoleń muzyków.
Richie Unterberger, krytyk muzyczny: „W swojej krótkiej czteroletniej karierze jako supergwiazda Jimi Hendrix rozwinął język gitary elektrycznej bardziej niż ktokolwiek przed lub po nim. Hendrix był mistrzem w wydobywaniu wszelkiego rodzaju niespotykanych dźwięków z instrumentu, często z innowacyjnymi eksperymentami z nagłośnieniem, które tworzyły kosmicznej jakości feedback i ryczące przestery. Częste huraganowe podmuchy dźwięku i olśniewające pokazy (grał za plecami, zębami, podpalał gitarę) zaciemniały czasem jego znaczące umiejętności jako autora tekstów, wokalisty, mistrza bluesa, R&B i rocka”.
Charles Shaar Murray, krytyk muzyczny: „[…] zmienił bieg historii muzyki popularnej i stał się jedną z najbardziej odnoszących sukcesy i wpływowych postaci swojej epoki. Instrumentalista, który radykalnie przedefiniował ekspresyjny potencjał i paletę brzmień gitary elektrycznej, był twórcą klasycznego repertuaru piosenek, od dzikich rockowych kawałków po delikatne, złożone ballady. Był także najbardziej charyzmatycznym wykonawcą koncertowym swojego pokolenia. Co więcej, był wizjonerem, który obalił granice gatunków takich jak rock, soul, blues i jazz”.
„Jimi Hendrix był bez wątpienia, najbardziej innowacyjnym gitarzystą, jego, lub jakiejkolwiek innej epoki. Podczas gdy wielu próbowało naśladować jego wyczyny, nikt nie był w stanie przebić ani nawet dorównać jego niewiarygodnym osiągnięciom” (McDermott i Kramer). „Wielkie zainteresowanie muzyką Hendrixa nie słabnie po dziś dzień, w którym nowe generacje chcą odkryć niezwykłe talenty „Jimiego”. W przeciwieństwie do zmarłych rówieśników z końca lat 60. Jima Morrisona, Briana Jonesa, Janis Joplin etc. osiągnięcia Hendrixa, a może co najważniejsze, jego wpływ nie zmalały ani nie straciły na znaczeniu” (McDermott i Kramer).
Był jednym z najbardziej innowacyjnych muzyków wszech czasów, jednym z pierwszych, którzy eksperymentowali ze stereofonicznymi efektami, w tym z efektem phaser). Oprócz nagrywania formalnych sesji studyjnych rejestrował też dema powstałe w hotelu czy nieformalne jamowanie w klubach nocnych. „Hendrix zrobił więcej w tym [krótkim] okresie niż większość artystów przez całe życie” (Taysom). Po jego śmierci wydano setki płyt, co czyni go prawdopodobnym rekordzistą w liczbie pośmiertnie wydanych albumów. Cieszył się ogromną popularnością.
„Poza wybranymi bluesowymi purystami i być może garstką gapiów, którzy wolą trzymać swoje nazwiska z dala od wszelkich popularnych idei, fani muzyki zwykle zgadzają się, że Jimi Hendrix był największym gitarzystą, jakiego świat kiedykolwiek widział. Wszyscy poza samym Hendrixem, rzecz jasna. Hendrix, chłopiec z plakatów kontrkultury, bastion wolności słowa i nieziemskiego talentu, nigdy nie znajdował zbytniej pociechy w brawurze. Zawsze bardziej niż konkurencja interesował go kunszt gry na gitarze. Podczas występu w programie Dick Cavett Show gospodarz chwalił młodego człowieka, twierdząc, że jest najlepszym gitarzystą wszech czasów. Naturalnie uśmiech pojawił się na twarzy Hendrixa, gdy posypał się deszcz pochwał. Jednak wkrótce sprostował Cavetta, odpowiadając: „Być może najlepszy siedzący na tym krześle” (Whatley).
W jednym z wielu artykułów, poświęconych gitarzyście, możemy przeczytać: „Nikt nie grał tak jak on, nikt nie był związany z muzyką jak on, nikt nie był tak samo „cool, [...] nikt nie był tak głośny, ani tak ciężki [...]”. Dla wszystkich, którzy go słyszeli i widzieli, Jimi Hendrix był po prostu bogiem. Gitarowi herosi, tacy jak Slash, Eddie Van Halen i Matt Bellamy z Muse, mówili jasno i jednogłośnie: Hendrix był poza [zasięgiem]. Zapytany przez K! jak wygląda Bóg, Kirk Hammett z Metalliki odpowiedział: „Czarny, z opaską na głowie, miał afro, grał na Woodstock”, podczas gdy Jus Oborn z Electric Wizard oświadczył: „Ci deathmetalowcy myślą, że słuchają najcięższej muzyki w historii, ale jeśli kiedykolwiek widzieliby Hendrixa, sami by się zesrali” (Ruskell).

## Dzieciństwo i wczesna młodość

### Wstęp

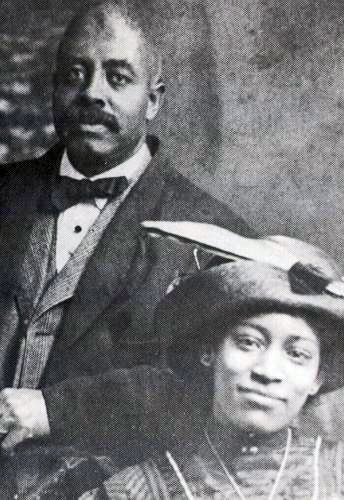
Bertran Philander Ross i Nora Hendrix, dziadkowie Jimiego od strony ojca, 1911u23

Jimi Hendrix urodził się o godzinie 22:15, 27 listopada 1942 roku, w King County Hospital w Seattle w stanie Waszyngton, w momencie narodzin jego ojciec stacjonował w bazie wojskowej w Fort Rucker w Alabamie. Chciał być przy narodzinach syna, jednak odmówiono mu przepustki. Ze względu na rzekome prawdopodobieństwo ucieczki, został osadzony w areszcie. Bez procesu, spędził tam około dwóch miesięcy. Matka chłopca, 17-letnia Lucille Jeter Hendrix (1925–1958) dała dziecku dwa imiona: Johnny i Allen. Zarówno „Al”, jak i Lucille pochodzili z dzielnic nędzy. Pani Hendrix z pewnością nie była jeszcze gotowa na macierzyństwo. Mężczyzna miał troje rodzeństwa, kobieta siedmioro. Pobrali się na 3 dni przed jego wyjazdem na pobór. Nastąpiło to w lutym 1942, kilka tygodni po przystąpieniu USA do II wojny światowej. Dopiero 3 lata później, po zwolnieniu z wojska, poznał on swojego syna. Mały Hendrix był pochodzenia afroamerykańskiego oraz indiańskiego z plemienia Czirokezów (jego babcia Nora Moore była córką Indianki i Irlandczyka). Miał w sobie krew niewolników i ich białych właścicieli. Jego nazwisko zostało w 1912 roku skrócone z „Hendricks” do „Hendrix” przez dziadka Bertrana Philandera. Pochodził z dysfunkcyjnej rodziny.

### Trudne dzieciństwo
Pierwszy rok życia mały Hendrix spędził u Dorothy Harding (przyjaciółka matki) i siostry Lucille – Delores, zajmowała się nim także babcia Clarice. Później, Lucille na krótko wyjechała do Portland wraz z ówczesnym partnerem Johnem Pagem i malutkim Jimim. Tam, w miejscowym szpitalu, znalazła ją pobitą jej rodzina. Page został skazany na pięć lat więzienia, ponieważ kobieta była jeszcze niepełnoletnia, a ten wywiózł ją poza granicę stanu Waszyngton. Następnym przystankiem dla chłopca było Berkeley, gdzie opiekowała się nim, dopiero co poznana przez matkę pani Champ, wraz z córką Celestine. Hendrix senior stacjonował wtedy na Fidżi, właśnie tam zastało go zakończenie II wojny światowej. Państwo Champ chcieli nawet adoptować dziecko, ale jego ojciec się na to nie zgodził i zabrał je z powrotem do Seattle.
James Allen Ross „Al” Hendrix (1919–2002) przejął opiekę nad synem, któremu 11 września 1946 roku zmienił imiona na James Marshall – na cześć swego zmarłego brata Leona Marshalla Hendrixa. Miał on zaledwie 19 lat, gdy zmarł z powodu zapalenia otrzewnej. „Al” Hendrix miał też jeszcze jeden powód – sądził, że jego żona nazwała syna imieniem „Johnny” po Johnie Page’u. Małżonkowie zamieszkali wreszcie ze sobą. Najpierw w hotelu przy Jackson Street – w skromnym pokoju stało łóżko, jednopalnikowa kuchenka elektryczna i krzesło. Spędzili tam wiele miesięcy. Następnie mieszkali przy Oregon Street 3121, gdzie mały Hendrix musiał sypiać w szafie, ponieważ było tam tak ciasno. „Al” i Lucille wielokrotnie się rozstawali, a następnie znów schodzili. Podczas jednego z takich rozstań, Lucille – być może powodowana złością na męża – zasugerowała małemu Jimiemu że ten nie jest jego ojcem. Hendrixowie byli alkoholikami. Organizowali imprezy, podczas których ich syn musiał wychodzić z domu albo siedzieć w szafie. Dochodziło między nimi do aktów przemocy. Mały Hendrix był bardzo wycofany. Pierwszym instrumentem muzyka mogła być harmonijka ustna, którą dostał w 1947 roku. Traktował ją jednak jak zabawkę, nigdy nie nauczył się na niej grać. W 1948 roku urodził mu się pierwszy brat – Leon Morris. Rodzina znów się przeprowadziła, miał teraz swój pokój, który dzielił z bratem. Mały Hendrix poszedł do przedszkola. Jeszcze w 1948 urodził się Joe, niestety był bardzo chory – miał podwójny rząd zębów, zniekształconą stopę, rozszczep podniebienia i „jedną nóżkę wyraźnie krótszą od drugiej”. „Al” ciągle zmieniał pracę, zarabiał niewiele, odmówił też współfinansowania leczenia syna. Dzieci były niedożywione, jadały posiłki z sąsiadami.
Jak zaznacza Charles R. Cross, biograf Hendrixa, „wkrótce miało stać się to normą”. Przyszły muzyk, trafił też do szpitala z powodu zapalenia płuc. W czerwcu 1949 trójka dzieci została wysłana do Kanady, do babci Nory Hendrix. We wrześniu poszedł do szkoły w Vancouver, po to aby już w październiku wrócić do Seattle. W 1950 chodził do drugiej klasy w szkole Horace Mann. Jesienią skończył 8 lat. Na świat przybyło kolejne dziecko Hendrixów – Kathy Ira. Była niestety niewidoma i po jedenastu miesiącach została oddana do adopcji. Rok później urodziła się Pamela Marguerite, która także miała problemy ze zdrowiem. Trafiła do adopcji. Mały Hendrix, poszedł do trzeciej klasy we wrześniu 1951 roku, do Rainier Visty. Jego rodzice wciąż się schodzili i rozchodzili, nawet po rozwodzie (1951). Dziećmi Hendrixów opiekowały się m.in. obie babcie, ciocia Delores Hall i przyjaciółka Dorothy Harding, a także sąsiedzi. Wtedy to właśnie mały Joe został oddany do adopcji. W 1953 urodził się Alfred, też miał wady wrodzone i też został oddany pod opiekę państwa. Będąc już w podeszłym wieku „Al” wyparł się ojcostwa wszystkich swoich dzieci z wyjątkiem Jimiego. Hendrix senior miał w zwyczaju bić swoje dzieci, nazywał to „chłostą”. Chłopcy po rozwodzie rodziców mieszkali z „Alem”, Lucille sporadycznie wpadała, by ich zobaczyć. Przyszły muzyk trafił do kolejnej szkoły – Leschi. Tutaj też poznał swoich najlepszych kolegów. Warte odnotowania jest to, że zaczął interesować się muzyką; miało to miejsce w 1953 roku. Często musiał się włóczyć po okolicy, szukając ojca, który pił w jednym z wielu barów. Pan Hendrix miał też pociąg do hazardu. Ze względu na nieustanne zaniedbywanie chłopców, również Leon trafił do adopcji. Spędził dzieciństwo w siedmiu różnych rodzinach. Jimi został z tatą, ponieważ ten mógł wybrać który z chłopców z nim zostanie – wybrał starszego syna, bo wierzył że ten wymaga mniej opieki. Ten był introwertykiem, tęsknił za rodzicami – choć tego głośno nie mówił, często płakał.
By uchronić Jimiego przed trafieniem do domu dziecka, „Al” zgodził się aby ten mieszkał z jego bratem Frankiem. W związku z przeprowadzką znów musiał zmienić szkołę i trafił z powrotem do Meany. Jego ojciec znalazł wtedy pracę przy koszeniu trawy, pracował tam już do końca życia. Chłopak znów trafił do ojca i do dawnej szkoły Leschi. Skończył tam siódmą klasę (1956), po czym trafił z powrotem do Meany, w związku z kolejną przeprowadzką. Czasami pomagał ojcu w pracy, ten wykorzystywał go, każąc mu cały dzień nosić kamienie i cement, a pieniądze chował do kieszeni. Kiedy się pokłócili, młody Hendrix został uderzony w twarz, po czym uciekł. W wieku 14 lat kupił za 5 dolarów pierwszą (akustyczną) gitarę. Choć miała tylko jedną strunę, umiał zagrać na niej kilka melodii. Zastąpiła ona kij od szczotki.

Zawsze, kiedy wychodziłem, kazałem mu sprzątać sypialnię. Kiedy wracałem, znajdowałem przy łóżku mnóstwo witek z miotły. Pytałem go: „Nie zamiotłeś podłogi?” A on mówił, że zamiótł. Później odkryłem, że siadał przy łóżku i szarpał miotłę jakby grał na gitarze.

Był samoukiem, ćwiczył nieustannie, choć nie potrafił czytać nut. Był szczególnie zainteresowany Elvisem Presleyem, którego zobaczył na koncercie w 1957 roku – występ oglądał z pobliskiego wzgórza, ponieważ nie było go stać na bilet. Wczesne zainteresowanie bluesem wzięło się ze słuchania płyt Muddy’ego Watersa, Elmore Jamesa, Howlina Wolfe’a, B.B. Kinga, Chucka Berry’ego, Jimmy’ego Reeda i Raya Charlesa, które należały do niewielkiej kolekcji ojca. Wtedy też poznał swoją pierwszą dziewczynę, Carmen Goudy. Ta wspomni później, że był tak biedny, że nosił zrobione przez siebie kartonowe wkładki, których używał do łatania dziurawych butów. Chociaż był mańkutem, jego ojciec zmuszał go do używania prawej ręki, także przy pisaniu. Ojciec Jimiego „uważał że wszystkie leworęczne czynności mają diabelskie pochodzenie” – powiedział Leon Hendrix. Aby grać swoją naturalną ręką, przełożył struny w gitarze. Kiedy wchodził ojciec, błyskawicznie ją odwracał i kontynuował grę – w efekcie grał równie dobrze obiema dłońmi.

### Śmierć matki
Matka artysty zmarła w 1958. Przyczyną śmierci było naruszenie śledziony i krwotok wewnętrzny. Miała marskość wątroby – chorobę wywołaną alkoholizmem. Na kilka tygodni przed śmiercią poślubiła robotnika portowego, Williama Mitchella. Hendrix senior, nie pozwolił dzieciom pożegnać się z matką, ani wziąć udziału w jej pogrzebie. 15-letni chłopiec stał się jeszcze bardziej wycofany. Ebony Harding: „Był bardzo, ale to bardzo smutnym dzieckiem”. Po śmierci matki zaczął ją idealizować. Wiele lat później, poświęci jej utwór „Angel”. Wiosną oglądał koncert Little Richarda oraz po raz kolejny się przeprowadził. Według członków innych zespołów z Seattle – Hendrix nauczył się większości akrobatycznych, scenicznych popisów (istotnych w tradycji bluesa i R&B), włączając w to grę na gitarze trzymanej za plecami, a także kaczy chód Chucka Berry’ego, od młodego muzyka Raleigha „Butcha” Snipesa, który był gitarzystą w lokalnym zespole The Sharps. W tym samym roku jego jedynym słabym stopniem w szkole było „F” z muzyki (jedynka). Kolejna przeprowadzka oznaczała powrót do Leschi. Potem nastąpiła kolejna; na ulicy, przy której mieszkali, pracowały prostytutki. Po wielu namowach, ojciec kupił mu wreszcie jego upragnioną elektryczną gitarę. Był to biały Supro Ozark. Niestety nie miał wówczas wzmacniacza. Według brata Leona, ćwiczył robiąc przerwy wyłącznie na sen. Zaczął dziesiątą klasę w Garfield High School. Wcześniej często zmieniali miejsce zamieszkania, wyłączano im prąd – bo ojciec nie miał z czego opłacić rachunków. Mały Hendrix nie mógł się nigdzie na dłużej zadomowić. Co najmniej dziesięciokrotnie zmieniał szkołę. Kiedy będzie już sławny, mimo odpowiednich funduszy, też nie będzie potrafił dłużej zagrzać miejsca, będzie żył w wielu hotelach i apartamentach.

### Pierwsze występy
Pierwszy występ gitarzysty odbył się z bezimiennym zespołem w podziemiach synagogi Temple De Hirsch Sinai, z której – z powodu zbyt dzikiej gry i popisów – wyrzucono go zaraz po jego zakończeniu. Łamał zasady i konwencje, właśnie dlatego przez kolejne 12 lat był on wyrzucany z różnych grup. Jego pierwszym zespołem byli The Velvetones, z którymi w piątki występował w osiedlowej sali „Yessler Terrace”. Wiele lat później jego ojciec będzie utrzymywał że wspierał syna w jego próbie zostania muzykiem. Zaprzeczają temu jego koledzy, którzy twierdzą że był temu przeciwny. Koledzy widzieli też jak ojciec bije syna. Jego nowym zespołem zostali The Rocking Kings. Po koncercie w klubie Birdland młody muzyk zostawił gitarę za kulisami i ktoś ją ukradł. Zespół kupił mu nową, Silvertone Danelectro, razem ze wzmacniaczem, za łącznie blisko 50 dolarów. Jesienią 1959 roku, zaczął „chodzić” z Betty Jean Morgan, to właśnie jej imieniem podpisał gitarę którą pomalował też na czerwono. Przez trzy miesiące roznosił gazety – ale zrezygnował, pomagał też ojcu w pracy ogrodnika. W czerwcu 1960 nastąpiła kolejna przeprowadzka, do domu przy East Yesler Way numer 2606. „Kiedy grałem w moim ogródku w domu, dzieciaki schodziły się posłuchać mnie, i mówiły że to jest cool” – powie później.
31 października 1960 roku, w wieku 17 lat, został wyrzucony ze szkoły, chociaż później, gdy stał się już sławny, został nagrodzony jej honorowym dyplomem, a w latach 90. XX w. jego popiersie umieszczono w szkolnej bibliotece.
The Rocking Kings zmienili nazwę na Thomas and the Tomcats, zagrali kilka koncertów w miejscowościach z dala od domu. Grali piosenki takich artystów jak Chuck Berry, Duane Eddy, Fats Domino, The Coasters. Pierwszym występem grupy, za który otrzymała wynagrodzenie (35 centów), był koncert w National Armory w Kent w stanie Waszyngton. Grali też w „Spanish Castle”, lokalnej sali koncertowej, która zainspiruje go później do napisania piosenki. Jeden z ich wczesnych koncertów odbył się w sali należącej do „Domu Polskiego” w Seattle. „Dom Polski organizował wydarzenia otwarte dla szerokiej publiczności – polskiej i niepolskiej. Wynajmował także salę. Jednym z najbardziej znanych wydarzeń był koncert (urodzonego w Seattle) Jimiego Hendriksa w 1959 r. z grupą The Rocking Kings; wydarzenie to utrwaliło się w zbiorowej pamięci Polonii amerykańskiej jako pierwszy publiczny występ, który otworzył mu drogę do światowej kariery”. Wartym zaznaczenia jest to, że w tym okresie nadal nie pił i nie palił.
2 maja 1961 roku został zatrzymany podczas jazdy skradzionym samochodem – spędził noc w areszcie, cztery dni później historia się powtórzyła. Wtedy trafił na tydzień do aresztu dla nieletnich. Twierdził że nie wiedział, że samochody są kradzione, oraz że żadnego z nich nie ukradł. Zaczął wtedy myśleć nad wstąpieniem do wojska, liczył bowiem na to, że czekająca go kara zostanie zawieszona lub złagodzona. Groziło mu łącznie 10 lat więzienia. Chciał trafić do sił powietrznych, ale go odrzucono, następnie do 101 Dywizji Powietrznodesantowej. Dostał dwa lata w zawieszeniu, warunkiem było podpisanie z armią 3-letniego kontraktu. Do swojego rodzinnego miasta wróci już tylko (na krótko) cztery razy.

### Służba wojskowa

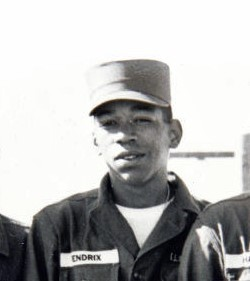
Hendrix w wojsku

Został wcielony 31 maja 1961 roku. Po pobycie w obozie rekrutacyjnym (Fort Ord, Kalifornia) otrzymał przydział do 101. Dywizji Powietrznodesantowej. Wybrał ją, ponieważ wiązało się to z dodatkiem w wysokości 55 dolarów miesięcznie, ze względu na ryzyko wiążące się ze skokami spadochronowymi. Według wojskowych akt, miał wówczas 176 cm wzrostu i ważył „nieco” ponad 70 kg. Od 8 listopada stacjonował w Fort Campbell w stanie Kentucky. W listach do ojca pisał m.in. o tym, że skakał z 12-metrowej wieży spadochronowej. W bazie poznał Billy’ego Coxa, który zostanie jego przyjacielem. Cox usłyszał kiedyś grę Hendrixa i postanowił mu się przedstawić, sam grał na basie. Cox powie później, że gra Hendrixa przypominała mu „skrzyżowanie Beethovena i Johna Lee Hookera”. Urodził się on w Wirginii Zachodniej, pochodził z muzycznej rodziny. Grał wcześniej m.in. na trąbce, saksofonie, pianinie i skrzypcach. Jednak „przerzucił się” na gitarę basową. Grał wcześniej w kilku zespołach.
Wraz z kilkoma innymi żołnierzami założyli zespół, później występujący pod nazwą The Kasuals. Grali oczywiście w Fort Campbell, a także w klubach Clarksville i Nashville w stanie Tennessee, a nawet w bazach wojskowych w Karolinie Północnej i Południowej. Skład ewoluował, zmieniali się muzycy, grali też w różnych formatach np. w pięciu, trzech czy czterech. Hendrix był słabym strzelcem. Został zwolniony po urazie kręgosłupa, jakiego doznał podczas 26. skoku spadochronowego. W wydanej w 2005 roku książce Room Full of Mirrors, Charles R. Cross twierdzi, iż Hendrix udawał geja w nadziei na przedterminowe zwolnienie. Jednak w dokumentach wojskowych brak wzmianki na ten temat. Według nich sprawiał problemy m.in. spał na warcie, wykazywał brak zaangażowania, „wymagał ciągłego nadzoru nawet przy prostych czynnościach”, miał myśleć ciągle o swojej gitarze. W związku z tym, 31 maja 1962, dokładnie rok po zaciągnięciu się do armii, został zarekomendowany do zwolnienia. Opuścił wojsko 2 lipca 1962 roku, uprzednio uzyskując stopień starszego szeregowego. Zwolnienie oznaczało w praktyce to, że był niezdolny do służby, gdy 3 lata później doszło do eskalacji wojny w Wietnamie.

## Początki kariery
„Do czasu wyjazdu Jimiego do Anglii w 1966 roku nigdy nie została potwierdzona chronologia jego działalności na przestrzeni następnych czterech lat. Przenosił się z zespołu do zespołu i z miasta do miasta, nie zostawiając po sobie dającego się zweryfikować zapisu, co skutkowało licznymi sprzecznymi relacjami na temat tego, gdzie był, z kim był i kiedy miały miejsce określone wydarzenia. Wiadomo, że pierwsze kilka miesięcy po służbie wojskowej spędził koncertując z King Kasuals, czekając, aż Billy opuści służbę i zespół będzie mógł podróżować dalej” (Gaar).

### Flaczkowa Trasa
Po zwolnieniu z armii, mając „w kieszeni” 300 lub 400 dolarów, wstąpił do baru, stawiał drinki wszystkim którzy o to poprosili, zostało mu ich ledwie 16. Postanowił poszukać zatrudnienia. Hendrix i poznany w wojsku przyjaciel Billy Cox pojechali do Clarksville, skąd za namową człowieka, który organizował koncerty udali się do Indianapolis. Chociaż spotkał ich zawód i nie znaleźli pracy, dołączył do nich gitarzysta Alphonso Young. Wrócili do Clarksville aby pracować m.in. w „Del Morocco” w Nashville. Tam Cox kupił Hendrixowi nową gitarę Epiphone Wilshire. Aby móc więcej na niej ćwiczyć – także w nocy – kupował tanią i słabą amfetaminę. Był to pierwszy narkotyk, jakiego zaczął używać w swoim życiu. Już wtedy palił też marihuanę. W Clarksville szybko zyskał przydomek „Marbles”, pochodził on od słów: „He has lost his marbles” – co znaczyło „rozum mu odjęło”. Była to reakcja na niekończące się gitarowe ćwiczenia, którym poświęcał dosłownie cały czas. W tym okresie zaczął regularnie spotykać się z różnymi kobietami. W listopadzie wziął, razem z Coxem, udział w sesji nagraniowej Franka Howarda i The Commanders. W Nashville młody muzyk podpatrywał gitarzystę Johnny’ego Jonesa, poznał też B.B. Kinga i Alberta Kinga. Tak, jak robił to wielokrotnie w tym okresie, podpytał z sukcesem Jonesa oraz A. Kinga o ich techniki gry na gitarze. Nie jadał regularnie. Kiedy nie miał pieniędzy, spał nawet na ulicy. W grudniu 1962 wybrał się do Vancouver, gdzie mieszkał u swojej babci Nory Moore Hendrix. Grał tam jako gitarzysta rytmiczny w zespole Bobby’ego Taylora The Vancouvers, razem z Tommym Chongiem. Po dwóch miesiącach zrezygnował i wybrał się na południe do Delty Missisipi. Występował tam w latach 1963–1965 na tak zwanej Flaczkowej Trasie. Na rasistowskim południu panowała wciąż segregacja rasowa, a lokale „Flaczkowej Trasy” były jedynymi, w których czarni muzycy mogli występować. Powrócił do King Kasuals, z którymi występował w Tennessee, Kentucky, Arkansas i Indianie. Do zespołu dołączył Larry Lee. W tym czasie jeździł w krótkie trasy z takimi artystami jak Nappy Brown, Ironing Board Sam, Chuck Jackson, Slim Harpo, Tommy Tucker, Solomon Burke, Carla Thomas, Jerry Butler, Marion James, Otis Redding, Bobby Womack. Jednak cały czas był gitarzystą The King Kasuals, do których wracał po zakończeniu każdej trasy. Womack: „Grał całą noc, cały dzień, każdego dnia, to wszystko co zawsze robił”. Potwierdza to Billy Cox: „leżał tam, na łóżku, w tym samym ubraniu które miał dzień wcześniej, z gitarą na brzuchu lub obok. Ćwiczył całą noc”. Po raz kolejny wybrał się w trasę, tym razem z Bobem Fisherem i jego grupą The Bonnevilles, a także, z Gorgeous George’em. W grudniu 1963, w Filadelfii razem z saksofonistą Lonnie Youngbloodem nagrał w studio – dosłownie – kilka utworów. Były to „Wipe the Sweat”, „Under the Table”, „Fox” i „Go, Go Shoes”. Kiedy stał się sławny, ukazały się one, wraz z kolejnymi – w których rzekomo miał udział. Dopiero w 1986 roku nowojorski sąd potwierdzi, że były one sfałszowane. Kiedyś spotkał organizatora koncertów z Nowego Jorku, ten zaproponował mu wyjazd. Hendrix postanowił spróbować. Tymczasem Billy Cox, Larry Lee i Alphonso Young – wbrew jego namowom – zostali.

### Harlem i powroty na Flaczkową Trasę
W styczniu 1964 przybył do Harlemu. Promotor go oszukał – został „na lodzie” z niewielką ilością gotówki. Początkowo „kręcił się” głównie na 125-tej ulicy, odwiedzał kluby muzyczne takie jak: Small’s Paradise, The Palm Cafe, Sugar Ray’s i Frank’s. Wkrótce związał się z supergroupie Lithofayne Pridgeon (znaną jako „Faye”. Mieszkali w hotelu Seifer, a potem u jej matki. Zwyciężył, zarabiając 25 dolarów, w amatorskim konkursie dla gitarzystów w Teatrze Apollo. W przeszłości nagrody zdobywali tu m.in. Sarah Vaughan, James Brown (oboje śpiew) i King Curtis (saksofon). Poznał także Artura i Alberta Allenów, bliźniaków (znanych później jako Taharqa i Tunde-Ra Aleem). Aleemowie, poza muzyką zajmowali się (wtedy) dilerką, pracowali dla „Grubego Jacka” Taylora. Zaoferował on pracę i Hendrixowi, ale ten się nie zgodził. Czasami akompaniował striptizerce o pseudonimie Pantera.
W marcu dołączył do The Isley Brothers. Nagrał z grupą dwuczęściowy singel „Testify”. „Grał cały czas, cały czas [...] Jimi miał naturalny talent, ale nie traktował swojego daru jako pewnik – pracował nieustannie, aby go udoskonalić. Jimi ćwiczył frazy w kółko, odwracał je, przerywał w połowie, w ćwiartkach, grał je powoli, grał je szybko” – wspominał Ernie Isley. Ronnie Isley, kolejny z braci: „W tamtych czasach rzadko miał wszystkie struny – jeśli jedna z nich pękła, nie było go stać na kupno nowej”. Isley obiecał mu kupić nowy zestaw, Hendrix otrzymał też nową gitarę, Fender Duosonic. Wiosenne tournée grupy, obejmowało Wschodnie Wybrzeże USA, Flaczkową Trasę oraz Bermudy. Następnie, nagrał kolejne single z zespołem. Pewnego razu, w Lodi Club w New Jersey, gitarzystę zobaczył sam Les Paul, który później powie, że był pod wielkim wrażeniem jego gry. Niestety, musiał szybko wracać do Nowego Jorku, a później nie zdołał już odnaleźć tego gitarzysty. W październiku 1964, w Nashville, Hendrix odszedł z zespołu, aby krótko pracować z Georgeous George’em. Nagrał też singiel „Mercy, Mercy”/„Can’t Stay Away” wraz z Donem Covayem.
Podczas pobytu w Memphis spotkał Steve’a Croppera z grupy Booker T. and the M.G.’s. Muzycy, nawzajem pokazali sobie kilka chwytów. W grudniu, podczas postoju w Kansas City, odszedł z zespołu George’a. Headlinerem tej trasy był Sam Cooke, którego zastrzelono 11. dnia miesiąca. Już jako „Maurice James” przyjechał do Atlanty, gdzie dołączył do The Upsetters, zespołu przygrywającemu Little Richardowi. W Los Angeles spotkał wokalistkę Rosę Lee Brooks i gitarzystę Arthura Lee, z którymi nagrał singiel „My Diary”/„Utee”, wydany przez Revis Records. Lee który był autorem strony „A”, zostanie później liderem grupy Love. Następnie brał udział w nagrywaniu singla Richarda, „I Don’t Know What You’ve Got, But It’s Got Me”/„Dancing All Around the World”, wydanego przez Vee Jay Records. Na krótko opuścił Little Richarda i dołączył do Ike’a Turnera i Tiny Turner, ale szybko wrócił do zespołu The Upsetters. Wraz z nim, wystąpił po raz pierwszy w telewizji, w programie „Night Train” wykonując utwór „Shotgun”. W międzyczasie, zdążył jeszcze występować krótko z duetem Sam and Dave. W Waszyngtonie dobrowolnie opuścił zespół, lub został zwolniony przez brata Little Richarda – Roberta. Wróci jednak, jeszcze raz do zespołu, aby nagrać singiel „Move Over and Let Me Dance”/„Have You Ever Been A Disappointment”.
Wrócił do Nowego Jorku, do „Faye” Pridgeon W tym okresie, za ostatnie pieniądze, kupił płytę Boba Dylana: Highway 61 Revisited. Będzie uwielbiał tego artystę i wywrze on na nim ogromny wpływ. Od listopada 1965 grał z Joey Dee and the Starliters i wybrał się z nimi w trasę, podczas której dali 58 koncertów w 60 dni. Miał dość wykonywania piosenek innych artystów i grania ich „nuta w nutę”. Hendrix wspominał: „Byłem zmęczony, nie mogłem już tego znieść”. „Próbowałem grać własne rzeczy [...] byłem trzymany z tyłu, ale cały czas wiedziałem, co chcę robić”. Innym razem powiedział: „Chciałem własnych występów, tworzenia własnej muzyki – nie grania tych samych riffów”. „Hendrix wielokrotnie występował jako sideman gwiazd, podczas gdy go ledwie karmiły, uzupełniały jego CV (co z perspektywy czasu wydaje się dzisiaj bardziej imponujące), i zapewniły mu niewyczerpany zapas materiału do swojego repertuaru. Synteza rocka, soulu i bluesa u Hendrixa była doskonalona noc po nocy [...]” (McDermott i Kramer). David Brigati, członek zespołu The Starliters, wspomina Hendrixa jako bardzo biednego, nieśmiałego człowieka, który nie miał nawet paska od gitary, a wszystkie rzeczy mieścił w małej podróżnej torbie. Przyjaciel Hendrixa z tego okresu, Jimmi Mayes, opowiada z kolei o ekspresji artysty na scenie: „Grał na gitarze za plecami i zębami. Zagrał to między nogami i przyklęknął i odchylił się do tyłu, aż głowa dotknęła podłogi. Jimi nigdy nie napisał żadnej ze swoich oryginalnych piosenek z [Joey Dee and The] Starliters, ale pod koniec swojego pobytu z nami [...] [grając] gładził gitarę, jakby uprawiał z nią seks. Żaden z nas nigdy wcześniej czegoś takiego nie widział”. W tym okresie poznał Curtisa Knighta. Spotkał go w lobby hotelu „America” w okolicach Times Square, gdzie obaj wtedy mieszkali. Knight był muzykiem, liderem grupy The Squires, związanej kontraktem z wytwórnią płytową PPX, prowadzoną przez Eda Chalpina.
15 października 1965 gitarzysta podpisał trzyletni kontrakt z producentem Edwardem „Edem” Chalpinem, otrzymując 1 dolara i 1% zysków z nagrań stworzonych z Curtisem Knightem. Głównym atutem umowy było to, że jako muzyk sesyjny nie musiał płacić za studio. Nie poinformował jednak producenta o tym, że w lipcu związał się z wytwórnią Sue Records należącą do Juggy’ego Murraya. Efektem umowy z Chalpinem, było ukazanie się na początku 1966 roku, singli „How Would You Feel”/„Welcome Home” (aranżacja Jimmy Hendrix), „Hornet’s Nest”/„Knock Yourself Out” wydanych przez RSVP Records, niewielką nowojorską wytwórnię. Jako muzyk sesyjny tylko kilka razy został wymieniony jako ten, który brał udział w nagraniu. 26 grudnia The Squires wystąpili w George’s Club 20 w New Jersey, występ był nagrywany. Ponieważ King Curtis poszukiwał gitarzysty, Hendrix zgłosił się i dołączył do The Kingpins. Grał przez jakiś czas, jednocześnie w obu zespołach. Z The Kingpins nagrał piosenkę „Help Me (Get That Feeling)” w której śpiewał Ray Sharpe, w 1969 King Curtis zrobi nakładki, i wyda ten utwór jako „Instant Groove”. Pozostałe nagrania z tego okresu zaginęły. Bębniarz Bernard Purdie z The Kingpins przyznaje, że ten uczył się bardzo szybko, w ciągu jednej nocy potrafił opanować wiele piosenek tak, że po kilku dniach znał cały repertuar – danego muzyka czy grupy. Nie są znane okoliczności jego odejścia z The Kingpins. Wciąż grał z Knightem, jednak powód był prozaiczny – nie miał swojej gitary. Kupiła mu ją jego pierwsza biała dziewczyna, Carol Shiroky – miał teraz wreszcie swojego wymarzonego Stratocastera.
Artysta we wczesnej karierze występował również z The Impressions, The Supremes, Mighty Hannibalem oraz Wilsonem Pickettem. Jako sideman zagrał łącznie kilkaset koncertów. Cornell Dupree, muzyk z którym grał, wspominał że „skradł” on niejeden show – kiedyś nawet samemu Chuckowi Berryemu. Od 12 maja 1966 The Squires występowali w klubie The Cheetah. To tam Hendrixa „wypatrzyła” Linda Keith, przebywająca tam wraz z przyjaciółmi, modelka i prywatnie dziewczyna Keitha Richardsa. Była tam, ponieważ „Stonesi” planowali trasę po USA – w związku z niepisaną zasadą, że nie podróżują razem z dziewczynami – przyjechała nieco wcześniej. Była zdumiona że tak utalentowany muzyk gra w tak kiepskim zespole i że nikt nie zwraca na niego uwagi. Od tego czasu regularnie zapraszała go do swojego pokoju hotelowego w nowojorskim Hiltonie. Zaprzeczyła jakoby byli wtedy razem. Słuchali muzyki, m.in. najnowszego albumu Dylana, Blonde on Blonde. Próbowała mu pomóc uwierzyć w siebie, zmotywować, gdyż ten był „strasznie niezdecydowany”. Wtedy po raz pierwszy spróbował LSD. Zagrał jeszcze kilka koncertów z zespołem Carla Holmesa – The Commanders. Jego muzyka nie została ciepło przyjęta przez czarnoskórą ludność Harlemu, interesującą się głównie R&B i jazzem, dlatego za namową Richiego Havensa przeniósł się do Greenwich Village. Muzyk Jimmi Mayes twierdzi, że Harlem miał swój specyficzny styl, do którego „zbyt dziki” Hendrix po prostu nie pasował.

### Greenwich Village
Właśnie za namową Havensa muzyk zgłosił się do Cafe Wha?”, na rogu MacDougal Street i Minetta Street w Greenwich Village. To tam stworzył swój własny zespół: Jimmy James and the Blue Flames, jego inna nazwa, to Rainflowers. Wtedy też po raz pierwszy (będąc pod wpływem Dylana) zaczął śpiewać. Przewinęło się przez niego wielu muzyków, m.in. Jeff „Skunk” Baxter (bas) czy piętnastoletni gitarzysta Randy Wolfe, nazwany przez Hendrixa Randy California. Nazywał go tak, aby odróżnić go od drugiego Randy’ego, któremu nadał przydomek „Texas” – obaj pochodzili z tych właśnie stanów. California będzie później gitarzystą grupy Spirit. Występowali w kilku miejscach w Village w Nowym Jorku. Grali przeważnie covery, np. „Killing Floor”, „Like a Rolling Stone”, „Wild Thing”, „The House of the Rising Sun”, „Mercy, Mercy” czy „Midnight Hour”. Do repertuaru włączył też „Hey Joe”, po tym jak usłyszał wolną wersję tego utworu, zagraną przez Tima Rose’a. Ludzie, którzy oglądali jego występy w tym okresie, twierdzą że słyszeli fragmenty utworów które potem nagrał z The Experience. Hendrix zarabiał około 3 dolarów za noc („głodowaliśmy”). Szybko zyskali lokalną sławę. Bob Kulick: „Pod koniec swojego występu, kiedy grał solówki zębami, których nikt nie potrafił zagrać rękami, wiedzieliśmy, że ten gość jest sensacją”. Linda Keith, zaprzyjaźniona z Hendrixem, poleciła go menedżerowi The Rolling Stones, Andrew Loog Oldhamowi, a później producentowi Seymourowi Steinowi. Żaden z nich nie zainteresował się gitarzystą. Kiedy The Rolling Stones dotarli w lipcu do Nowego Jorku w związku ze zbliżającą się trasą, ściągnęła ich na koncert Jimmy’ego Jamesa w klubie Ondine’s. Tylko Brian Jones był pod wrażeniem, reszta „Stonesów” nie. Później Keith przedstawiła go Chasowi Chandlerowi, basiście The Animals, który poszukiwał utalentowanego muzyka, z którym chciał nagrać „Hey Joe”, ponieważ wierzył że ta piosenka stanie się hitem. Będąc pod wrażeniem umiejętności młodego artysty zaproponował, że wraz ze swoim wspólnikiem Michaelem Jefferym zostanie jego menedżerem i producentem. Jeffery był dotychczas m.in. menedżerem Animalsów, Goldie and the Gingerbreads czy Derry’ego Wilkie, posiadał liczne inwestycje: kluby nocne, nieruchomości. Chandler w międzyczasie dokończył ostatnie tournée z Animals – zakończyło się ono 6 sierpnia, podczas gdy zespół rozpadł się we wrześniu 1966 roku. Ostatnie występy „Jimmy’ego Jamesa” odbyły się w „Cafe Au Go Go”, gdzie grał między innymi z Johnem Hammondem Jr.. Chandler, pojawił się ponownie w Nowym Jorku, 7 sierpnia. Hendrix przyjął propozycję i wybrał się razem ze swoimi nowymi menedżerami do Londynu. Skontaktował się jeszcze z Billym Coxem i Randym Californią. Pierwszy nie był przekonany co do wyjazdu. Drugiego z kolei nie chciał sam Chandler. Będąc jeszcze w Nowym Jorku, obiecał on Hendrixowi że przedstawi go Ericowi Claptonowi, którego Hendrix bardzo chciał poznać. Był to jeden z jego warunków. Za dwa miesiące Hendrix miał skończyć 24 lata. „Hendrix nie pasował, ponieważ nie był wystarczająco „czarny” na Harlem ani wystarczająco „biały” na Greenwich Village. Jego muzyka była bliższa bluesowi niż jakiemukolwiek innemu gatunkowi; bluesowi Delty i Chicago, który urzekł całe pokolenie muzyków, nie tyle w Stanach Zjednoczonych, co w Londynie, muzyków takich jak John Mayall i Alexis Korner, a potem między innymi Eric Clapton, Peter Green, Jeff Beck i Jimmy Page” (Vulliamy).

## The Jimi Hendrix Experience

### 1966

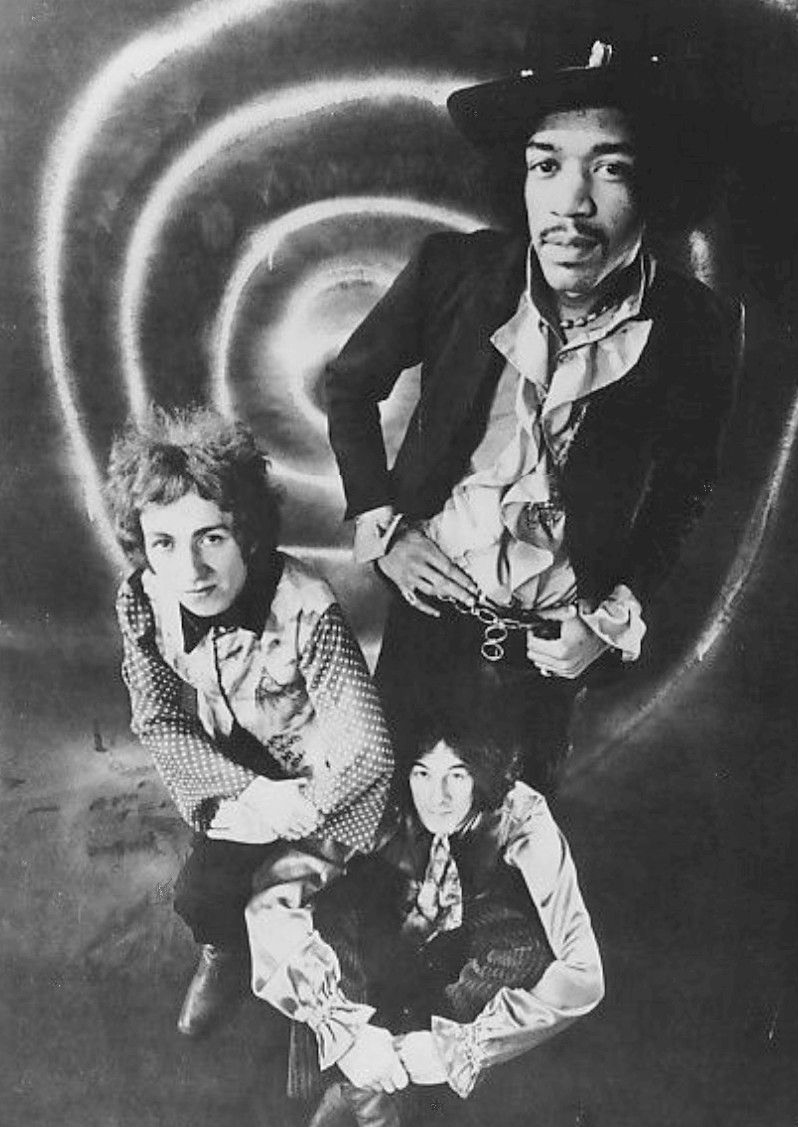
The Jimi Hendrix Experience. Od lewej: Mitch Mitchell, Noel Redding, Jimi Hendrix (stoi)

Hendrix dotarł do Londynu 23 września 1966 roku. W londyńskim klubie Birdland, zorganizowano przesłuchania muzyków, którzy mogliby do niego dołączyć i utworzyć nowy zespół. Wybrano wówczas gitarzystę Noela Reddinga, który miał grać na gitarze basowej. Był to przypadek, Noel zgłosił się pierwotnie na przesłuchanie do Eric Burdon and the New Animals. Ponieważ miejsce gitarzysty zajął Vic Briggs, zaproponowano mu posadę basisty w Experience. Był zadowolony z tej zmiany, zdawał sobie sprawę że nikt nie może grać na gitarze w jednym zespole z Hendrixem. Redding: „Gitara była moją pierwszą miłością i próbowałem sobie wmówić, że moja przygoda z basem była tylko przejściowa. Ale im dłużej grałem z The Experience, tym bardziej kojarzono mnie właśnie z tym instrumentem. W ówczesnych czasach chciano słuchać łatwo wpadających w ucho, luźnych i wysokich linii melodycznych, które w ogóle nie były w moim stylu. Dla mnie najważniejszy jest rytm”. Wśród przesłuchiwanych do nowej grupy był też m.in. Dave Knights (później Procol Harum). Grałby na basie, a Redding na gitarze rytmicznej, gdyby zdecydowano się na kwartet.
To menedżerowie zasugerowali Hendrixowi zmianę pseudonimu z „Jimmy” na „Jimi”, a także nazwę dla nowej grupy – The Jimi Hendrix Experience. Chas Chandler przedstawił go Pete’owi Townshendowi i Ericowi Claptonowi, z którymi ten szybko się zaprzyjaźnił. W pierwszych dniach pobytu w Anglii, nie mając jeszcze perkusisty, często jamował z Reddingiem i z innymi muzykami w londyńskich klubach, np. z Alexisem Kornerem, Hugiem Flintem, Aleksem Harveyem, Cliffem Bartonem, czy też Brianem Augerem. Po jednej z takich nieformalnych sesji, w „Blaises Club”, Johnny Hallyday zaoferował mu występ w roli supportu na jego mini tournée we Francji. Zespół nie miał wtedy nawet perkusisty.
1 października Hendrix zagrał z grupą Cream, wykonując utwór „Killing Floor”, poprzedzając jej właściwy występ w Central London Polytechnic. Clapton powiedział później, że zawsze miał problem z jego zagraniem. Jack Bruce (basista, Cream): „Ericowi pewnie trudno było sobie z tym poradzić, bo [Eric] był Bogiem, a tu nagle pojawia się ten nieznajomy i kładzie go na łopatki”. Clapton: „Moje życie już nigdy nie będzie takie samo, naprawdę”. Chandler: „Nigdy nie zapomnę twarzy Erica, on po prostu odszedł na bok, stał i patrzył”. „Nigdy nie mowiłeś że jest tak cholernie dobry!” – powiedział mu po występie Clapton.

Kręciłem się za kulisami z Jackiem [Bruce’em], kiedy Chas Chandler, basista z The Animals, pojawił się w towarzystwie młodego czarnego Amerykanina, którego przedstawił jako Jimiego Hendriksa. Poinformował nas, że Jimi jest genialnym gitarzystą i chce z nami zagrać kilka numerów. Pomyślałem, że wygląda fajnie i że prawdopodobnie wie, co robi. Zaczęliśmy rozmawiać o muzyce, a on lubił tych samych bluesmanów co ja, więc byłem za. Jack też był, chociaż pamiętam, że Ginger [Baker] był nieco nieprzyjaźnie nastawiony. [...] Piosenka, którą Jimi chciał zagrać, to [utwór] Howlin’ Wolf[a], zatytułowana „Killing Floor”. Pomyślałem, że to niewiarygodne, że będzie wiedział, jak to zagrać, ponieważ trudno było zrobić to dobrze. Oczywiście Jimi zagrał to dokładnie tak, jak powinno być zagrane, i całkowicie mnie oszołomiło. Podczas pierwszego jamowania z innym zespołem większość muzyków będzie próbowała trzymać się z tyłu, ale Jimi po prostu to zrobił. Grał na gitarze zębami, za głową, leżąc na podłodze, robiąc szpagaty, wszystkie te rzeczy. To było niesamowite i było też świetne muzycznie, nie tylko pirotechnicznie.

Innym razem Hendrixa zobaczył Jeff Beck: „Słyszałem to – dźwięk roznoszący się po drodze. Wysiadłem z taksówki, wszedłem i to był Jimi. Po prostu nie mogłem w to uwierzyć. Śpiewał „Like a Rolling Stone”. Znałem melodię, ale sposób, w jaki ją potraktował, był czymś innym. On wariował, i ludzie wariowali. Potem wszyscy byli oszołomieni. Ja byłem od zawsze”. Eric Burdon (wokalista, The Animals): „To porażające, jak był dobry”.
Hendrix (o gitarze): „Czasami skaczę po niej, czasami dociskam mocno struny i szoruję nimi po progach. Im mocniej to robię, tym głośniej gitara zawodzi. Czasami ocieram nią o wzmacniacz, siadam na niej, gram zębami, czasem też nachodzi mnie na scenie, że dobrze byłoby trącać struny łokciem”.
Gitarzysta mieszkał początkowo z Chasem Chandlerem w Hyde Park Towers, a następnie w mieszkaniu, które należało wcześniej do The Beatles – przy Montagu Square 34.
W drodze dalszej selekcji do zespołu dołączył Mitch Mitchell. Kandydatem na to miejsce był też Aynsley Dunbar. Hendrix i Chandler nie mogli się zdecydować, a w obliczu zbliżających się występów we Francji w końcu rzucili monetą, a ta „wskazała” Mitchella. Jego gra w zespole przysporzy mu sławy i zyska on etykietkę jednego z najlepszych perkusistów swojego pokolenia. Aby wyglądać jak jego koledzy z zespołu, też zrobił sobie afro. Według basisty grupy, nie było wówczas drugiej grupy w Anglii, w której dwóch białych muzyków grało z czarnym. Sting, który zobaczy jeden z koncertów Experience w 1967 roku, przyzna później, ze Hendrix był pierwszym czarnoskórym człowiekiem, którego widział w życiu.

Byli inni perkusiści w Anglii, którzy brali udział w przesłuchaniach do tej pracy i z pewnością byli inni, którzy byli do tego zdolni. Ale nie sądzę, aby którykolwiek z nich pasował w przwdziwym znaczeniu tego słowa, tak jak Mitch. Myślę, że to był szczęśliwy traf zarówno dla Jimiego, jak i dla Mitcha. Odkryli nawzajem że ich pomysły są zgodne. Mitch był w stanie wyczuć, dokąd zmierza Jimi, nadążyć za nim i rzucić mu wyzwanie. Bardzo niewielu perkusistów mogło zbliżyć się do szybkości i zdolności myślenia Mitcha. To jest myśl, którą chcę przekazać: miał wrodzoną zdolność myślenia z wyprzedzeniem i rzucania wyzwania Jimiemu oraz robienia rzeczy, które były zadziwiające.

Na początku października 1966 powstało The Jimi Hendrix Experience w składzie: Jimi Hendrix (gitara), Noel Redding (bas), Mitch Mitchell (perkusja). Już wkrótce miało się ono stać pionierem koncepcji tzw. Power trio. Pierwsza próba odbyła się 6 października. Pracowali nad zgraniem, „przerabiając” znane im piosenki takie jak Land of 1000 Dances, Have Mercy czy Johnny B. Goode. Były to wyłącznie wersje instrumentalne – nikt z nich nie chciał śpiewać. 11 października trzej muzycy podpisali kontrakty z duetem Jeffery – Chandler, kontrakt z wytwórnią Sue Records został odkupiony od Juggy’ego Murraya, Chalpin wolał natomiast poczekać, aż wartość muzyka wzrośnie. Jeffery i Chandler zagwarantowali sobie po 20% przyszłych zysków, i kolejne procenty z tantiem i wydawnictw. Zespół miał dzielić między siebie 2,5% ze sprzedaży nagrań. „Warunki były mało korzystne dla zespołu, ale oczywiście nikt nie wiedział, co się wydarzy. 20 procent z niczego było niczym. Ale ostatecznie stawka stała się „astronomiczna” i do dziś padają oskarżenia o status Noela i Mitcha w Experience, a co za tym idzie – pieniądze – z ich powodu byli [później] rozgoryczeni”. Po jakimś czasie trzej muzycy, umówili się „ustnie” – nie było to jednak wiążące dla kierownictwa. Mieli dzielić dochody przynależne grupie wg formatu 50–25–25. Hendrix miał zarabiać połowę kwoty, drugą mieli dzielić po równo Mitchell i Redding. W tym samym okresie, menedżerowie podpisali kontrakt z Soft Machine, grupą, która w 1968 będzie supportować występy The Experience.
Zespół zadebiutował krótkim tournée we Francji, dając koncerty w Évreux (13), Nancy (14), Villerupt (15) i w paryskiej Olympii (18 października), przed koncertami Johnny’ego Hallydaya. W Paryżu, gdzie grali ledwie przez około 15 minut, a oglądało ich 14,5 tys. widzów. Nie mieli wówczas własnego materiału, wykonywali wyłącznie covery.
Jak wspominał później Redding, początki były bardzo trudne. Nie mieli wyrobionej marki – nazwa Experience nic wówczas nie znaczyła. Musieli polegać na znajomościach Chandlera, który znał środowisko, „załatwił” też niejeden występ w znanym klubie. Sprzedawał on swoje gitary basowe, aby uzyskać do tego niezbędne fundusze. Redding pochwalił też umiejętności Jeffery’ego, którego określił mianem „wspaniałego menedżera i agenta” – bo był dobrze ustawiony. Przyznał jednak, że wolałby aby to Chandler miał ich „na wyłączność”. „Zawsze lubiłem Chasa” – powie później. Ponieważ Mitchell na początku często opuszczał próby zespołu, Redding i Hendrix „potajemnie” przesłuchali Johna Banksa z The Merseybeats. Mitchell jednak pozostał w zespole, gdy Chandler „obciął” mu „tygodniówkę” ten „opamiętał się”. Także jego gra, bardziej odpowiadała dwóm pozostałym muzykom.

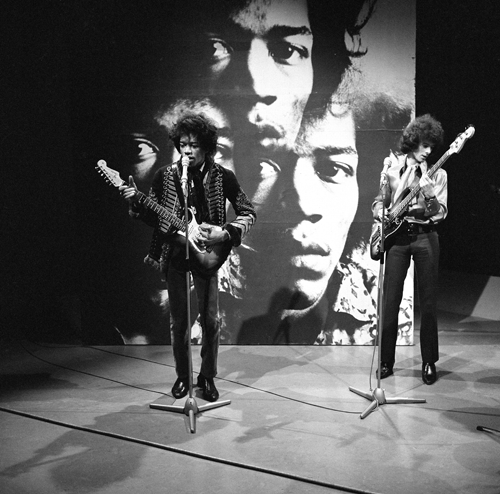
Występ grupy Jimi Hendrix Experience’s w holenderskim show Fenklop (1967)

Następnie grupa udała się do Monachium, do klubu „Big Apple”. To tam po raz pierwszy, ku uciesze publiczności, Hendrix rostrzaskał swój instrument. Potem wróciła do Londynu, gdzie występowała między innymi w takich miejscach jak: „Marquee Club”, „The Scotch of St. James”, „Blaises”, „The Bag O’Nails”, „Cromwellian”, „The Upper Cut”, „The Speakeasy Club”, „The 71/2”, „The Ram Jam Club”. A także w prestiżowych programach brytyjskiej TV „Ready, Steady, Go!” i „Top of the Pops”, gdzie po raz pierwszy pojawiła się w grudniu 1966, wykonując „Hey Joe”.
Pierwszy singel „Hey Joe”/„Stone Free” został wydany 16 grudnia 1966 roku (w ramach wyjątku) przez Polydor Records. Chandler pierwotnie zgłosił się do Dekki (prawdopodobnie dlatego że była wydawcą The Who), jednak ta odrzuciła propozycję wydania singla – tak jak wcześniej uczyniła to w stosunku do The Beatles. Inżynierem dźwięku był wówczas Dave Siddle. Nagrywając „Hey Joe” wzorowano się na aranżacji Tima Rose’a który znacznie zwolnił tempo tego utworu. Było wiele szybkich wersji tej piosenki np. w wykonaniu The Byrds, Standelles, Love czy innych wykonawców. Hendrix uwielbiał grać to wolno. Był to pierwszy raz, kiedy zaśpiewał na nagraniu – miał ogromne zastrzeżenia co do swojego głosu – przemógł się jednak dzięki Chandlerowi. Ta mroczna ballada, nie zawiera zadnych efektów z wyjątkiem reverbu. W chórkach zaśpiewało kobiece trio The Breakaways. Do piosenki – co niespotykane wówczas – nagrano teledysk. Utwór „Stone Free” był z kolei, pierwszą oryginalną kompozycją Hendrixa w The Experience. Piosenkę – z powodu braku funduszy – nagrano w godzinę i zmiksowano tego samego dnia. Jeff Beck nazwał ją swoją ulubioną, spośród wszystkich utworów Hendrixa. Zwrócił on uwagę na świetny rytm i partię solową.

### 1967
BBC, nie puszczała ich singla. Chociaż wciąż mało obecni w mainstreamowych kanałach radiowych – a było to zgodne z niepisaną zasadą że utwory spoza Top 40 dostają niewiele czasu na antenie. Podbili stacje „pirackie” – nadawane ze statków na Morzu Północnym, czy też Radio Luksemburg. Duża w tym zasługa DJ-ów prowadzących audycje jak chociażby Emperor Rosko. Zespół stawał się sławny. Na klubowe koncerty The Experience przychodzili: The Beatles, The Rolling Stones, The Who czy Eric Clapton. 11 stycznia na dwóch występach w Bag O’Nails byli także: Jeff Beck, Jimmy Page, The Hollies, The Animals, The Small Faces, Terry Reid, Denny Laine, Brian Epstein, Lulu i inni. Po jednym z takich koncertów Jack Bruce, basista grupy Cream napisał riff utworu Sunshine of Your Love. Była to swoista dedykacja dla Hendrixa, co w jednym z wywiadów przyznał sam Clapton.
Według Reddinga, Experience już wtedy mogłoby przestać istnieć – gdyby mieli świadomość jak bardzo nimi manipulowano. Podpisali kontrakty, które dawały kierownictwu, prawo do zawierania kolejnych umów bez konsultacji z nimi. Wspominał że, Eric Burdon i inni – nauczeni problemami The Animals – próbowali go ostrzec, ale on „nie rozumiał o co im chodzi”. Problemem były też pieniądze. Inkasowali co najmniej 300 funtów za noc, „co było wówczas fortuną”, a on [Redding] zarabiał mniej, niż wtedy, gdy występował w innych grupach. Uzyskali swoje, dostali podwyżkę. „Za każdym razem gdy zaczynaliśmy szumieć pojawiały się pieniądze” – podsumowuje.

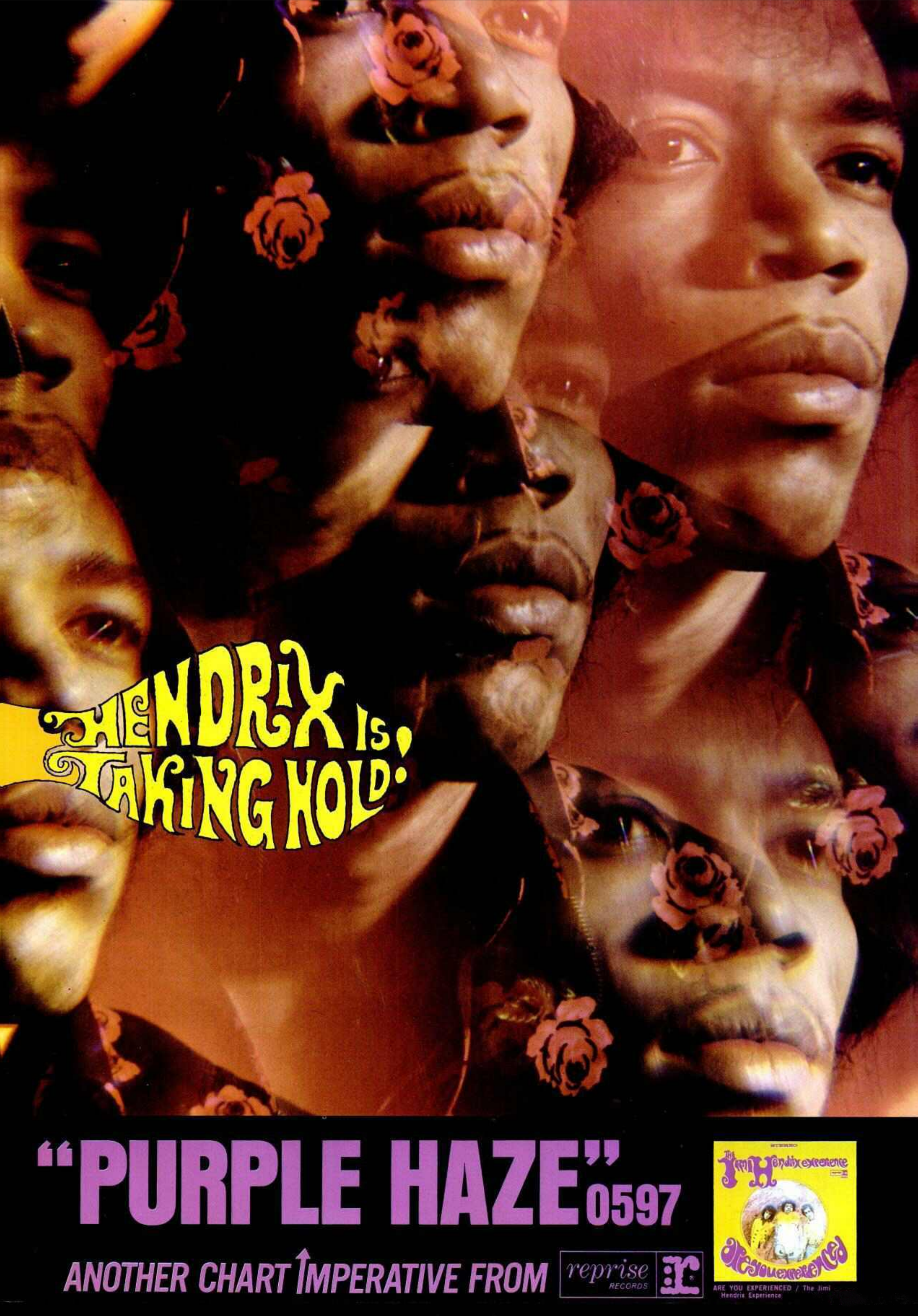
Reklama amerykańskiej wersji singla „Purple Haze” zamieszczona w magazynie Billboard, wrzesień 1967

Drugi singiel zespołu „Purple Haze”/„51st Anniversary” został wydany 17 marca przez Track Records, tak jak trzeci „The Wind Cries Mary”/„Highway Chile”, który ukazał się w sprzedaży 4 maja 1967. Oba zajęły miejsca w pierwszej dziesiątce na brytyjskich listach przebojów. Hendrix pisał wtedy, często 6 – 7 minutowe piosenki które trzeba było skracać do 3, góra 4 minut. Mógł w tym liczyć na pomoc Chandlera.
„Purple Haze było czymś, czego nie słyszano nigdy wcześniej, partia solowa jest jedną z najbardziej rozpoznawalnych w historii rocka” (Prown i Newquist). Angus Young (gitarzysta, AC/DC) o „Purple Haze”: [...] byłem całkowicie zachwycony. Jak on to robi? Byłem pod wielkim wrażeniem [...] z bratem Malcolmem byliśmy na kilku koncertach m.in. The Yardbirds [...], ale kiedy pojawił się Hendrix, powiedziałem: Wow! to kolejny poziom gry na gitarze”. Hendrix napisał ten utwór w popołudnie 26 grudnia 1966 roku, w garderobie klubu „The Upper Cut”. Kiedy Chandler usłyszał go grającego charakterystyczny riff powiedział: „Napisz do tego resztę!”. Chandler – wbrew popularnemu mitowi – twierdzi że autor nie był wówczas pod wpływem narkotyków. Przez cały czas miał pomysły na nowe utwory. Pisał je w środku nocy, w restauracjach, hotelach. Hendrix: „Dużo śnię i zapisuję wiele moich snów jako piosenki”. Miał też narkotykowe wizje.
The Wind Cries Mary, to utwór który powstał po sprzeczce artysty z Kathy Etchingham (drugie imię – Mary). Ta delikatna, spokojna, subtelna ballada została świetnie przyjęta. „Piękne nagranie” – podsumowało NME, chwaląc też śpiew Hendrixa.
Zespół odbył pierwszą trasę po Anglii jako support The New Animals. Kathy Etchingham, jego ówczesna dziewczyna: „Pamiętam to, jako jego najlepszy okres. Wtedy był najszczęśliwszy”. Do końca marca miał już na koncie ponad 80 występów (w Wielkiej Brytanii, Francji i Holandii). 31 marca Jimi Hendrix po raz pierwszy podpalił swoją gitarę, miało to miejsce w Finsbury Park Astoria Theatre. Angielskie tabloidy zaczęły nazywać go „Wild Man of Borneo” („Dziki człowiek z Borneo”), „Mau Mau”, „Pop-Dzikus”. Gazety sugerowały też, że jego występy są „zbyt obsceniczne”. „Na scenie był tym, czego obawiała się każda matka, gdy wyrażała wątpliwości co do wpływu rock and rolla na jej córkę” – napisze później Rolling Stone. Na przykład w Carlisle, Hendrix miał „uprawiać miłość ze swoją gitarą”. Wtedy też, management zgodził się pominąć człon „The Experience”, zastępując go nazwą „Jimi Hendrix”. Ponadto Chandler kazał basiście grupy „usunąć się w cień”, żeby zrobić na scenie więcej miejsca Hendrixowi. Częstym – wręcz czymś normalnym, było to że hotele odmawiały wpuszczenia muzyków na nocleg. Później, nawet gdy zespół stanie sławny będzie to problemem, także z powodu jego ekscesów. W Hiszpanii, zespół nie wystąpił w telewizji, ze względu na długie włosy artystów.

#### Are You Experienced

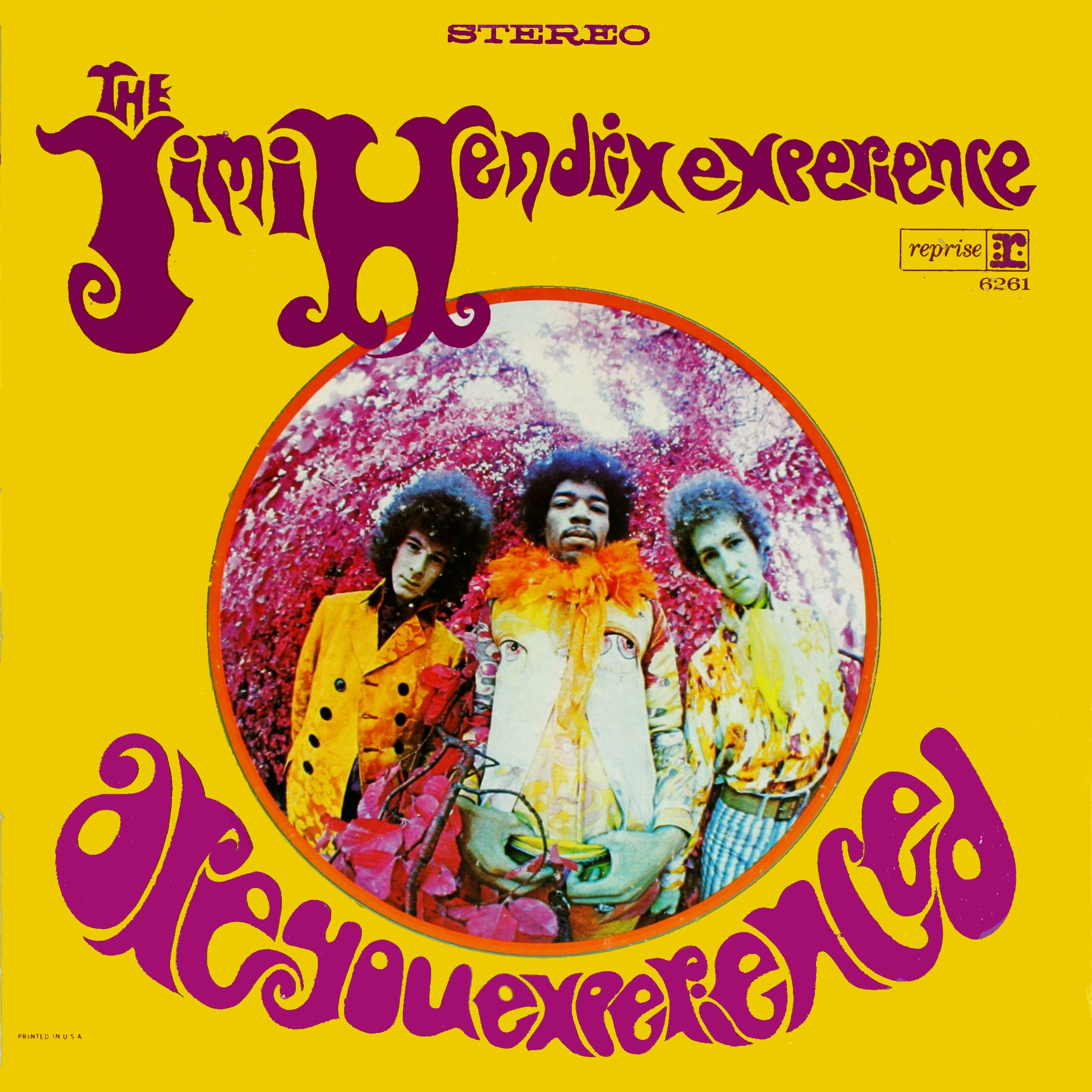
Amerykańska okładka płyty Are You Experienced?

W 1967 roku zespół dawał koncerty w Anglii supportując The Walker Brothers, Engelberta Humperdincka i Cata Stevensa. Nagrywając jednocześnie swoją debiutancką płytę Are You Experienced, nad którą pracował w kilku studiach takich jak De Lane Lea Studios, CBS, Pye, Regent Studios, a także później, w Olympic Studios. To właśnie od sesji w studiach Olympic rozpoczęła się długotrwała współpraca (do śmierci artysty) z inżynierem dźwięku Eddie Kramerem. „The Experience kończyło koncert na północy, jechało na południe, nagrywało między 3:00 a 9:00 [rano], a potem wracało na północ na dwa kolejne koncerty każdego dnia. LSD nie odegrało jeszcze ważnej roli – jeśli [muzycy] Experience byli na amfetaminie, miało to na celu dotrzymanie harmonogramu” (Vulliamy). Cały, 4-ścieżkowy album nagrano jedynie w 72 godziny – w ciągu pięciu miesięcy. Całkowity koszt produkcji wyniósł 1500 funtów. Are You Experienced został wydany w dwóch wersjach, brytyjskiej (rozpowszechnianej w Europie), która ukazała się 12 maja 1967 i była dystrybuowana przez Track Records i amerykańskiej, wydanej 1 września 1967 przez Reprise Records. W Wielkiej Brytanii jeszcze przed rozpoczęciem sprzedaży, z góry zamówiono 25 tys. kopii. Redding: „Recenzenci nie bardzo wiedzieli, jak określić nasza pełną entuzjazmu energię połączoną z narkotykami, i nazwali nas muzycznym koszmarem i elektrycznymi nerwicowcami”.
Wersja brytyjska zaczyna się od „Foxy Lady”, a amerykańska od „Purple Haze”. Amerykańskie wydanie nie zawiera kompozycji „Red House”, „Can You See Me”, „Remember”, w zamian za to oferuje wspomniane „Purple Haze”, a także „Hey Joe” i „The Wind Cries Mary” (utwór nagrany w zaledwie 20 minut), które w Wielkiej Brytanii wydano jako single. W USA do tytułu płyty dodano „?”, a utwór „Foxy Lady” przemianowano na „Foxey Lady”. Inne były nawet okładki, tę amerykańską zaprojektował Karl Ferris (zdjęcie zostało wykonane w Kew Gardens). Z kolei brytyjską, zdobiła fotografia Bruce’a Fleminga przedstawiająca Reddinga i Mitchella, „wyłaniających się” z obu stron Hendrixa, ubranego w czarną koszulę z czerwonymi różami.
„Are You Experienced? w pojedynkę zmienił krajobraz gitary elektrycznej w muzyce rockowej. Album został nagrany na czterech ścieżkach. Zmiksowany w mono i zmodyfikowany pedałem „fuzz”, pogłosem i odrobiną oktawera w „Purple Haze”. Wydany w USA i Kanadzie remiks używał głównie podkładu w monofonii, z nakładkami gitary i wokalu, rozdzielonymi i okazjonalnie nałożonymi na siebie aby uzyskać efekt stereo” (Gulla).
Album odniósł sukces, w Wielkiej Brytanii zajął drugie miejsce na liście najpopularniejszych płyt tuż za Sgt. Pepper’s Lonely Hearts Club Band zespołu The Beatles. Zdystansował m.in. Disraeli Gears Creamu. Eric Clapton wspominał później, że na ich „nieszczęście”, Hendrix wydał Are You Experienced – którego wszyscy chcieli słuchać i – tu jego słowa – „był smakiem nie tylko miesiąca, ale roku”. Gdziekolwiek był, wszędzie grał „Jimi”, przygnębiało go to. Gdyż uważał Disraeli Gears za świetną płytę, którą jak zauważył: „nikt nie był zainteresowany”.
Album Hendrixa okazał się przełomem w muzyce, zawierał też wiele piosenek które wkrótce stały się klasykami. Rick Springfield (gitarzysta): „Kiedy usłyszałem pierwszy album [The] Jimi Hendrix Experience, nie mogłem uwierzyć, jak jest ciężki. To wciąż był czas, kiedy na listach przebojów panował głównie ładny pop” [...]. K.K. Downing (gitarzysta, Judas Priest): „Jeśli chcesz wiedzieć, skąd wziął się rock – heavy rock i hard rock i heavy metal – to [właśnie] jest początek wszystkiego”.

Myślałem, że są doskonali. O tak. Perkusista Jimiego, Mitch Mitchell, również był inspirujący. Nigdy nie grał tak samo na perkusji, wcześniej lub później. Grał niesamowite rzeczy! [...] Jedynym rockiem, jakiego słuchałem w latach sześćdziesiątych, był Jimi Hendrix – przez resztę czasu skupiałem się na jazzie i soulu. Nigdy nie słuchałem Creamu czy The [Grateful] Dead. Nie wiedziałbym, co zrobili. Nie sądzę, żeby ktokolwiek inny w zespole [Led Zeppelin] ich słuchał.

22 maja, to przylot do Helsinek i jedyny pobyt w Finlandii. „NOWY SZALENIEC PRZYBYWA DO HELSINEK” – głosiła gazeta Helsingin Sanomat. Zespół wystąpił w telewizji oraz zagrał koncert. Otto Donner, swego czasu, jeden z wiodących fińskich kompozytorów zwrócił uwagę na zbieg okoliczności. Otóż dzień wcześniej, w tym samym miejscu wystąpił Karlheinz Stockhausen. Donner dostrzegł wiele podobieństw pomiędzy nimi, i zauważył że Hendrixa wraz z jego muzycznymi eksperymentami, jego brzmieniem, można porównać do większości kompozytorów muzyki poważnej. Następny był koncert w Sztokholmie, w Tivoli Garden zgromadziło się 14 tys. ludzi, dwa razy więcej niż na Beach Boysach, którzy zagrali tu nieco wcześniej.

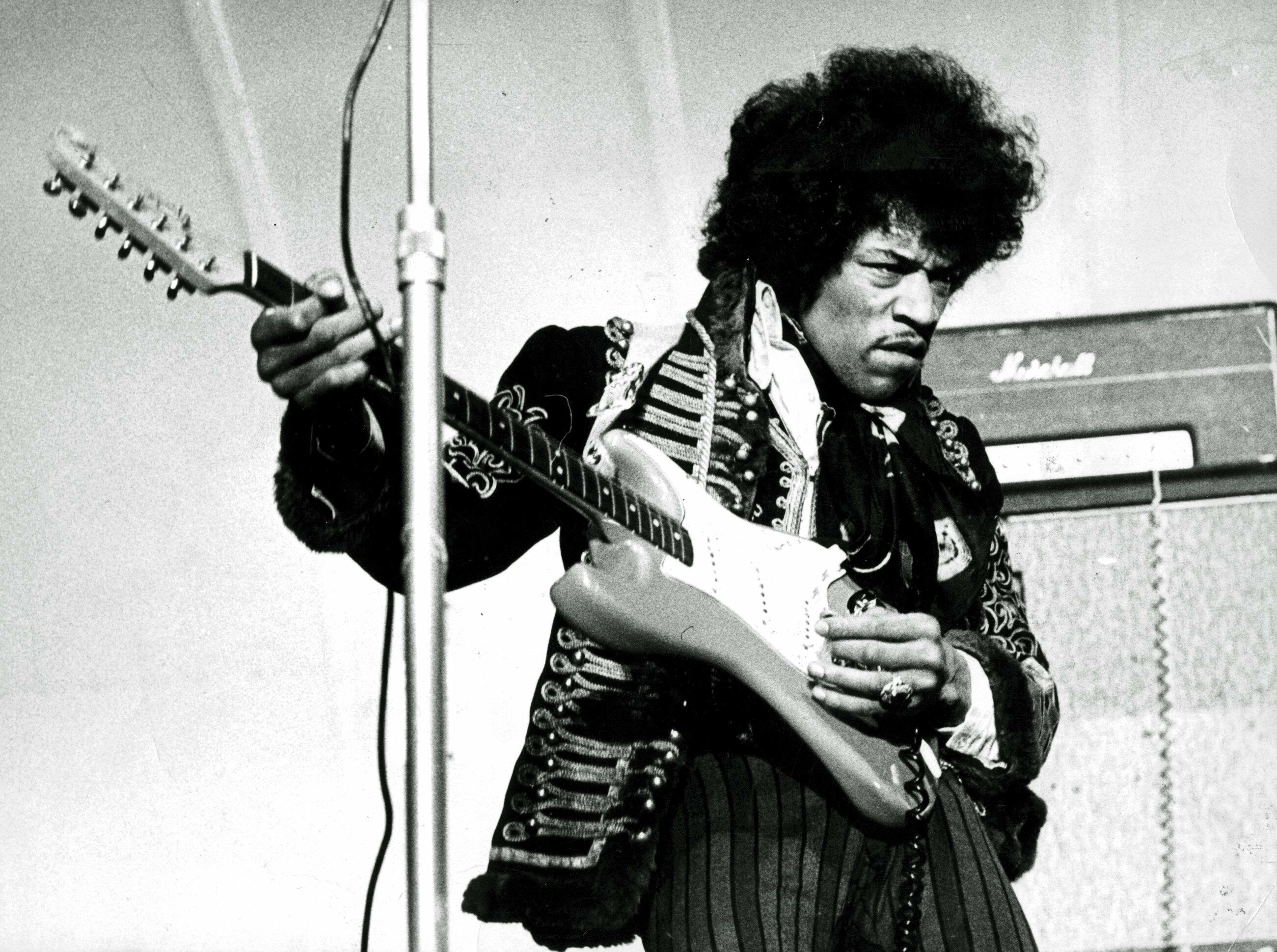
Występ Hendrixa w Sztokholmie, 24 maja 1967

4 czerwca w londyńskim teatrze Saville Experience dał swój ostatni występ w Anglii przed amerykańskim debiutem. Koncert był przedsięwzięciem zorganizowanym przez Briana Epsteina, menedżera The Beatles. Wśród publiczności byli Paul McCartney, George Harrison, Eric Clapton, Jack Bruce, Spencer Davis i Lulu. Swój występ rozpoczęli od utworu The Beatles „Sgt. Pepper’s Lonely Hearts Club Band”, pochodzącego z albumu o tym samym tytule, wydanego 1 czerwca. Zespół zaczął uczyć się tej nowej piosenki na 30 minut przed wyjściem na scenę. McCartney stwierdził po koncercie, że był to najlepszy występ Hendrixa, jaki widział, oraz jeden z największych zaszczytów w jego życiu. Eddie Kramer: „Beatlesi nie mogli w to uwierzyć. Hendrix grał utwór z ich płyty, która dopiero się ukazała, wziął tę piosenkę, zaaranżował ją zupełnie inaczej i… zabił wszystkich”. Andy Summers (gitarzysta, The Police): „To było niesamowite. Znakomity. To po prostu wszystkich zdmuchnęło. Pamiętam, że widziałem go później w Hollywood Bowl, gdzie pojawił się i zaczął od Sunshine of Your Love. Co wprawiło w zakłopotanie wszystkich, którzy zakładali, że między Hendrixem a Creamem istnieje tak wielka rywalizacja. Ale Jimi taki nie był. Pamiętaj, grał to lepiej niż Cream”. Prywatnie Hendrix i Clapton byli przyjaciółmi, kiedy mieli możliwość, spędzali czas razem, grając głównie w nowojorskich, rzadziej w londyńskich klubach.

#### Debiut w USA – Festiwal w Monterey
Chociaż zespół cieszył się popularnością w Europie, był zupełnie nieznany w USA. D.A. Pennebaker (reżyser): „W Ameryce niektóre niszowe stacje radiowe grały Hey Joe. Ale wiele odmówiło zagrania, ponieważ miało to związek z samobójstwem lub morderstwem. W tamtych czasach ludzie bardzo ostrożnie podchodzili do tego, jaką muzykę rockową grali w radiu”. Dopiero kiedy Paul McCartney, Andrew Loog Oldham i Derek Taylor zarekomendowali grupę organizatorom Festiwalu w Monterey, zespół dał się poznać szerszej publiczności w Ameryce. Mitch Mitchell: „Monterey wszystko dla nas zmieniło. Nie mieliśmy nic po Monterey, nie planowaliśmy ani jednego koncertu. Ale po Monterey dostaliśmy mnóstwo ofert: Fillmore, Hollywood Bowl z Mamas & The Papas, którzy byli dla nas po prostu wspaniali. To był naprawdę początek wszystkiego”. Występ na Festiwalu został sfilmowany przez D.A. Pennebakera i był następnie wyświetlany w kinach w całym kraju. Na festiwal, akredytowano 1200 dziennikarzy – zespół mógł liczyć na wiele artykułów prasowych.

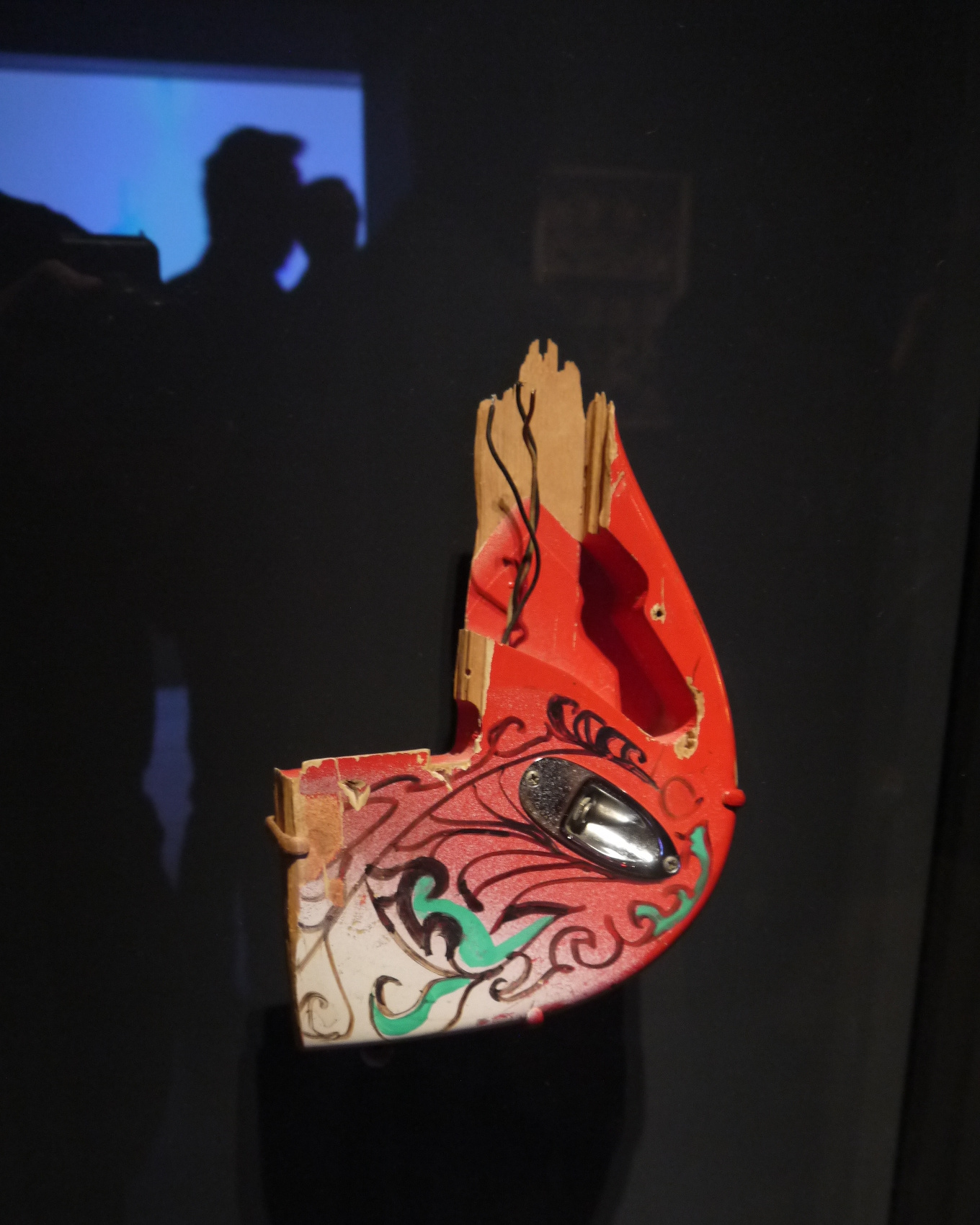
Fragment zniszczonej gitary z Monterey

Przed wyjściem na scenę, pomiędzy Hendrixem a Pete’em Townshendem z The Who, rozgorzała dyskusja, kto będzie grać pierwszy. Żaden z nich nie chciał wystąpić jako „ten drugi”. Dopiero „rzut monetą” Johna Phillipsa (współorganizatora festiwalu) rozstrzygnął sprawę – The Who wygrali. Wtedy Hendrix, bez słowa wszedł na krzesło, i stojąc na nim zagrał „absolutnie porażającą solówkę gitarową” – wszyscy wokół stali z otwartymi ustami. Następnie zszedł i powiedział: „Jeśli mam grać po was, to zamierzam dać z siebie wszystko”. Został zapowiedziany przez zaprzyjaźnionego z nim Briana Jonesa. Jones: „Chciałbym przedstawić wam bardzo dobrego przyjaciela, waszego krajana. Wybitnego wykonawcę, najwspanialszego gitarzystę, jakiego w życiu słyszałem – The Jimi Hendrix Experience”. Rozpoczął występ remakiem utworu Howlin’ Wolfa „Killing Floor”. Wykonał też „Foxy Lady”, „Like a Rolling Stone”, „Rock Me Baby”, „Hey Joe” (pierwszą solówkę zagrał zębami, drugą za plecami), „Can You See Me”, „The Wind Cries Mary”, „Purple Haze”. Następnie zmienił gitarę na inny model Stratocastera – Fiesta Red – który wcześniej pomalował w kwieciste wzory. Zapowiedział piosenkę „Wild Thing” jako hymn amerykańsko – brytyjski. Grał wtedy m.in. między nogami, za plecami, na kolanach oraz wykonał salto. Na zakończenie tego utworu, a także całego występu, zaczął trzeć gitarą o wzmacniacze, a następnie podpalił ją i roztrzaskał na scenie. Obraz Hendrixa klęczącego nad płonącą gitarą i podsycającego płomienie stał się jednym z najbardziej rozpoznawalnych w historii rocka i popkultury. Tricku z paleniem gitary użył w całej swojej karierze tylko trzykrotnie. Swoją grą na festiwalu w Monterey rozsławił grupę na całą Amerykę. Dla wielu występ na Monterey Pop jest jego najlepszym. Według Roberta Wyatta, Hendrix opuszczając po raz pierwszy Amerykę, był „nikim”, teraz po Monterey, wracał do kraju jako gwiazda. Tymczasem, basista Experience, miał za złe mediom że „sukces w Ameryce wypromował tylko Jimiego” a on i Mitch Mitchell, stali się tylko jego tłem. Przypomniał, że z Anglii, wyjeżdżali jako grupa.
Po zakończeniu festiwalu, zespół dał serię koncertów w Fillmore West w San Francisco, razem z grupą Jefferson Airplane. Hendrix poznał w tym czasie Stephena Stillsa, a także zaprzyjaźnił się z Buddym Milesem, którego spotkał już wcześniej, podczas występów z The Isley Brothers. Miles poznał go z Devon Wilson – czarnoskórą supergroupie, byłą prostytutką, która później została jego przyjaciółką i kochanką (poświęci jej utwór „Dolly Dagger” z 1970 roku). Zespół dał też koncerty na dachu ciężarówki w Golden Gate Park (18 tys. ludzi), i klubie Whisky a Go Go. Muzycy oglądali też występy The Mothers of Invention.
Wkrótce po tym wziął udział w letnim tournée popularnej grupy The Monkees w roli jej supportu. Był to „autorski” projekt Michaela Jeffery’ego, który nie skonsultował go z Chandlerem (który zajmował się artystyczną stroną zarządzania zespołem). Ten miał spytać Jeffery’ego: Czy ciebie już zupełnie popierdoliło?. 8 lipca w Jacksonville na Florydzie rozpoczęła się ta jedna, z najdziwniejszych tras w historii rocka. Peter Tork jeden z Monkees powiedział później ze ich publiczność „niespecjalnie” polubiła Hendrixa. Nic dziwnego, stanowiły ją głównie dziewczynki w wieku 7 – 12 lat. Po ośmiu koncertach zrezygnowano z dalszych występów. NME w nagłówku pytał: HENDRIX: SAM ZREZYGNOWAŁ CZY ZOSTAŁ WYLANY?. Sztab prasowy zespołu Experience, bądź też sam Chandler, wymyślili historyjkę o tym że organizacja „Córki Amerykańskiej Rewolucji” zaprotestowała przeciwko ich występom – ponieważ były zbyt „nasycone erotyzmem”. Następnie, zespół udał się do Nowego Jorku.
19 sierpnia ukazał się na angielskim rynku singiel „Burning of the Midnight Lamp”/„The Stars That Play With Laughing Sam’s Dice” (zamiarem autora była możliwość odczytania nazwy w następujący sposób: „The STP With LSD” – otrzymywało się w ten sposób nazwy dwóch narkotyków). Singiel ten zajął 18. miejsce na brytyjskiej liście przebojów. Nagranie samej strony „A” zajęło 42 godziny. Spotkanie zespołu ze Steviem Wonderem w studiach BBC zaowocowało zagraniem 3 utworów. Bez Mitchella, za to z Wonderem na perkusji. Było to zwykłe jam session ale, przypadkowo nagrane, pojawiło się nawet na antenie stacji, a potem na wydanych pośmiertnie płytach Hendrixa.
W listopadzie 1967 PPX Industries (Chalpin) i Capitol Records zawarły porozumienie, na mocy którego wydano, począwszy od grudnia 1967, płyty Get That Feeling, Flashing i wiele innych zawierających nagrania demo z okresu współpracy Hendrixa z Curtisem Knightem. Get That Feeling sprzedawała się dobrze, zajęła 75. miejsce. Okładka płyty, zdjęcie Hendrixa w Monterey, wyolbrzymiała udział gitarzysty, małymi literami dodano „i Curtis Knight”. Wielu fanów sądziło, że jest to drugi album artysty po Are You Experienced?, zwłaszcza że „Axis” ukazała się w USA, dopiero w styczniu. „[Album] powstał z maleńkich jak confetti kawałków taśm, których użyli z jam session. Capitol nigdy nam nie powiedział że mają [zamiar] wypuścić to gówno...” – brzmiał zwięzły komentarz artysty.

Zawojowaliśmy Amerykę, ale bardzo wysokim kosztem. Zrealizowaliśmy wszystko, co mieliśmy zaplanowane, ale koncertowaliśmy każdej nocy i nie wiedzieliśmy, gdzie to nas zaprowadzi. Finanse były w kompletnym nieładzie, o kontaktach osobistych lepiej nie wspominać, a nasz styl życia prowadził do wyniszczenia. Każdy koncert rozpoczynaliśmy od utworu „Killing Floor”. Publiczność czekała na Jimiego, który skakał po scenie, walił we wzmacniacze i podpalał swoją gitarę. Ale nie można było robić tego każdej nocy. Chodziliśmy wkurzeni, naćpani i wykończeni.

#### Axis: Bold as Love
Wydana w Wielkiej Brytanii 1 grudnia 1967, a w USA 15 stycznia 1968 płyta Axis: Bold as Love została nagrana w studiach Olympic (maj, czerwiec, październik 1967). Jest to pierwszy album Hendrixa, który został stworzony przy użyciu gitary nastrojonej o pół tonu niżej i wykorzystaniu pedału wah-wah. W przeciwieństwie do poprzedniej płyty, perkusja została nagrana w stereo. Tak jak za poprzednim razem, dużo „materiału” stworzono jeszcze przed wejściem do studia. Przy nagrywaniu utworu „Bold as Love” inżynierowie dźwięku Eddie Kramer i George Chkiantz wykorzystali efekt przejścia (phasing effect), aby odtworzyć dźwięk, jaki gitarzysta usłyszał we śnie.
Od początku pracy nad debiutancką płytą do końca pracy nad „Axis” minął zaledwie rok. Już po ukończeniu nagrywania Hendrix zostawił taśmy zawierające stronę „A” nowego albumu na tylnym siedzeniu taksówki. Próbowano ją odzyskać, ale na daremnie Mimo tego Eddie Kramer w ciągu jednego dnia odtworzył brakującą stronę z nagrań zarejestrowanych podczas ostatnich sesji studyjnych. Najtrudniej było z utworem „If 6 Was 9”. Jestem pewny że to nie jest dźwięk który mieliśmy oryginalnie – wspominał Chas Chandler. Na producencie ciążyła presja wydania płyty w okresem świątecznym, cel ten ostatecznie został zrealizowany. Basista grupy Experience Noel Redding uważał tę płytę za swoją ulubioną, Hendrix nie był natomiast w pełni zadowolony z efektu końcowego. Sesje do „Axis” są uznawane za jedne z najszczęśliwszych w historii zespołu. Album nagrano w 16 dni. Jest „dojrzalszy” i bardziej melodyjny od Are You Experienced. Zawiera on m.in. przepiękną balladę „Little Wing”. Jest jedną z najpiękniejszych i najczęściej coverowanych piosenek muzyka. „She’s So Fine” jest pierwszą piosenką napisaną przez Reddinga dla Experience. Później, na kolejnym albumie znajdzie się jego następny i ostatni utwór dla grupy. Hendrix jak to zwykle bywało, grał na basie, gdy Redding ćwiczył swoje pomysły na gitarze.
Z utworów zamieszczonych na Axis: Bold as Love tylko „Spanish Castle Magic” było regularnie wykonywane podczas koncertów i sporadycznie „Little Wing”. Okładkę albumu przedstawiającą członków grupy jako różne inkarnacje boga Wisznu zaprojektowali Roger Law i David King. Eddie Kramer: Kiedy patrzysz na rozwój albumów i to, co Jimi mówił tekstowo, muzycznie, wszystko to. Naprawdę masz wrażenie, że Are You Experienced [..] jest bardzo surowy, bardzo prostolinijny, bardzo prymitywny. Następnie Axis… będąca kolejnym etapem rozwoju, w którym wszystko jest bardziej eksperymentalne. Rozszerzony obraz stereo, lepsze dźwięki. A pisanie piosenek jest też dużo bardziej eksperymentalne.
Do końca 1967 zespół występował w Anglii, wziął też udział w tournée po Szwecji. Trasa zaczęła się w Royal Albert Hall, 14 listopada, po raz pierwszy The Experience było tzw. „Headlinerem” (gwoździem programu, główną atrakcją). Supportowały je m.in. The Move, Pink Floyd, Amen Corner, Outer Limits, The Nice oraz Eire Apparent. Po 32 występach w przeciągu 22 dni, 5 grudnia w Glasgow, została zakończona. Bilans 1967 roku, to dwie nagrane płyty i łącznie 255 koncertów. Podczas pobytu w Skandynawii Hendrix spotkał Bo Ingvara Hanssona i Jana Hugona Carlssona, znanych jako duet Hansson & Karlsson. Zaowocowało to włączeniem ich kompozycji, utworu „Tax Free”, do repertuaru scenicznego Hendrixa. Później nagrał również własną wersję, która ukazała się na pośmiertnych kompilacjach War Heroes i South Saturn Delta.

### 1968
4 stycznia podczas trwania tournée w Szwecji, między dwoma występami w Göteborgu odurzony alkoholem gitarzysta zdemolował swój pokój hotelowy. „Nienawidziliśmy występów w Szwecji, zawsze był ten sam problem – brak dragów. Byliśmy zmuszeni do picia Schnappsa a to dobijało Jimiego” – twierdzi Redding. Incydent ten skończył się interwencją policji, karą 475 funtów i pokryciem kosztów wyrządzonych szkód.
Do końca stycznia (1968) w USA sprzedano ponad milion kopii Are You Experienced?. 29 stycznia Hendrix wystąpił w paryskiej Olympii. Ważny z dwóch różnych powodów, stał się koncert w Fort Worth, z 17 lutego. Po pierwsze, zespół zarobił wówczas aż 25 tys. dolarów co było rekordem, w jego dotychczasowej działalności. Był już wówczas, jednym z najlepiej zarabiających na świecie. Po drugie, relacje Hendrixa z Reddingiem zaczęły się psuć, czego dowodem były np. oddzielne garderoby dla muzyków. Redding we wspomnieniach napisał, że był to „początek końca zespołu”. Skrajnie różne charaktery muzyków, aż zanadto zaczęły dawać o sobie znać. Jednocześnie wzrastała liczba ludzi chcących, obejrzeć ich na żywo. „To była genialna grupa” – zachwyca się Robert [Wyatt]. „Byłem zachwycony każdej nocy, kiedy ich widziałem. Przez cały rok 68 uważałem, że są absolutnie cudowni. Zespół. Podkreślam to, ponieważ ludzie zawsze mówią, że Hendrix był z niewłaściwymi ludźmi, ale Hendrix był bardzo szczęśliwy grając z tymi angielskimi muzykami rockowymi. Gdyby chciał zostać w Ameryce i grać z muzykami, z którymi mógłby grać, z łatwością mógłby to zrobić – i zrobił to później. Ale ten zespół z Mitchem na perkusji był według mnie absolutnie fenomenalny”.
Praktyka korzystania z połączeń lotniczych sprawiła, że odległości przestały się liczyć i nie były one kryterium branym pod uwagę w trakcie ustalania dat poszczególnych koncertów. Zamiast dać np. serię koncertów w jednym stanie i przenieść się do innego, grupa była wysyłana przez kierownictwo (Michael Jeffery i Chas Chandler) do miejsc rozproszonych po całych Stanach, a także do Kanady. Dla przykładu, koncert w Ontario, następnie Miami a trzeciego dnia Kalifornia. Podczas pierwszej części tournée grupa dała 60 koncertów w 60 dni. Żaden z czołowych zespołów tamtych lat jak The Beatles, The Rolling Stones, Cream czy The Who nie doświadczył tak wyczerpującego terminarza. Jeffery zdawał sobie sprawę, że (w latach 60.) dochody z koncertów znacznie przewyższały zyski ze sprzedaży nagrań i tantiem. Redding skarżył się, że ich codzienność wyglądała następująco: „lotnisko, samochód, pokój hotelowy, koncert, samochód, koncert, samochód, pokój hotelowy, samochód, lotnisko. Byliśmy w wielu miastach, które rozpoznałbym tylko po hotelu albo garderobie”. Hendrix: „Pracujemy non stop, z przerwami na sen i na nic innego”.

Ludzie domagają się tych wszystkich „starych, ale jarych” kawałków, więc trzeba je grać zamiast tego, nad czym chciałoby się popracować. Jasne, dzieciaki na koncercie czekają na piosenki, które wypuściliśmy na nagraniach. Chociaż znają je z płyt, to chcą usłyszeć wszystko zagrane identycznie, nuta w nutę. [...] Na żywo gramy inaczej. Dwa koncerty jednego wieczoru to ciężka robota i szybko się okazuje, że te same kawałki mocno krępują naszą swobodę. To naprawdę męka i udręka, więc zazwyczaj zaczynamy jamować na scenie, żeby się lepiej bawić.

7 marca Hendrix jamował w klubie Steve’a Paula „The Scene” m.in. wraz z kompletnie pijanym Jimem Morrisonem oraz z Buddym Milesem, ukazało się wiele bootlegów zawierających ten występ. 12 kwietnia Track Records wydał w Wielkiej Brytanii Smash Hits, zawierający największe hity, album zajął 4. miejsce. 18 maja gra na Miami Pop Festival. 6 lipca wystąpił na festiwalu w Woburn Abbey, był to jego jedyny koncert w Anglii w 1968 roku, oprócz czerwcowego występu w telewizyjnym programie „It Must Be Dusty!”. Jeden z pierwszych brytyjskich festiwali zgromadził 14-tysięczną widownię. 30 lipca, w Baton Rouge, miał początek kolejnej trasy po Stanach. Dlaczego znowu Ameryka Północna? Ze względu na wyższe zarobki i więcej hal widowiskowo-sportowych niż w Anglii. Wśród zespołów „towarzyszących” Experience znaleźli się, tak jak do tej pory Soft Machine i Eire Apparent, a także (po raz pierwszy) Vanilla Fudge. W 1968 roku 10 miesięcy koncertował w Stanach Zjednoczonych, a także w Europie (m.in. Włochy i Szwajcaria) Żelazny repertuar artysty z tego roku zawierał m.in. „Are You Experienced?”, „Catfish Blues”, „Tax Free”, „Sgt. Pepper’s Lonely Hearts Club Band”, „Manic Depression” oraz Like a Rolling Stone. W 1968 „New York Times” nazywa go „Czarnym Elvisem”. Nie powinno to dziwić, Hendrix był pierwszą czarnoskórą gwiazdą muzyki rockowej. Mimo tego statusu, w rasistowskiej Ameryce, często zdarzało się, że kolor skóry artysty był „problemem” i uniemożliwiał pobyt w niektórych hotelach. 14 września grupa wystąpiła w Hollywood Bowl, charakterystycznym amfiteatrze w którym scenę a widownię rozdzielał basen. Kilkudziesięciu fanów (mimo apeli o rozsądek), wskoczyło do wody ryzykując swe życie, aby być bliżej muzyków. Był to jeden z przejawów histerii związanej z występami The Experience. W przerwach, pomiędzy pracą nad kolejną płytą, i trasą koncertową, Hendrix często odwiedzał kluby: Cafe Au Go Go, Salvation czy Generation. Grał tam m.in. z Jeffem Beckiem, Erikiem Claptonem, B.B. Kingiem, Paulem Butterfieldem, Royem Buchananem, Larrym Coryellem, Muddym Watersem czy Howlin’ Wolfem.

#### Electric Ladyland
16 października w USA i 25 października w Wielkiej Brytanii wydano podwójny album Electric Ladyland, nagrywany w studiach Olympic w Londynie i Record Plant w Nowym Jorku, trzeci i ostatni w historii zespołu. Nowo otwarte i najnowocześniejsze, Record Plant było wyposażone w 12-ścieżkowy sprzęt – do momentu ukończenia własnego studia gitarzysta pracował przeważnie tutaj. W nagrywaniu płyty wspierało Hendrixa wielu zaproszonych muzyków, m.in.: Buddy Miles, Steve Winwood, Jack Casady, Dave Mason, Al Kooper czy Chris Wood. Electric Ladyland jest zdecydowanie najbardziej ambitną płytą artysty. Tą, z której był najbardziej zadowolony, a także której był producentem.
W trakcie pracy Chandler i Redding sfrustrowali się perfekcjonizmem Hendrixa, który przeciągał sesje w nieskończoność (utwór „Gypsy Eyes” był nagrywany 43 razy), a także osobami obecnymi w studiu, które uniemożliwiały pracę, rozpraszały Hendrixa i dostarczały mu narkotyków. Chandler chciał powtórzyć sukces dwóch pierwszych albumów, nagranych stosunkowo sprawnie (i tanio), a które okazały się wielkim sukcesem. Hendrix, uważał z kolei że poprzednie albumy nagrano zbyt szybko. Pierwsze sesje nagraniowe do Electric Ladyland od ostatnich dzieliło aż 8 miesięcy. Wyjątkiem był utwór Burning of the Midnight Lamp, nagrany 18 miesięcy wcześniej. Wydany w Wielkiej Brytanii jako singiel, został na nowo zmiksowany w stereo, i umieszczony na albumie.

Jedną z moich ulubionych solówek gitarowych jest druga w „All Along the Watchtower” – za każdym razem, gdy ją słyszę, dostaję gęsiej skórki.

To po prostu najwspanialszy utwór na gitarze elektrycznej, jaki kiedykolwiek zarejestrowano. Właściwie całą piosenkę można uznać za Święty Graal gitarowej ekspresji i techniki.

Mitch Mitchell powiedział później, że Chas chętnie powoływał się na przykład „The House of the Rising Sun” – utworu, który został nagrany za pierwszym podejściem, kosztem 10 dolarów, a sprzedał się w milionach egzemplarzy. Hendrix natomiast uparcie cyzelował każdy dźwięk i eksperymentował z brzmieniem uzyskiwanym w studiu. Jego pierwsze dwie płyty składały się głównie z krótkich, maksymalnie czterominutowych kompozycji mających strukturę piosenki popowej, na Electric Ladyland wbrew woli Chandlera nastąpiło zerwanie z tym schematem, na przykład w utworach „1983… (A Merman I Should Turn to Be)” i „Voodoo Chile”, trwających odpowiednio 14 i 15 minut. Sam Hendrix twierdził, że nie może wyrazić siebie w 2-minutowej piosence. W połowie 1968 roku Chandler odsprzedał swoje udziały w The Experience Michaelowi Jeffery’emu za 300 tys. dolarów.
W trakcie pracy relacje pomiędzy gitarzystą a basistą The Experience uległy znacznemu pogorszeniu. Doszło nawet do sytuacji, w której Redding wyszedł ze studia w trakcie pracy nad utworem „All Along the Watchtower”, zmuszając tym samym Hendrixa do nagrania partii basowych. Basista Experience zagrał łącznie na basie tylko w pięciu utworach. Piosenka „Rainy Day, Dream Away” jest pierwszą nagraną przez Hendrixa bez udziału zarówno Mitchella, jak i Reddinga. Album okazał się wielkim sukcesem, zajął 1. miejsce w USA i 5 w Wielkiej Brytanii. Zdjęcie gitarzysty, które zostało wykorzystane na okładce amerykańskiej wersji, wykonano podczas występu w Hunter College w Nowym Jorku 2 marca 1968. Liczne kontrowersje wzbudziło inne zdjęcie, przedstawiające 21 nagich kobiet, wykorzystane jako okładka albumu w Wielkiej Brytanii. „BURZA WOKÓŁ ALBUMU JIMIEGO – SKLEPY ODRZUCIŁY OKŁADKĘ JAKO PORNOGRAFICZNĄ” i „CYCKI I DUPY LP W BRĄZOWYCH TORBACH W ANGLII” – tak wyglądały ówczesne nagłówki gazet. Hendrix był z niej bardzo niezadowolony, wolał fotografię wykonaną w Central Parku przez Lindę Eastman. Wiele sklepów odmówiło sprzedaży płyty bądź też rozprowadzało ją w papierowych torbach. Łączny koszt produkcji wyniósł ok. 60 – 70 tys. dolarów (ponad 500 tys. w 2018).
Electric Ladyland uznawany za jeden z najlepszych albumów w historii rocka. Jest także wskazywany przez wielu fanów za najlepszy album zespołu. Z kolei „All Along the Watchtower” – całkowicie różny od oryginału, cover piosenki Boba Dylana – jest jedną z najbardziej cenionych aranżacji gitarowych, w historii muzyki współczesnej. Wersja ta zachwyciła samego Dylana który zaczął wykonywać ją na koncertach – kosztem oryginału. Alex Lifeson, gitarzysta Rush: „To jedna z najpiękniejszych piosenek i aranżacji, jakie kiedykolwiek nagrano. Hendrix wziął folkową piosenkę Boba Dylana i przekształcił ją w symfonię. [...] To brzmi niepodobnie do niczego, co ktokolwiek kiedykolwiek zrobił”. Jednak autor, początkowo planował nagrać inny kawałek Dylana – „I Dreamed I Saw St. Augustine” (również z albumu John Wesley Harding) jednak zmienił zdanie, ponieważ był on zbyt osobisty. Hendrix o Dylanie: „Każdy, kto go nie docenia, powinien przeczytać słowa jego piosenek. Są pełne radości i tragedii życia”. W swojej krótkiej karierze, coverował też „dylanowskie” „Like a Rolling Stone”, „Can You Please Crawl Out Your Window?” oraz „Drifter’s Escape”.
„Gdy telewizja ABC filmowała grupę do planowanego programu informacyjnego, Jimi rozpoczął „Voodoo Child (Slight Return)”. Hendrix: „Ktoś filmował, kiedy zaczęliśmy to robić” – mówił krótko po tej sesji. „Zrobiliśmy to około trzy razy, ponieważ chcieli nas sfilmować w studiu – „róbcie tak, jakbyście nagrywali chłopcy”. Więc OK, zagrajmy to w „E”. Jeden, dwa i trzy, a potem przeszliśmy do „Voodoo Child (Slight Return)”.
Nazwa płyty wzięła się od terminu „Electric Ladies”, którym Hendrix określał groupies. To właśnie grupies zadedykował ten krążek. Tłumaczył: „Niektóre groupies wiedzą więcej o muzyce niż faceci... niektórzy ludzie nazywają je groupies, ale ja preferuję określenie „Electric Ladies”. Mój cały album Electric Ladyland jest o nich”.
Zespół obchodził 2. rocznicę powstania w Winterland Ballroom w San Francisco, występował tam 10, 11 i 12 października, dając dwa koncerty dziennie. Są one uznawane za jedne z najlepszych i były profesjonalnie rejestrowane. W 2011 ukazał się 4 płytowy album Winterland zawierający niemal wszystkie nagrania. W trakcie trasy Hendrix wprowadził do repertuaru utwór „Sunshine of Your Love” jako hołd dla grupy Cream która ogłosiła nadchodzące zakończenie działalności.
6 tygodni po ukończeniu Electric Ladyland, zespół rozpoczął nagrywanie kolejnej płyty, w TTG Studios w Los Angeles. Tempo pracy było jeszcze wolniejsze, a sesje mniej produktywne. Przez studio przewinęło się wielu muzyków i zupełnie przypadkowych ludzi (głównie młodych kobiet). Hendrix uparł się, by nagrywać wszystko – także swobodne improwizacje, Redding był tym wszystkim coraz bardziej sfrustrowany. W wolnym czasie muzycy pojawiali się m.in. na występach takich grup jak Buddy Miles Express, Big Brother and the Holding Company, The Velvet Underground czy Chicago. Mieszkali w tym czasie w wynajętej luksusowej willi w Benedict Canyon 2850. Tam też, według Roberta Wyatta pojawiło się wiele niepożądanych osób, jak chociażby członkowie „Rodziny” Mansona. Keith Altham, dziennikarz, przyjaciel artysty: „Miał to coś, nie był w stanie odmówić ludziom – i to stało się problemem”. „Nienawidził mówić „nie” – komukolwiek” – mówiła Carol Shiroky, jedna z jego wielu kobiet. „Był dostępny dla każdego, być może aż za bardzo” – dodaje Sarah Bardwell dyrektor Muzeum Haendla i Hendrixa w Londynie.

### 1969
Po roku spędzonym w Stanach Hendrix wrócił do Anglii i wraz ze swoją dziewczyną Kathy Etchingham wynajął mieszkanie przy Brook Street 23 w zachodnim Londynie. Kiedyś w tej kamienicy mieszkał Georg Friedrich Händel. Obecnie znajduje się tam muzeum poświęcone Haendlowi i Hendrixowi. Etchingham pamięta, że czasem godzinami ćwiczył dany riff, siedząc na podłodze do czasu gdy był zadowolony. „Nigdy nie zdawałam sobie sprawy, jak ciężko pracował” – powiedziała Sarah Bardwell, dyrektor muzeum.
Na początku 1969 roku, nasiliły się spekulacje prasowe odnośnie potencjalnego rozpadu zespołu. Doszło do tego, że Redding był określany przez media jako eks–basista Experience. 4 stycznia, zespół wziął udział w „Happening for Lulu” programie brytyjskiej TV BBC. Hendrix zagrał wówczas „Voodoo Child (Slight Return)” i „Hey Joe”, które nagle przerwał, po czym wykonał własną wersję „Sunshine of Your Love” zadedykowaną grupie Cream. Mimo usilnych starań producenta Stanleya Dorfmana – któremu pokazał środkowy palec – kontynuował grę. Łącznie przedłużył czas przewidziany na występ o 1 minutę i 46 sekund co spowodowało panikę wśród pracowników stacji (program był nadawany na żywo). Redding nazwał film z tego występu „jednym z najlepszych, a z pewnością jednym z najbardziej wyluzowanych”. Zespół dostał zapewnienie że już nigdy więcej nie pojawi się na antenie BBC.

Po raz pierwszy widziałem Jimiego w 1969 roku [23 maja] w Seattle, gdzie wtedy mieszkałem, to była najdziksza muzyka, jaką kiedykolwiek słyszałem.

W styczniu Hendrix koncertował w Skandynawii i Niemczech. 9 stycznia dwukrotnie w Konserthuset w Sztokholmie, pierwszy występ zadedykował Szwedce Ewie Sundqvist. 11 stycznia zagrał dwukrotnie w Hamburgu. Gdzie grupę oglądał 14 – letni Uli Jon Roth, później gitarzysta m.in. zespołu Scorpions. Roth już na zawsze pozostanie fanem Hendrixa. 18 i 24 lutego The Experience wystąpił w Royal Albert Hall w Londynie; oba występy były filmowane, lecz ich audiowizualny zapis wciąż się nie ukazał. Wydarzeniem poprzedzającym drugi występ był debiut grupy Fat Mattress, której gitarzystą był Noel Redding, równocześnie basista w Experience.
18 kwietnia po koncercie w Memphis Hendrix spotkał się z Billym Coxem i omawiał z nim możliwość wspólnej gry w niedalekiej przyszłości. Cox: „Kiedy zadzwonił do mnie, zdałem sobie sprawę, że jest na szczycie i może wybrać najlepszego basistę na świecie do współpracy. Dlatego wybrałem ciebie – odparł”. Począwszy od 21 kwietnia, zaczęli grać w studiu razem z innymi muzykami, np. Buddym Milesem, niezależnie od grupy Experience.

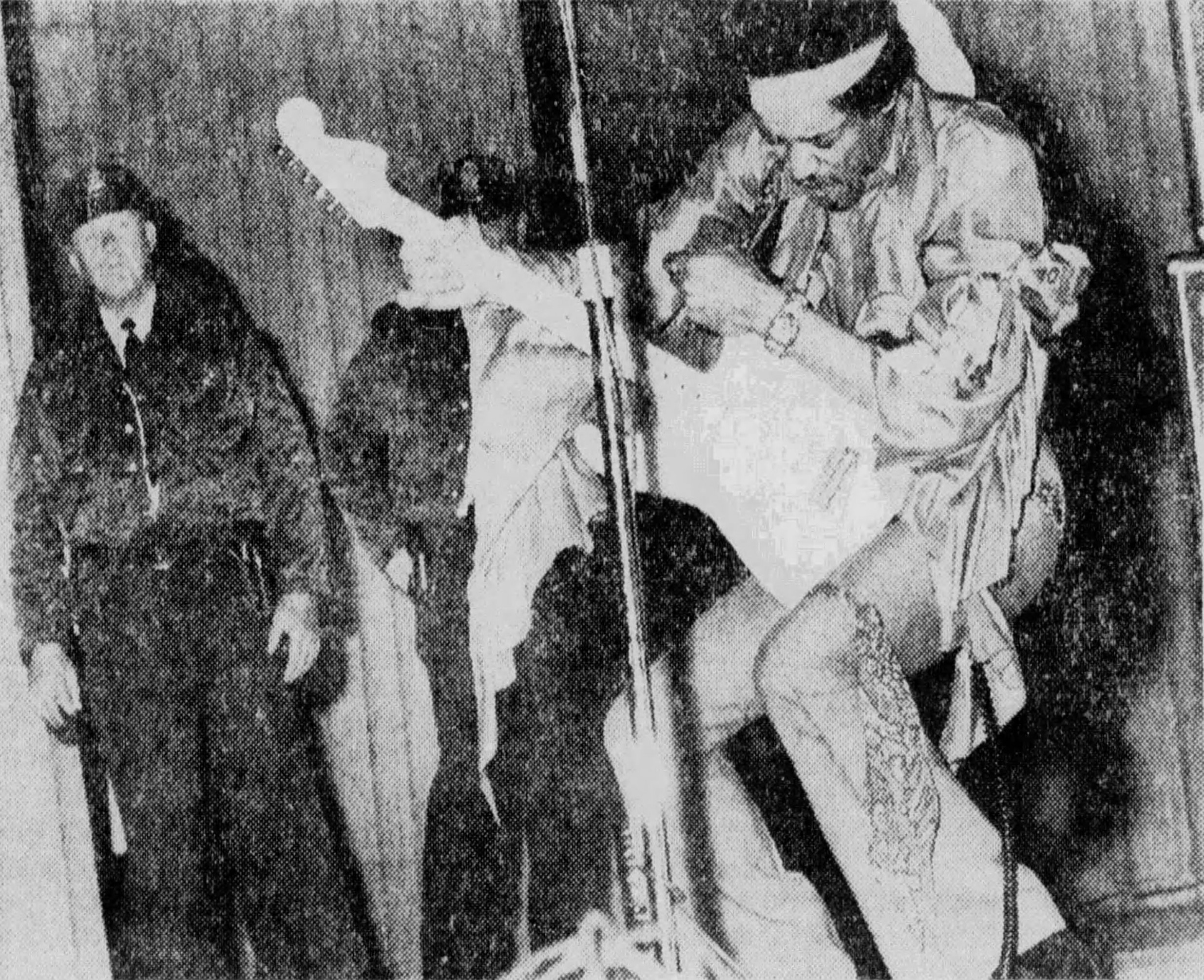
Hendrix grający w Memphis, 1969

3 maja na lotnisku w Toronto Hendrix został zatrzymany pod zarzutem posiadania narkotyków, w jego bagażu znaleziono heroinę i haszysz, które znajdowały się w paczce, jaką przyjął od fana nieświadomy jej zawartości. Po wpłaceniu kaucji w wysokości 10 tys. dolarów został wypuszczony, a 15 grudnia uniewinniony przez sąd.
20 maja nagrał wraz ze Stephenem Stillsem, Buddym Milesem i Johnem Sebastianem utwór „Live and Let Live”, który znalazł się na płycie Timothy’ego Leary You Can Be Anyone This Time Around wydanej w 1970 roku. Hendrix gra w nim na basie, po tym jak odmówił gry na gitarze, gdy pojawił się Stills. „W studiu brakowało gitary basowej dla leworęcznych, więc odwrócił tradycyjną i zagrał jedną z najbardziej fantastycznych partii basowych jakie kiedykolwiek słyszałem” – wspominał inżynier dźwięku Stefan Bright. Już w czasach młodzieńczych występów w The Rocking Kings, zdarzało mu się grać na basie.
Odbył kolejne tournée po Stanach, liczące 29 koncertów zagranych dla 350 tys. widzów i przynoszące 1,3 mln dolarów dochodu (9,4 mln według cen z 2021 roku). Wystąpił między innymi w Los Angeles Forum 26 kwietnia 1969, Madison Square Garden 18 maja, San Diego Sports Arena 24 maja, oraz na Newport Pop Festival w Devonshire Downs na przedmieściach Los Angeles, gdzie zagrał dwukrotnie, najpierw z The Experience 20 czerwca oraz jamując z Buddym Milesem, Erikiem Burdonem, Tracy Nelson i Mother Earth 22 czerwca. Pierwszy występ był rekordowy pod względem wynagrodzenia grupy, które wyniosło 100 tys. dolarów (725 tys. w 2021). Festiwalową publiczność szacuje się na 200 tys. osób. Hendrix był wówczas najlepiej opłacanym muzykiem na świecie. „The Experience zarobiło ponad 100 tys. dolarów w samym Madison Square Garden. Po odliczeniu wydatków Michael Jeffery i Experience zostali z blisko 75 tys. dolarów, oszałamiająca kwota w tamtych czasach” (McDermott i Kramer). 16 czerwca, ma miejsce ostatnia znana nam sesja studyjna grupy.

Nikt nie wydaje się tak „ciężki” jak The Experience. Może tylko głośniejszy.

29 czerwca 1969 roku na Mile High Stadium w Denver The Experience dał swój ostatni występ w oryginalnym składzie: Hendrix, Redding, Mitchell. Podczas wykonywania utworu „Voodoo Child (Slight Return)” publiczność szacowana na 30 tys. widzów, próbowała wtargnąć na scenę, policja użyła gazu łzawiącego mimo wiatru wiejącego w stronę muzyków, zespół zmuszony był przerwać koncert. Muzycy zostali ewakuowani furgonetką zaparkowaną z tyłu sceny. Grupa zdesperowanych wielbicieli uczepiła się jej dachu który aż się uginał i „towarzyszyła” im nawet w drodze do hotelu. Po występie, basista grupy Noel Redding ze względu na brak porozumienia z Hendrixem i jego wywiad, w którym stwierdził, że chce rozszerzyć Experience o nowych muzyków (nie konsultował tego z Reddingiem), postanowił odejść i zająć się swoim własnym zespołem Fat Mattress. Jedną z przyczyn odejścia basisty była też chęć powrotu do gry na gitarze. Sam zainteresowany winił też procesy sądowe i prasę – „szukającą nagłówków do gazet”.
Po rozpadzie grupy Hendrix wystąpił sam w „The Dick Cavett Show” 7 lipca 1969, zagrał „Hear My Train a Comin’” razem z orkiestrą występującą w programie. 10 lipca wystąpił w „The Tonight Show”, wraz z Billym Coxem i Edem Shaughnessym wykonał utwór „Lover Man”.
30 lipca na rynku amerykańskim pojawiła się płyta Smash Hits, zawierająca nieznane wcześniej w Stanach utwory „Red House” (inna wersja), „Can You See Me”, „Remember”. Zajęła 6. miejsce na liście najpopularniejszych. Początkowo planowano wydać płytę koncertową, zawierającą nagrania z występów w Royal Albert Hall, Los Angeles Forum i San Diego Sports Arena, jednak wytwórnia Reprise Records odrzuciła ten pomysł. Rok wcześniej Smash Hits wydano w Wielkiej Brytanii (album zawierał jednak inne piosenki).

#### Festiwal Woodstock
Na początku lipca gitarzysta przeniósł się do Shokan, spokojnej wioski w pobliżu Nowego Jorku, gdzie mógł wypoczywać i doskonalić swój muzyczny repertuar, wybrał się też na 9 dni do Maroka skąd wrócił 6 sierpnia. To były jego jedyne wakacje w karierze. 10 dni przed występem Jimi Hendrix, Mitch Mitchell, Billy Cox (gitara basowa), Larry Lee (gitara rytmiczna), Juma Sultan (instrumenty perkusyjne), Gerardo Velez (instrumenty perkusyjne) utworzyli nowy zespół „Gypsy Sun and Rainbows”, który miał zaprezentować się na Festiwalu Woodstock 17 sierpnia 1969, przed publicznością liczącą około 300 tys. widzów. Popularność Hendrixa sprawiła, że był tzw. „Headlinerem” (gwoździem programu, główną atrakcją), dlatego jego występ zaplanowano na sam koniec. Hendrix był najlepiej opłacanym artystą festiwalu, otrzymał 18 tys. dolarów plus 12 tys. za prawa do filmu z jego występu. Festiwalowym inżynierem dźwięku był Eddie Kramer. Problemy logistyczne i ulewny deszcz spowodowały przesunięcie występu zaplanowanego na północ, w nocy z niedzieli na poniedziałek. Duża część widowni opuściła tereny festiwalu, nie chcąc czekać aż przestanie padać, spędzając całą noc na terenach festiwalowych. Zostało tylko ok. 40 tys. ludzi.
Ponad dwugodzinny występ rozpoczął się już 18 sierpnia, ok. 9 rano. Grupę zapowiedział Chip Monk jako: The Jimi Hendrix Experience, co po chwili skorygował sam Jimi Hendrix, przedstawiając wszystkich muzyków i mówiąc, że występują jako „Gypsy Sun and Rainbows”. Był to jeden z jego wybitnych występów i w ogóle jeden z najbardziej rozpoznawalnych w historii rocka. Hendrix wykonał m.in. 30 minutowy medley, w który improwizując wplótł utwory Voodoo Child (Slight Return), Purple Haze, Villanova Junction, a także swoją wersję The Star Spangled Banner. O którym krytyk muzyczny, Al Aronowitz napisał: „Był to najbardziej elektryzujący moment Woodstock i prawdopodobnie jedna z najważniejszych chwil lat sześćdziesiątych”. John McDermott, biograf Hendrixa: „[Występ] na zawsze pozostanie w legendzie Hendrixa, skrystalizowany jako symbol jego niesamowitego talentu”.
Charles R. Cross, biograf Hendrixa: „The Star Spangled Banner od dawna był w repertuarze Jimiego, który w pokazowy sposób demonstrował opanowane przez siebie sprzężenia, wydobywając z gitary dźwięki podobne do eksplozji i syren”. Gitarzysta wykonywał hymn regularnie podczas koncertów, począwszy od jesieni 1968 aż po lato 1970 roku. Łącznie zagrał go blisko 50 razy, z czego 28 przed festiwalem Woodstock.

[Hendrix to] bezsprzecznie najlepszy gitarzysta, jaki kiedykolwiek żył.

Wkrótce po zakończeniu koncertu zespół dał jeszcze dwa występy: 5 września w Harlemie i 10 września na otwarciu nowojorskiego klubu Salvation, następnie został rozwiązany, przyczyniły się do tego zarówno kwestie finansowe, jak i brak należytej kontroli Hendrixa nad grupą i współpracy. Ostatnia studyjna sesja odbyła się 6 września. Hendrix, Mitchell, Cox i Sultan wystąpili 9 września w „Dick Cavett Show”, gdzie zaprezentowali utwory „Izabella” i „Machine Gun” (pierwsze wykonanie przed publicznością). Następnie Mitch Mitchell wrócił do Anglii aby pracować razem z Jackiem Bruce’em.
We wrześniu doszło do upozorowanego porwania artysty, został zwolniony po dwóch dniach. Brak jakichkolwiek medialnych, czy też policyjnych informacji na ten temat. Hendrix wierzył, że za porwaniem stał jego menedżer Michael Jeffery.

### 1970

#### Band of Gypsys
Niedługo później rozpoczął trwającą do grudnia współpracę z producentem Alanem Douglasem. Tommy Ramone: „Pracowałem od 1969 do 1970 jako asystent inżyniera [dźwięku] w Record Plant w Nowym Jorku [...]. Ten okres był dla Hendrixa bardzo interesującym okresem. Zmienił muzyków – odszedł Mitch Mitchell i Noel Redding, a na basie zagrał jego przyjaciel Billy Cox a Buddy Miles na perkusji [...]. Producenci też byli inni. Sprowadził Alana Douglasa i jego asystenta Stefana Brighta [...]. Niektóre z sesji, nad którymi pracowałem, to piosenki takie jak Izabella, Freedom, Dolly Dagger, Stepping Stone, Ezy Ryder i Machine Gun”. W kilku utworach wsparciem wokalnym była grupa Ghetto Fighters założona przez braci-bliźniaków Artura i Alberta Alennów.
W tym okresie nagrał też, wraz z Buddym Milesem i Lightnin’ Rodem (później znanym też jako Jalal Mansur Nuriddin) z The Last Poets, utwór „Doriella Du Fontaine”. Wydany dopiero w 1984 roku, jest przykładem mariażu Hendrixa z rapem i hip hopem.
W październiku 1969 roku Hendrix wysłał telegram do Paula McCartneya. Chciał założyć z nim supergrupę. Wiadomość nie dotarła do adresata, McCartney był wówczas na wakacjach. Następnie, również w październiku, Jimi Hendrix, Billy Cox i Buddy Miles założyli Band of Gypsys. Który po zagraniu dwóch koncertów 31 grudnia 1969 i dwóch 1 stycznia 1970 w Fillmore East w Nowym Jorku (na jednym z nich był Miles Davis) wydał płytę koncertową zatytułowaną po prostu Band of Gypsys. Zawierała ona „Who Knows”, „Machine Gun”, „Changes”, „Power to Love” (znane głównie jako „Power of Soul”), „Message to Love” i „We Gotta Live Together”. Utwory te pochodzą wyłącznie z dwóch koncertów zarejestrowanych 1 stycznia. Ten drugi „set” jest znany jako jeden z najlepszych. Kompozycje „Changes” i „We Gotta Live Together” zostały stworzone przez Buddy’ego Milesa. Bill Graham, znany rockowy impresario, właściciel Fillmore West, East oraz Winterland. Powie później Hendrixowi, że była to najlepsza muzyka jaką słyszał w swojej sali.
12-minutowe „Machine Gun”, to przykład jednego z najwspanialszych wykonań koncertowych artysty. Aż do jego śmierci, utwór ten był główną atrakcją koncertów. Wydanie płyty było pomysłem na wywiązanie się z zobowiązań kontraktowych wobec producenta Eda Chalpina, który otrzymał do niej prawa. W zamian za zrzeczenie się z dochodzenia swoich roszczeń nabytych w ramach kontraktu podpisanego 15 października 1965 roku. Hendrix, Cox oraz Miles nie otrzymali nigdy tantiem za jego wydanie.
Zespół rozpadł się po nieudanym występie 28 stycznia na „Winter Festival for Peace” w Madison Square Garden, kiedy Hendrix po wykonaniu utworów „Who Knows” i „Earth Blues” usiadł na scenie, odmawiając dalszej gry, i po chwili ją opuścił. Buddy Miles powiedział później, że widział Michaela Jeffreya dającego gitarzyście dawkę LSD przed wyjściem na scenę. Jego wersję potwierdził Noel Redding, który też był na tym koncercie. Miles, zasugerował, że menedżer chciał w ten sposób rozbić zespół i doprowadzić do reaktywacji oryginalnego Experience w składzie: Hendrix, Redding, Mitchell. Dwaj ostatni spotkali się z Jefferym tuż przed koncertem i omawiali kwestie związane z planowanym amerykańskim tournée, w którym chcieli uczestniczyć. Miles został zwolniony przez Jeffreya, a Redding ostatecznie nie wrócił do grupy ze względu na sprzeciw Hendrixa, zastąpił go Billy Cox. Miles powiedział później, że po jego odejściu, gitarzysta był bardzo nieszczęśliwy.
Band of Gypsys ukazał się 25 marca w USA (5. miejsce) i 12 czerwca w Wielkiej Brytanii (miejsce 6.), był drugim najlepiej sprzedającym się albumem po Are You Experienced, utrzymywał się przez 61 tygodni na liście Billboard’s US Top 200. To jedyny oficjalny album koncertowy wydany za życia artysty. Jim Ryan, Forbes: „Band of Gypsys wyznaczył zmianę kierunku dla Hendrixa, wlewając w jego niesamowitą rockową gitarę elementy R&B, bluesa delty, jazzu, funku i ducha improwizacji. Album służy mniej więcej jako geneza gatunku funkowego rocka i narodził się z doświadczenia muzycznego każdego członka”. Eddie Kramer zwraca uwagę że zmiana [na perkusji] była świetna dla Hendrixa, ponieważ gra Milesa, była przeciwieństwem gry Mitchella. „Genialna płyta” – kwituje. Hendrix z kolei, nie był z niej w pełni zadowolony.
8 kwietnia 1970 ukazał się w Stanach nakładem Reprise singel „Izabella”/„Stepping Stone” nagrany w Record Plant podczas styczniowych sesji, w których jako wsparcie wokalne brała udział grupa Ghetto Fighters. Później już po śmierci artysty, ukażą się albumy Cry of Love, Rainbow Bridge i War Heroes na których śpiewają w tle w niektórych piosenkach.
W 1999 wydano płytę Live at the Fillmore East zawierającą niektóre utwory z występów 31 grudnia 1969/1 stycznia 1970, a w 2002 The Baggy’s Rehearsal Sessions zawierającą nagrania studyjne zarejestrowane podczas sesji w studiach Baggy’s z 18 i 19 grudnia 1969 roku. Dopiero pod koniec 2019 ukazał się pełny zapis koncertów – pięciopłytowy box Songs for Groovy Children: The Fillmore East Concerts. Koncerty w Fillmore East i Madison Square Garden były jedynymi występami grupy.
Podczas gry w Band of Gypsys Hendrix używał oprócz pedałów wah-wah i fuzz-face, wykorzystywanych już w Experience, także Uni-Vibe używanego na Woodstock oraz octavii. Właśnie od tego momentu włączył na stałe do swojego repertuaru nowe kompozycje: „Machine Gun”, „Ezy Ryder” i „Message to Love”. 15 marca bierze udział w sesji nagraniowej ze Stephenem Stillsem, jej owocem jest utwór „Old Times, Good Times” zamieszczony na albumie Stephen Stills, 17 marca nagrywa wraz z Love utwór „The Everlasting First”, który później ukaże się na płycie tego zespołu zatytułowanej False Start.

#### Reaktywacja The Experience

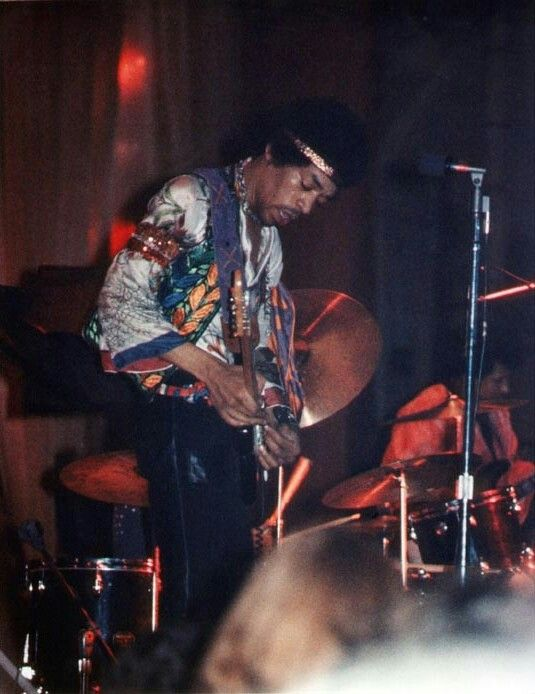
Na scenie, 20 czerwca 1970 San Bernardino, Kalifornia

25 kwietnia 1970 roku koncertem w Los Angeles Forum reaktywowane The Jimi Hendrix Experience w składzie: Jimi Hendrix, Mitch Mitchell, Billy Cox, rozpoczęło amerykańskie tournée, często określane mianem „The Cry of Love Tour”. Mitch Mitchell, powie później, że był to najlepszy zespół „Jimiego”, aczkolwiek zaznaczy że występy były nieco „mniej ekscytujące” niż dawniej. Kramer z kolei, zwrócił uwagę na nieco inną grę Mitchella. Ten czerpał nieco z gry Buddy’ego Milesa z czasów Band of Gypsys. „To zmieniło kierunek i brzmienie całego zespołu. Myślę że to było bardzo pozytywne” – dodaje. Hendrix zgodził się wziąć w nim udział pod warunkiem zmiany jego harmonogramu. Różnił się on znacznie od poprzednich, głównie tym, iż występy zaplanowano na weekendy, dzięki czemu w pozostałe dni Hendrix mógł pracować w studiu. Cała trasa liczyła ponad 30 koncertów głównie w największych amerykańskich aglomeracjach np. takich jak: Filadelfia (16 maja), Dallas (5 czerwca), Houston (6 czerwca), Boston (27 czerwca), Miami (5 lipca), Nowy Jork (17 lipca), San Diego (25 lipca) czy Seattle (26 lipca).
Występy w takich miejscach jak Los Angeles Forum, zapewniały znaczny dochód, który pokrywał koszty związane z budową studia. Planowano tournée po Europie Zachodniej i Wielkiej Brytanii oraz po Japonii. Rozważano także trasy po Meksyku, Czechosłowacji, a nawet koncert w Stonehenge. Zespół zaczął też wykonywać swoje najnowsze utwory takie jak np. Hey Baby (New Rising Sun) czy Freedom. Dwa występy w Berkeley z 30 maja (oglądane przez Carlosa Santanę) i również dwa na wyspie Maui na Hawajach z 30 lipca były rejestrowane i w oparciu o to powstały później filmy: Jimi Plays Berkeley i Rainbow Bridge (oba wydane już po śmierci artysty), zawierające niestety tylko krótkie fragmenty koncertów.
4 lipca grupa wystąpiła na Atlanta International Pop Festival, gdzie oglądało ją 150–200 tys. ludzi. 1 sierpnia 1970 występem w Honolulu na Hawajach trasa koncertowa została zakończona. Był to zarazem ostatni w życiu artysty koncert w ojczyźnie.

#### Electric Lady Studios

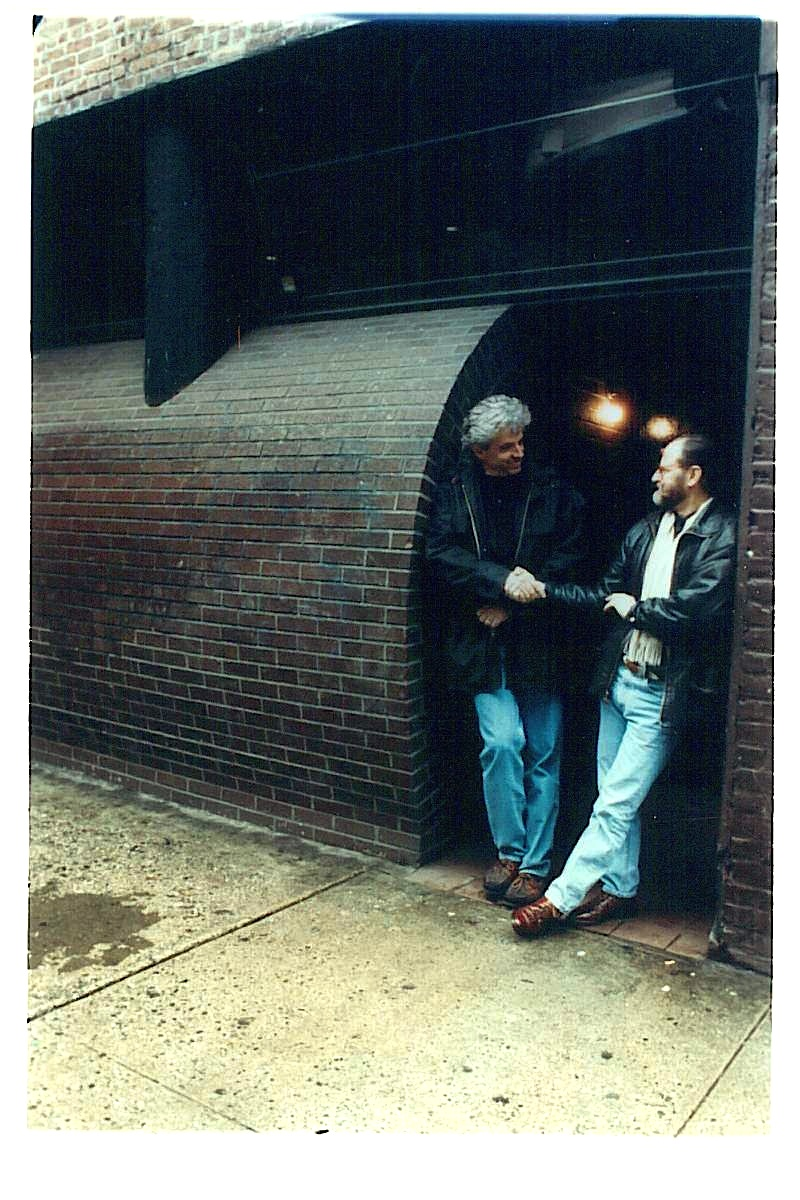
John Storyk i Eddie Kramer w wejściu do Electric Lady Studios

W wolnych dniach pomiędzy koncertami Hendrix pracował w studiu nad swoim nowym albumem First Rays of the New Rising Sun, na początku 1970 roku głównie w Record Plant. 15 czerwca otwarto nieoficjalnie jego własne studio Electric Lady. Pomysł jego budowy pojawił się i został wdrożony do realizacji już w 1968 roku, kiedy to kupił dawny klub Generation. Wcześniej Hendrix nagrywał głównie w Olympic Studios w Londynie i Record Plant w Nowym Jorku. Spędzał tam wiele czasu, więc płacił „astronomiczne” rachunki sięgające 150 tys. dolarów rocznie (blisko 1,1 mln według cen w 2021). Własne studio miało być w dłuższej perspektywie tańsze od wynajmowanego. Miejscem, gdzie mógłby czuć się swobodnie, jego drugim domem, dlatego projekt, którego realizacji podjął się architekt i akustyk John Storyk, powstał na podstawie osobistych wskazówek muzyka.
Najlepsze na świecie wyposażenie, okrągłe okna, zakrzywione ściany, możliwość podświetlania dowolnymi kolorami to niektóre z jego udogodnień. Inaczej niż np. w Record Plant, Hendrixowi nie towarzyszyły już dziesiątki osób, był całkowicie skupiony na pracy. Studio powstało w Greenwich Village w centrum Nowego Jorku. Hendrix i Jeffery posiadali po 50% udziałów. Artysta był jedynym muzykiem w mieście, posiadającym własne studio nagraniowe.
Od 15 czerwca 1970 nagrywał już tylko w Electric Lady, a ostatnie wielościeżkowe nagranie studyjne – utwór „Slow Blues” pochodzi z 20 sierpnia 1970 roku. Dwa dni później nagrał swoją definitywnie ostatnią piosenkę „Belly Button Window”. Oficjalne otwarcie odbyło się 26 sierpnia 1970, wśród gości byli między innymi Yoko Ono i Johnny Winter. Wtedy też w Sterling Sound Studios, wykonał wraz z Kramerem próbne tłoczenie nowego singla „Dolly Dagger/Night Bird Flying”. Miał on być niejako zapowiedzią kolejnego albumu. Niestety, nie dokończył go, i po jego śmierci zrezygnowano z wydania singla. Następnego dnia wyleciał do Londynu.

#### Europejskie tournée

##### Festiwal na wyspie Wight

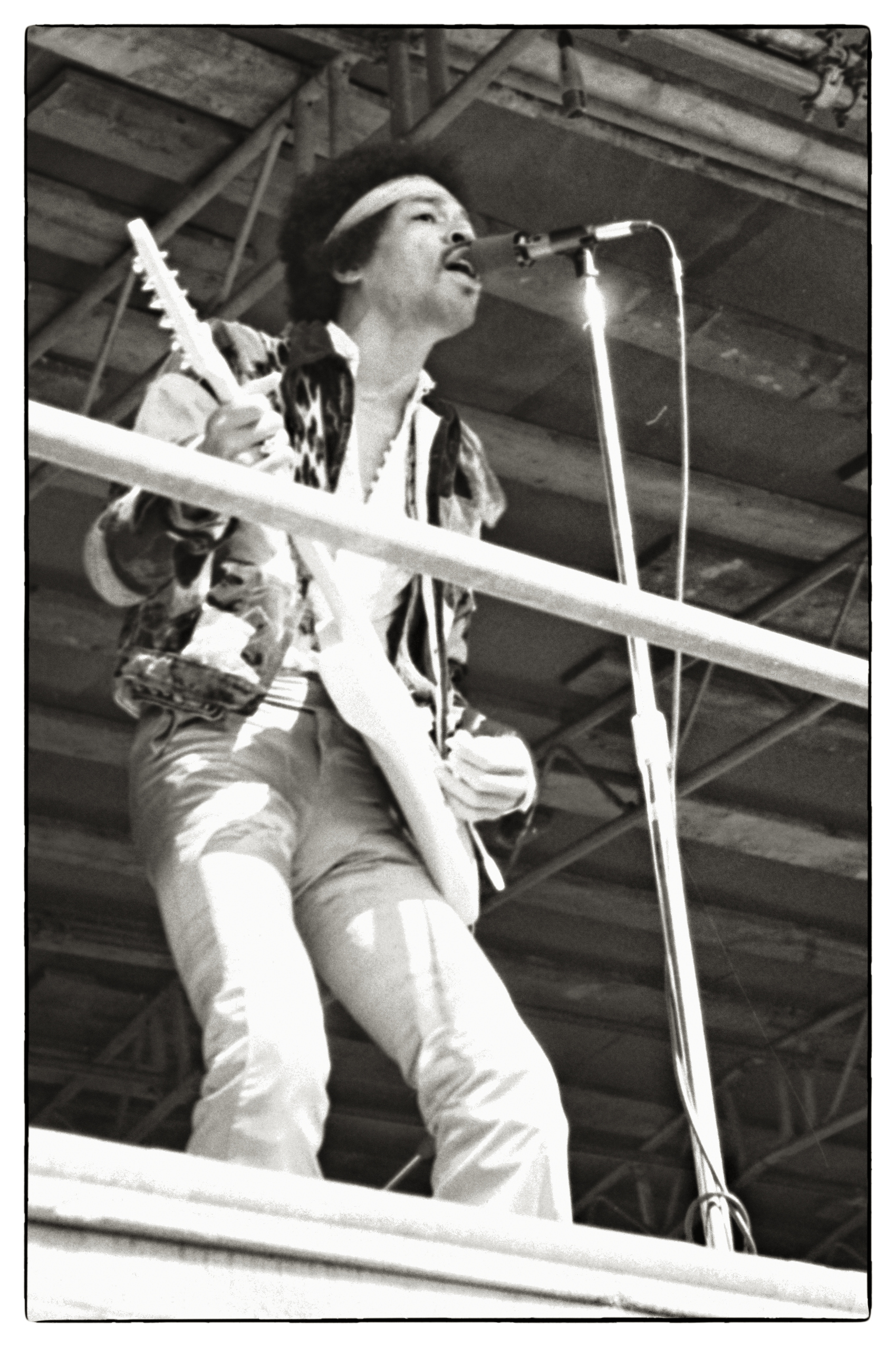
Na scenie, Isle of Fehmarn Love & Peace Festival 6 września 1970, RFN

Po raz kolejny zespół przyjechał do Europy. W środku nocy z 30 na 31 sierpnia wystąpił na wyspie Wight, na zakończenie Isle of Wight Festival, który zgromadził 600 tys. publiczność. Był to jeden z najbardziej znanych koncertów Hendrixa, mający status legendarnego. Często błędnie określany mianem ostatniego, w rzeczywistości to pierwszy i zarazem ostatni koncert w Anglii od 18 miesięcy – od czasu dwukrotnego występu w Royal Albert Hall. Tuż przed wyjściem na scenę Hendrix, poprosił Gerry’ego Stickellsa, menedżera trasy zespołu o zanucenie hymnu Wielkiej Brytanii – moment ten zarejestrowany został na filmie dokumentującym występ. Chwilę później rozpoczął koncert własną wersją „God Save the Queen”.
Zagrał też m.in. All Along the Watchtower o którym gitarzysta Brett Garsed powie: „Wersja na żywo brzmiała dla mnie ciężko i niewiarygodne było pomyśleć że tylko trzech muzyków tworzy tę ścianę dzwięku”. Ponad dwugodzinny występ, jak i cały festiwal zakończył jedną ze swych najnowszych kompozycji, utworem „In from the Storm. Matka Noela Reddinga, widzała wtedy Hendrixa, który wyglądał na „wyczerpanego i zmęczonego”.
Kilkanaście godzin później – 31 sierpnia wystąpił w Sztokholmie. Noel Redding: „Musisz zobaczyć film ze Sztokholmu aby w to uwierzyć. Nigdy przedtem nie widziałem Jimiego tak pijanego na scenie”. 2 września w Aarhus zagrał tylko trzy utwory po czym zakończył występ. To właśnie przed tym koncertem udzielił wywiadu, w którym powiedział, że nie wie czy dożyje 28 lat. Rock and Roll Hall of Fame: „Cały czas koncertował, fakt że pracował tak ciężko jest często pomijany [...] będąc pod ekstremalną presją kombinacji czynników takich jak: nieustanna praca, twórcze wymagania, używanie narkotyków, Hendrix zaczynał w 1970 roku zdradzać objawy wyczerpania”. Michael Jeffery: „Jeśli chodzi o artystyczną frustrację, Jimi miał w sobie niesamowity geniusz, a cechą wspólną większości artystów tego kalibru jest to, że są oni ciągle artystycznie sfrustrowani”. 4 września wystąpił w Berlinie, gitarzysta Robin Trower nazwał ten koncert „najwspanialszym przeżyciem w jego życiu”. Billy Cox popadł w paranoię, bał się jeść, ponieważ uważał że ktoś chce go otruć. Stickells dzwonił do Reddinga, w sprawie ewentualnego zastępstwa.

##### Ostatni koncert
„Isle of Fehmarn Love & Peace Festival” okazał się ostatnim koncertem. Pierwotnie zaplanowany na 5 września został przełożony na następny dzień ze względu na gwałtowną ulewę. Hendrix był najlepiej opłacanym artystą, za występ otrzymał 75 tys. marek niemieckich”. Wśród publiczności szacowanej na 30 tys. osób znajdowali się między innymi członkowie rywalizujących ze sobą niemieckich gangów motocyklowych, którzy później podpalili kasy i główne biuro promotorów, a także próbowali podpalić scenę, ale ogień został na czas opanowany (spalili ją po koncercie). Słychać było odgłosy strzałów z broni palnej, niegroźnie ranieni zostali Gerry Stickells i inny pracownik techniczny zespołu. Po zakończeniu koncertu muzycy w pośpiechu opuścili tereny festiwalu.
Następnie Hendrix wrócił do Londynu, by odpocząć, wkrótce miał udać się do Nowego Jorku. Billy Cox wyjechał, ze względu na stan zdrowia, powrócił do USA i dalszą część tournée odwołano. 14 września miało zakończyć się koncertem w Rotterdamie. 16 września Hendrix wystąpił z Erickiem Burdonem i grupą War w klubie Ronniego Scotta w londyńskiej dzielnicy Soho; grał w kilku utworach w tle, był to jego ostatni występ przed publicznością. Zakończyli go utworem Tobacco Road. Przed jego śmiercią pojawiały się w brytyjskiej prasie informacje o planach dołączenia do Emerson, Lake and Palmer i utworzenia nowej grupy HELP (Hendrix, Emerson, Lake and Palmer). Muzycy nie prowadzili jednak żadnych poważnych rozmów na ten temat.
Hendrix rozmawiał z Chasem Chandlerem i prosił go, by znów został jego menedżerem, chciał zwolnić Michaela Jeffery’ego. Muzyk odkrył nieprawidłowości finansowe, znikające ogromne sumy pieniędzy i podjął kroki prawne, by je odzyskać. Kontrakt menedżerski Hendrixa z Jefferym wygasał 1 grudnia 1970 roku. 17 września, na dzień przed śmiercią poinformował go że kończy z nim współpracę. Jeffery w wywiadzie temu zaprzeczył: „Nigdy nie zamierzał zmienić menedżera. Był wystarczająco inteligentny i bystry. Gdyby chciał odejść, to by odszedł”. Jeffery, miał być według Reddinga kilkukrotnie wyrzucany. „Zawsze zmieniał zdanie” – powiedział Eric Burdon. Wiadomo, że nie mógł się zdecydować, czy udać się w kolejną trasę po Europie i Wielkiej Brytanii, czy też wrócić do USA i kontynuować pracę w swoim studio.
W tym samym miesiącu minęły dokładnie cztery lata od jego przyjazdu do Anglii.

## Śmierć

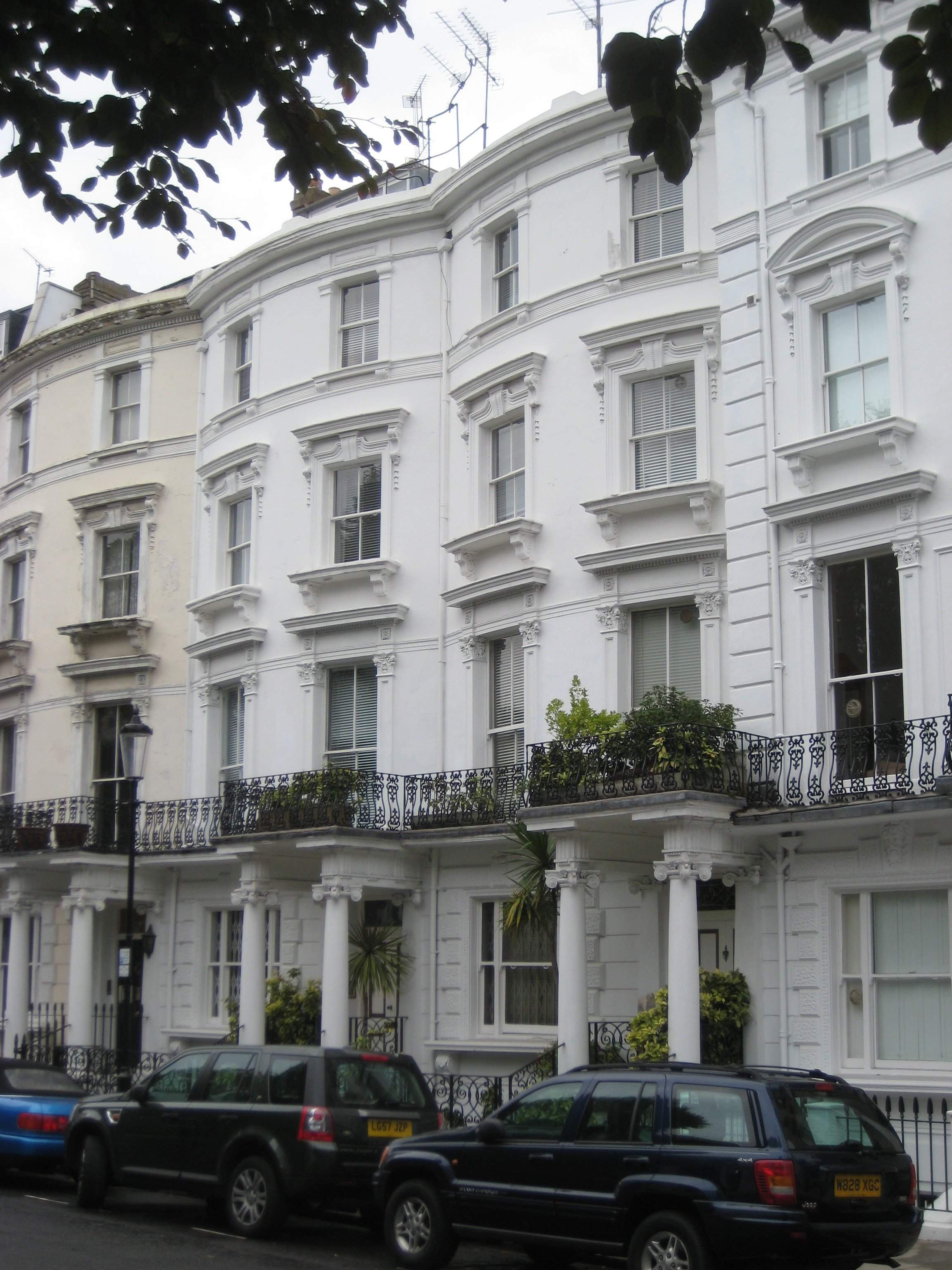
Hotel Samarkand obecnie

Znamy ledwie kilka faktów dotyczących śmierci artysty. Wielokrotnie próbowano odtworzyć jego ostatnie dni i godziny. Jedyną osobą, która prawdopodobnie była w stanie powiedzieć, co naprawdę się wydarzyło, była Monika Dannemann.
Chociaż przez ostatnie 10 dni życia był zameldowany w londyńskim hotelu Cumberland, bywał tam stosunkowo rzadko. Od 15 września spędzał noce w hotelu Samarkand razem ze swoją ówczesną dziewczyną Moniką Dannemann. Był to mały hotelik jakich wiele w zachodnim Londynie. Wynajmowała tam niewielki pokój – znajdował się on w podpiwniczeniu i miał dostęp do ogrodu położonego z tyłu budynku. 17 września Dannemann wykonała wiele fotografii Hendrixa w ogrodzie. Ten z kolei rozmawiał telefonicznie z Mitchem Mitchellem.
W swojej książce „Czy jesteś doświadczony?” Noel Redding napisał, że w nocy 17 września Monika Dannemann zawiozła muzyka do mieszkania jakichś ludzi w pobliżu Marble Arch (nie powiedział, z kim ma zamiar się spotkać, być może z Devon Wilson, która była w tym czasie w Londynie). Odebrała go godzinę później, a następnie razem wrócili do hotelu Samarkand.
Hendrix napisał tam poemat „The Story of Life”, potem miał pić czerwone wino (Dannemann twierdziła że wypili razem butelkę białego), wziął 9 tabletek nasennych Vesperax (zazwyczaj brał dwie) i poszedł spać. Wzięcie jedynie połówki wystarczyło na 8 godzin snu. W opakowaniu znajdowało się 40 tabletek, stąd domniemanie, że nie chciał popełnić samobójstwa.

Życie to opowieść krótsza niż mgnienie
Miłość to opowieść od witaj do żegnaj
A w końcu spotkamy się znów

Dannemann twierdziła, że gdy obudziła się kilka godzin później, Hendrix był nieprzytomny, wymiotował i dusił się – próbowała go ocucić, ale nie była w stanie. W końcu wezwała karetkę (wersja Dannemann). Redding: „Sprzecznie z niektórymi doniesieniami Jimi po dotarciu do szpitala jeszcze żył. Do tej pory nie zostało wyjaśnione, co się działo przez następne 20–40 minut”.
Według innej wersji, na której opiera się Charles R. Cross, autor książki „Pokój pełen luster”, Hendrix umarł kilka godzin przed przybyciem do szpitala. Według policji i obsługi karetki pogotowia, martwy artysta został znaleziony sam w pokoju hotelowym, a drzwi były otwarte na oścież. Monika Dannemann przez lata uparcie twierdziła, że Hendrix żył w momencie przyjazdu pogotowia. W wywiadach wielokrotnie zmieniała swoją wersję wydarzeń. Zeznania lekarza i obsługi karetki pogotowia różniły się od pozostałych. Jeden z medyków, dr Bannister powiedział, że „[Hendrix] umarł raczej godziny niż minuty przed trafieniem do szpitala”. Pogotowie zostało wezwane o 11:18, a dotarło na miejsce 9 minut później.
Oficjalnie zgon – który stwierdzono o 12:45 – był spowodowany zachłyśnięciem się wymiocinami i zatruciem barbituranami. Przeczył temu koroner Gavin Thurston który stwierdził że „nie ma wystarczających dowodów na tę okoliczność”. Sekcja zwłok wykazała, że Hendrix nigdy nie był uzależniony od heroiny, w jego organizmie znaleziono jednak ślady Durophetu, amfetaminy, Seconalu i Allobarbitalu, które są głównymi składnikami tzw. Black Bombera, a także składniki Vesperaxu – Brallobarbitone, Sekobarbital i niezidentyfikowaną substancję, która mogła być metabolitem hydroxyetylu hydroxyzine – antyhistaminę. Wykryto znaczące ilości nikotyny. Poziom alkoholu w moczu wynosił 46 mg/100 ml, a w chwili zażycia przez artystę Vesperaxu wynosił prawdopodobnie ok. 100 mg/100 ml. Oznacza to tyle, że prawdopodobne stężenie alkoholu we krwi w chwili zażycia Vesperaxu wynosiło ok. 0,6–0,7 promila, choć do tego szacunku należy odnosić się ostrożnie, bo stosunek stężenia alkoholu we krwi i w moczu może różnić się znacząco w różnych przypadkach.

To zabawne, jak większość ludzi kocha zmarłych. Musisz umrzeć, zanim uznają, że jesteś coś wart... Kiedy ja umrę, po prostu słuchajcie dalej moich płyt.

Cóż, zobaczmy, straciliśmy najlepszego gitarzystę, jakiego kiedykolwiek mieliśmy, i to był Hendrix.

„Nie wiemy gdzie, jak, oraz dlaczego zmarł, ale zmarł z przedawkowania” – taki komunikat wydał rzecznik szpitala St. Mary Abbot’s. Policja również przedstawiała taką wersję. To twierdzenie jest nieprawdziwe – zgon nastąpił w wyniku komplikacji po zażyciu środków nasennych. Jednak przez wiele lat media lansowały teorię o śmierci z powodu przedawkowania heroiny, choć zażywał on przeważnie marihuanę, haszysz, kokainę i LSD. Wiadomo też, że cierpiał na chroniczną bezsenność, oraz że miał zwiększoną tolerancję dla barbituranów.
Oficjalnie przyjmuje się, że śmierć Jimiego Hendriksa była nieszczęśliwym wypadkiem, jednak nigdy nie udało się w 100% wykluczyć morderstwa lub samobójstwa. Noel Redding: „Poemat, który Jimi napisał tego wieczoru nazwano, głównie zresztą przez Erica Burdona, ogłoszeniem samobójstwa. Ale Jimi mówił w nim o zapoczątkowaniu czegoś nowego […]. Wydawał się być za bardzo przepełniony nadzieją i planami aby mógł popełnić samobójstwo”. Chandler również nie wierzył „przez choćby minutę”, że Hendrix odebrał sobie życie.
Redding: „Koroner przedstawił opinię, która została przyjęta bardzo spokojnie. Zarówno Warner Brothers, jak i Jeffery i Chandler Inc. miało ubezpieczenie Jimiego na milion dolarów. Generalnie firmy ubezpieczeniowe nie wypłacają pieniędzy jeśli popełnione zostało samobójstwo […]. Nikt nie kwapił się więc, aby szukać śladów czy kontaktować się z policją w celu wszczęcia dochodzenia. Woleli, aby zakończyło się to tak jak z innymi muzykami, którzy nie mogli sobie poradzić że swoim nałogiem”. Pogrzeb odbył się 1 października w Dunlap Baptist Church przy Rainier Avenue South w Seattle, obecni byli na nim przyjaciele i rodzina artysty. Tuż po nim, zgodnie z tym co zawsze mówił Hendrix, zaczęła się impreza. Buddy Miles, Mitch Mitchell, Noel Redding i Johnny Winter – grali razem parę godzin. Redding: „Jimiemu na pewno by się to podobało”.

### Reakcje
Eric Clapton: „To był pierwszy raz, kiedy śmierć innego muzyka naprawdę mnie poruszyła. Wszyscy czuliśmy się zrównani z ziemią, gdy zmarł Buddy Holly, ale to było o wiele bardziej osobiste. Byłem niesamowicie zdenerwowany i bardzo zły, przepełniony poczuciem strasznej samotności”.
Joe Satriani: „Jimi Hendrix wywarł na mnie największy wpływ gdy dorastałem, a 18 września 1970 roku, w dniu śmierci Jimiego, byłem zdruzgotany z powodów, których nie potrafię w pełni wyjaśnić. Nie mogę wrócić myślami do tego momentu jako nastolatek. Nawet teraz nie do końca potrafię powiedzieć, co działo się w mojej głowie, ale wiem, że z powodu jego śmierci postanowiłem zostać gitarzystą. Ta chwila decyzji była natychmiastowa i głęboka. To zmieniło moje życie i wszystko, co mnie dotyczyło. Tego samego dnia odszedłem z drużyny piłkarskiej i oznajmiłem trenerowi, że zostanę muzykiem. Tej nocy w domu powiedziałem rodzinie, że zdecydowałem, co będę robił w życiu: zostanę profesjonalnym gitarzystą”.
Robert Plant (wypowiedź z września 1970): „Cóż, nie wiedziałem o tym nic aż do pół godziny temu, a wciąż potykam się, próbując uwierzyć, że to się stało. [...] [Zapamiętałem go] wspaniale. Kiedy się pojawił, był zupełnie świeży. „Hey Joe” była pierwszą płytą [singlem], jaką kiedykolwiek usłyszałem, a atmosfera na płycie jest czymś, co rzadko można uchwycić na wosku. To był niesamowity dźwięk”.
„[18.09.1970r. Yngwie Malmsteen] w wieku siedmiu lat obejrzał program telewizyjny o Jimim Hendrixie na festiwalu w Monterey, w którym znalazł się ikoniczny dziś materiał, na którym Hendrix podpala swojego Stratocastera. Po tym, młody Yngwie miał obsesję na punkcie gitary. „To było objawienie. Naprawdę zacząłem grać w dniu śmierci Hendrixa” – Malmsteen (Gulla).

### Niewyjaśnione kwestie
W piątą rocznicę śmierci Hendrixa, Monika Dannemann powiedziała w wywiadzie, że został zamordowany przez mafię. W lutym 1971 roku Devon Wilson w niewyjaśnionych okolicznościach wypadła przez okno nowojorskiego Hotelu Chelsea. 5 marca 1973 roku w katastrofie lotniczej zginął Michael Jeffery – wiele osób w tym Noel Redding uważa, że Jeffery, wykorzystał okazję, aby symulować własną śmierć i uciec z pieniędzmi grupy. Menedżer był beneficjentem zaistniałej sytuacji, aż do swojej śmierci inkasował pieniądze z kolejnych pośmiertnych wydawnictw. W 1965, założył na Bahamach spółkę offshore o nazwie Yameta.
Noel Redding: „Wszystkie pieniądze… trafiały do tej firmy na Bahamach, która była własnością innej firmy Caicos Trust, która była zależna od Bank of the New Providence, zależnego od Bank of Nova Scotia i zależnego od kogokolwiek… Niemożliwe jest znaleźć coś o tych małych firmach offshore. To tylko miejsca gdzie ludzie wysyłają pieniądze, a one potem znikają”. Redding: „Miałem wątpliwości co do śmierci Jeffery’ego. Kontrakty zostały wynegocjowane, pieniądze rozdane, zbliżały się zeznania… a Jeffery regularnie spóźniał się na samolot i musiał latać następnym. To samo mogło wydarzyć się tym razem. Był sprytny, a nie byłby sobą gdyby nie skorzystał z takiej okazji. Właśnie zorganizował przelanie pieniędzy przez Barclay na swoje konto w Curacao; miał swoje 40 procent z nowego, światowego kontraktu firmy Polydor; miał także liczne inwestycje, głównie na Hawajach i w Hiszpanii. Nikt nie wiedział, jak dużo pieniędzy miał w sejfie. To była najlepsza pora, aby się ulotnić… Członek Slade nowego zespołu Chasa [Chandlera], powiedział mi, że Chas śmiał się gdy usłyszał o śmierci Jeffery’ego… Ludzie, którzy pracowali dla Jeffery’ego poszukiwali go w Nowym Jorku i Londynie. Biorąc to wszystko pod uwagę, nie wierzę, że on nie żyje”.
Techniczny zespołu James „Tappy” Wright w swojej książce „Rock Roadie” wydanej w 2009 roku twierdzi, że menedżer Michael Jeffery miał długi u mafii i zabił Hendrixa, aby otrzymać 2 mln dolarów (1,2 mln funtów) z wypłaty ubezpieczenia na życie artysty. Już wcześniej krążyły pogłoski, że Jeffery jest powiązany ze zorganizowaną przestępczością, a także brytyjskim MI5. W trakcie odbywania służby wojskowej stacjonował w Egipcie. Brał udział w operacji sueskiej. Biegle władał językiem rosyjskim – był podejrzewany o współpracę z Rosjanami. Był tajemniczy, zawsze w charakterystycznych ciemnych okularach. Nosił broń – Berettę, kaliber 9 mm. Zachowało się zaledwie kilka jego zdjęć. Hendrix miał się go bać. Dannemann twierdziła później, że nie czuł się bezpiecznie w Nowym Jorku – w mieście które traktował jak dom – jakby był pod stałym nadzorem. Stwierdziła też, że próbował desperacko uwolnić się od umowy z menedżerem, oraz że zaczynał przestawać ufać ludziom.
Chas Chandler: „[Jeffery] był oszustem, nie ma co do tego wątpliwości… był najbardziej niemoralną, amoralną osobą jaką kiedykolwiek spotkałeś”. Członkowie zespołu The Animals których także był menedżerem byli przekonani, że ich okrada. Chandler (w 1994 roku) opowiadał, że przez 3 lata koncertowali, a prawie nie widzieli z tego pieniędzy. Zarabiali 2 proc. z tantiem w Wielkiej Brytanii, i ledwie 1 proc. poza nią.
Doktor John Bannister, jeden z lekarzy ratujących Hendrixa, w reakcji na wydanie książki Wrighta powiedział, że morderstwo jest możliwe. Zwrócił uwagę na ogromną ilość czerwonego wina, które było dosłownie wszędzie. „[To wspomnienie] jest bardzo żywe ponieważ rzadko widujesz ludzi utopionych w czerwonym winie” – twierdzi. Pamięta też, że szyja artysty była owinięta ręcznikiem lub swetrem, nasyconym tym trunkiem. Powiedział też, że – paradoksalnie – podczas autopsji we krwi artysty znaleziono niewielkie ilości alkoholu. Dr Bannister: „Walczyliśmy o niego przez około pół godziny, ale nie było oddechu. Jego przełyk był pełen wina. Wszędzie było wino [...] płuca, żołądek były absolutnie pełne wina... ciągle je wysysaliśmy i wciąż wzbierało i wzbierało... naprawdę utonął w ogromnej ilości czerwonego wina [...] wydobywało się z jego nosa i ust. To było straszne. Ktoś najwyraźniej wlał Jimiemu czerwone wino do gardła, aby celowo spowodować uduszenie po tym, jak najpierw spowodował zatrucie barbituranami. Bez zdolności kaszlu łatwo się utopił”. Według przyjaciół artysty, nie miał on w zwyczaju pić czerwonego wina.
„Mimo że spał „normalnie” dlaczego był kompletnie ubrany?” – pyta z kolei David Henderson w swojej książce „Scuse’ Me While A Kiss The Sky”. Kolejne spekulacje, wywołuje wiadomość jaką Hendrix zostawił na automatycznej sekretarce Chandlera, dokładnie noc przed śmiercią – „Potrzebuję pomocy” – powiedział. To jego ostatnie znane słowa.
O tym że zamordowano mu brata przekonany jest Leon Hendrix. Zabójcy mieli by użyć waterboardingu. Kathy Etchingham nie wierzy w teorie o rzekomym morderstwie. Etchingham: [Hendrix] był człowiekiem, który zgubił swoją drogę. Jeśli spojrzysz na nagrania z jego ostatnich koncertów, zobaczysz, co robią LSD i kokaina [...] Jimi umarł, bo proste rzeczy się skomplikowały. Urodził się dla ojca, który był alkoholikiem i matki, która zmarła, a zmarł, ponieważ był w tym mieszkaniu w Notting Hill z nieznajomą, która dała mu mnóstwo tabletek nasennych, nie mówiąc mu, jak silne są. To takie proste i [zarazem] tak skomplikowane. Buddy Miles z kolei, o pośrednie przyczynienie się do śmierci obwiniał właśnie Jefferyego. Miles: „Muszę powiedzieć że wiele razy narzekał na swoich menedżerów”, dodał też, „że był bliżej go” niż większość innych ludzi. Według Roberta Wyatta z Soft Machine, teorie o zamordowaniu Hendrixa przez własnego menedżera, są „naciągane”. Określa go jednak, mianem „jednej z najbardziej mrocznych postaci w historii rockowego managementu”. W 1994 roku Scotland Yard wznowił śledztwo dotyczące śmierci Jimiego Hendriksa, zostało ono jednak umorzone. Według Tonego Browna, biografa Hendrixa, autora książki „Hendrix: The Final Days” dochodzenie było „niebywałe”, a „żaden z innych zaangażowanych nie został wezwany do złożenia zeznań, nie było też żadnej próby ustalenia dokładnego czasu śmierci”. Kontynuując, Brown twierdzi że śledztwo zostało potraktowane wyłącznie jako formalność.
Monika Dannemann została znaleziona martwa 5 kwietnia 1996 roku. Według policji targnęła się na własne życie – znaleziono ją obok jej domu, w samochodzie wypełnionym spalinami. Przez lata otrzymywała pogróżki – grożono jej śmiercią. Partner Dannemann, gitarzysta Uli Jon Roth, powiedział, że nie była osobą która mogła by sobie coś zrobić, oraz że „nie wierzyła w koncepcję samobójstwa”.
W 1969 roku FBI założyła gitarzyście kartotekę. W 1979, dotarli do niej studenci Uniwersytetu Santa Barbara. Hendrix znajdował się na liście „wywrotowców”, których należało umieścić w obozie internowania, w razie stanu zagrożenia państwa.

## Pośmiertne kompilacje
Po śmierci Hendrixa sprzedaż płyt w czwartym kwartale wzrosła o 450% w porównaniu z trzecim kwartałem 1970 roku. W listopadzie – dwa miesiące po śmierci artysty, utwór Voodoo Child (Slight Return) zajął 1. miejsce na liście przebojów w Wielkiej Brytanii. Była to jego ostatnia „jedynka” w tego typu notowaniach. Ponieważ gitarzysta nagrał tylko cztery płyty (w tym jedną koncertową), a pozostawił po sobie wiele niepublikowanych nagrań studyjnych (ponad 300 utworów) i koncertowych, na rynku pojawiły się różnej jakości zestawienia. Eddie Kramer: „Jimi nagrywał przez cały czas, jeśli nie było go w domu – pamiętajcie, że grał na gitarze – był w trasie lub w studiu. A kiedy zbudowano Electric Lady, był tam przez cały czas. Naprawdę kochał tam przebywać. Tam był najszczęśliwszy”. Tommy Ramone wtóruje: „Jimi był w studiu perfekcjonistą [...]. Był bardzo pracowity i poważnie podchodził do swojej muzyki”.
Pierwsza pośmiertna kompilacja studyjna The Cry of Love, na której znajdują się w większości ukończone przez artystę utwory, została wydana na początku 1971 roku. Zajęła 3. miejsce w USA, i 2 w Wielkiej Brytanii. W tym samym roku ukazała się Rainbow Bridge, a w 1972 War Heroes, płyty te zawierają głównie kompozycje, które miały zostać umieszczone na podwójnym albumie First Rays of the New Rising Sun. W 1974 wydano Loose Ends, a w 1975 płyty Crash Landing i Midnight Lightning, ukazanie się dwóch ostatnich wzbudziło wiele kontrowersji ze względu na liczne poprawianie i edytowanie materiału wedle uznania producenta Alana Douglasa, np. dogrywanie fragmentów utworów przez przeciętnych studyjnych muzyków, którzy nie mieli nigdy styczności z Hendrixem. Producent posunął się nawet do przypisywania sobie autorstwa niektórych utworów. Oba albumy są od wielu lat niedostępne w katalogu płyt Hendrixa. Noel Redding nazwał Douglasa „pasożytem”, ten z kolei bronił albumu, twierdząc, że gdyby był zły to nikt by go nie kupił, a sam album „pokrył się” platyną. Janie Hendrix, przyrodnia siostra gitarzysty, powiedziała później że działania Douglasa bardziej zaszkodziły niż pomogły legendzie Hendrixa.
W trakcie krótkiej kariery, Hendrix zagrał ok. 550 koncertów z czego 120 było nagrywanych. Z albumów koncertowych warto wymienić choćby: Experience (1971), Isle of Wight (1971), Hendrix: In the West (1972). Pojedyncze utwory Hendrixa znalazły się także na albumach dokumentujących wielkie festiwale np. Historic Performances Recorded at Monterey International Pop Festival, Woodstock 2, The First Great Rock Festivals of the Seventies: Isle of Wight/Atlanta Pop Festival. Nieprawdziwą jest informacja o kradzieży z mieszkania Hendrixa nagrań, określanych mianem Black Gold – zostały one wcześniej przekazane Mitchowi Mitchellowi. W 1972 producent Joe Boyd nakręcił film dokumentalny zatytułowany po prostu „Jimi Hendrix”, był on przez wiele lat wyświetlany w kinach na całym świecie. Podwójny album z soundtrackiem (Sound Track Recordings from the Film Jimi Hendrix) jest uważany za najlepszy z pośmiertnych wydawnictw. Pojawiały się także stare nagrania z okresu sprzed Experience, jako pokłosie umowy z Edem Chalpinem.
W latach 70. Mitchell i Redding sprzedali swoje prawa do muzyki Hendrixa za odpowiednio 300 tys. i 100 tys. dolarów. Było to jeszcze przed wprowadzeniem do obrotu płyt CD co nakręciło sprzedaż albumów i zdewaluowało wspomniane kwoty. Obaj muzycy próbowali unieważnić tę transakcję. Ian Grant, menedżer Reddinga, stwierdził, że umowa jest nieważna, ponieważ jego klient nie mógł przewidzieć wszystkich innych sposobów wykorzystania jego pracy. „Faktem jest, że w tamtych czasach nie było płyt CD, nie mówiąc już o płytach DVD”. Wtedy powiedziano ci: „Jeśli nie podpiszesz tutaj, nie dostaniesz żadnych pieniędzy”. Chandler odmówił Douglasowi sprzedaży 64 pudeł z taśmami. Dopiero wdowa po nim sprzedała je pod koniec lat 90. za 2 mln dolarów. Nabywcą było już Experience Hendrix L.L.C.
Pod koniec lat 80. i na początku lat 90. PolyGram i Warner-Reprise wydały powtórnie wiele albumów Hendrixa na płytach CD. Szczególny sukces odniosły dwie płyty, które ukazały się nakładem Rykodisc: Live at Winterland i Radio One. W 1997 roku ukazał się finalnie First Rays of the New Rising Sun. Album nad którym Hendrix pracował tuż przed śmiercią. Eddie Kramer i John McDermott zrekonstruowali setlistę m.in. na podstawie zapisek pozostawionych przez muzyka. Łącznie po śmierci artysty wydano ponad 80 płyt i ok. 500 bootlegów. Kirk Hammett (gitarzysta, Metallica): „To niesamowite, ile muzyki stworzył w tym krótkim czteroletnim oknie, w którym przebywał. To po prostu niesamowite”. William Nesbitt: Ciężko mi wymienić muzyka lub zespół z większą ilością nieoficjalnych wydawnictw niż Jimi Hendrix. [...] Kiedy porównamy liczbę nieoficjalnych wydań w stosunku do płyt studyjnych wydanych za życia artysty i lat, w których artysta aktywnie grał, kogo jeszcze [można] porównać do Hendrixa?

### Experience Hendrix L.L.C.
W 1971 roku prawnik Leo Branton Jr. jako prezes Are You Experienced? Ltd. zaczął reprezentować Ala Hendrixa w zarządzaniu majątkiem odziedziczonym po synu. „Al” w zamian dostał dom i dożywotnią rentę szacowaną na 10 tys. dolarów miesięcznie. Branton, znany był wcześniej m.in. z obrony 13 członków Czarnych Panter za co nie wziął nawet grosza, a także Angeli Davis. Współpracował także z Natem Kingiem Cole’em. Był powiązany z panamską firmą Presentaciones Musicales przez którą można było uniknąć płacenia podatków. Rozpoczął on urzędowanie od sprzedaży udziałów w Electric Lady Studios. Od 1974 wydawał też albumy, których producentem był Alan Douglas. Od momentu wprowadzenia płyt CD rosła sprzedaż, a wraz z nią wartość zarządzanego majątku firmy. Branton musiał odpierać zarzuty, że oszukał ojca Hendrixa przejmując za bezcen muzykę jego syna, która była warta miliony.
W 1995 roku w wyniku procesów sądowych, ojciec artysty Al Hendrix odzyskał prawa do zarządzania muzyką. Nie byłoby to możliwe, gdyby nie wynosząca blisko 6 mln dolarów pożyczka, jakiej rodzinie Hendrixów udzielił miliarder Paul Allen. Po śmierci ojca w 2002 roku, prawa do muzyki przejęła przyrodnia siostra gitarzysty Janie Hendrix. W 1966 została ona adoptowana przez „Ala”, jest piątą i najmłodszą córką jego drugiej żony Ayako „June” Jinka. Experience Hendrix L.L.C. firma, na czele której stoi obecnie Janie Hendrix była krytykowana za wykorzystywanie wizerunku Jimiego Hendriksa do sprzedaży np. piłeczek golfowych, odświeżaczy powietrza, bielizny i wielu innych produktów nie związanych w żaden sposób z muzyką. Utwory Hendrixa zostały wykorzystane m.in. w reklamach Reeboka. Brat muzyka, wydziedziczony przez ojca – Leon Hendrix, który przegrał długą batalię prawną o udziały w Experience Hendrix L.L.C., stwierdził, że nie mają oni wizji i interesuje ich tylko zarabianie pieniędzy. Sam jednak, nielegalnie wykorzystywał wizerunek zmarłego brata do sprzedaży konopi indyjskich, jedzenia, wina, alkoholu, medykamentów, elektroniki i koszulek z jego podobizną. Sąd zakazał mu tego rodzaju praktyk, oraz używania w jakikolwiek sposób: nazwiska „Jimi Hendrix”, imienia „Jimi”, nazwiska „Hendrix”, w jakiejkolwiek konfiguracji oraz każdego zdjęcia, podobieństwa lub podpisu Jimiego Hendriksa. Jedynymi prawnymi spadkobiercami artysty są firmy Experience Hendrix i Authentic Hendrix.
Od 1995 roku wydano już reedycje wszystkich oryginalnych płyt Hendrixa, a także zupełnie nowe albumy studyjne i koncertowe, uzupełniając je wydawnictwami na płytach DVD i Blu-ray, założono też własne wydawnictwo muzyczne Dagger Records. Kolekcjonowaniem nagrań i zarządzaniem katalogiem Hendrixa, w imieniu Experience Hendrix, zajmuje się John McDermott, biograf artysty. Od 1997 roku resztę płyt dystrybuowała firma MCA Records (Universal Music Group). Od 1 stycznia 2010 roku dystrybucją zajmuje się Legacy Recordings (Sony BMG Music Entertainment). Majątek Experience Hendrix L.L.C. szacuje się na 175 milionów dolarów (2019).
Noel Redding umarł w 2003 roku, w wieku 57 lat ze względu na marskość wątroby. Utwory „She’s So Fine” i „Little Miss Strange”, były jego jedynymi źródłami dochodu, z okresu gry w The Experience. Mitch Mitchell zmarł w 2008 roku z przyczyn naturalnych, tak jak Redding przez wiele lat walczył z nałogiem alkoholowym. Został pochowany w Seattle. Obaj muzycy zmarli we „względnej biedzie”. W 2022 roku, spadkobiercy obydwu, wciąż próbują odzyskać należne im (według nich) zaległe tantiemy szacowane na miliony. Experience Hendrix i Sony, odpierają zarzuty twierdząc, że artyści sprzedali swoje prawa do nich, w latach 70.

## Legenda

### Miejsce pochówku
Mówił wielokrotnie, że chciałby być pochowany w Anglii. James „Tappy” Wright: „Zawsze powtarzał, że chce być pochowany w Londynie, a nie w Seattle, gdzie się urodził i mieszkała jego rodzina. Powiedział to nie tylko mnie, ale wielu ludziom – że to był [jego] dom”. Jednak po jego śmierci „Al” Hendrix mimo protestów przyjaciół muzyka sprowadził ciało syna do Stanów, zostało złożone w Greenwood Memorial Park w Renton, w stanie Waszyngton, 17 mil na południe od Seattle. Skromny nagrobek znajdował się 100 metrów od miejsca obecnego pochówku. Tuż obok znalazły się cztery miejsca przeznaczone dla Leona i Janie Hendrix oraz dla samego „Ala” i jego drugiej żony Ayako „June” Fujita, która zmarła w 1999 roku. W 1984 roku, gdy zmarła Nora Hendrix (matka Ala), została podjęta decyzja o pochowaniu jej właśnie tu, w miejscu, które jest zarówno miejscem pochówku rodziny Hendrix, jak i atrakcją turystyczną odwiedzaną przez ok. 14 – 16 tys. ludzi rocznie. W 1999, cztery lata po odzyskaniu praw do muzyki artysty, „Al” Hendrix podjął decyzję o stworzeniu pomnika upamiętniającego syna.
Pomnik składa się z granitowej kopuły wspieranej przez trzy filary, na każdym widnieje u podstawy autograf artysty, z boku znajduje się zegar słoneczny z mosiężnym gnomonem, całość otoczona jest przez 54 działki należące do rodziny. Na nagrobku widnieje napis poświęcony Hendrixowi: „Na zawsze w naszych sercach – James M. „Jimi” Hendrix – 1942–1970”, a obok obrazek przedstawiający gitarę Stratocaster (dla praworęcznych), taką z jakiej korzystał ten leworęczny gitarzysta. Jest ona jednak w pozycji, w której mógłby trzymać ją wyłącznie praworęczny człowiek, co wywołało kontrowersje. „Al” Hendrix twierdził później że to kamieniarze się pomylili. Prace nie zostały jeszcze zakończone, brak też statuy z brązu przedstawiającej Jimiego Hendriksa, która – jak ogłoszono – powstaje we Włoszech. Szczątki artysty zostały złożone tu 26 listopada 2002 roku, kiedy to dokonano ich ekshumacji. Fani muzyka zwykli zostawiać tu notatki, puszki po piwie, papierosy z marihuaną i inne akcesoria.

### Wyróżnienia muzyczne
Za każdym razem kiedy był wywiad z Keithem Richardsem lub Erikiem Claptonem lub [Pete’em] Townshendem lub Jeffem Beckiem lub [Jimmym] Page’em, lub z kimkolwiek, kto pamięta te czasy, wszyscy oni byli pod wrażeniem Jimiego Hendriksa, tego jakim był wspaniałym gitarzystą i tego, że nigdy nie widzieli takiej techniki i umiejętności gry na gitarze.

Hendrix zdobył za życia wiele nagród i wyróżnień. Jednak dużo częściej był nagradzany pośmiertnie. Poniższa lista, jest tylko ich wybiórczym wykazem, ze względu na trudności przy ich należytym udokumentowaniu.

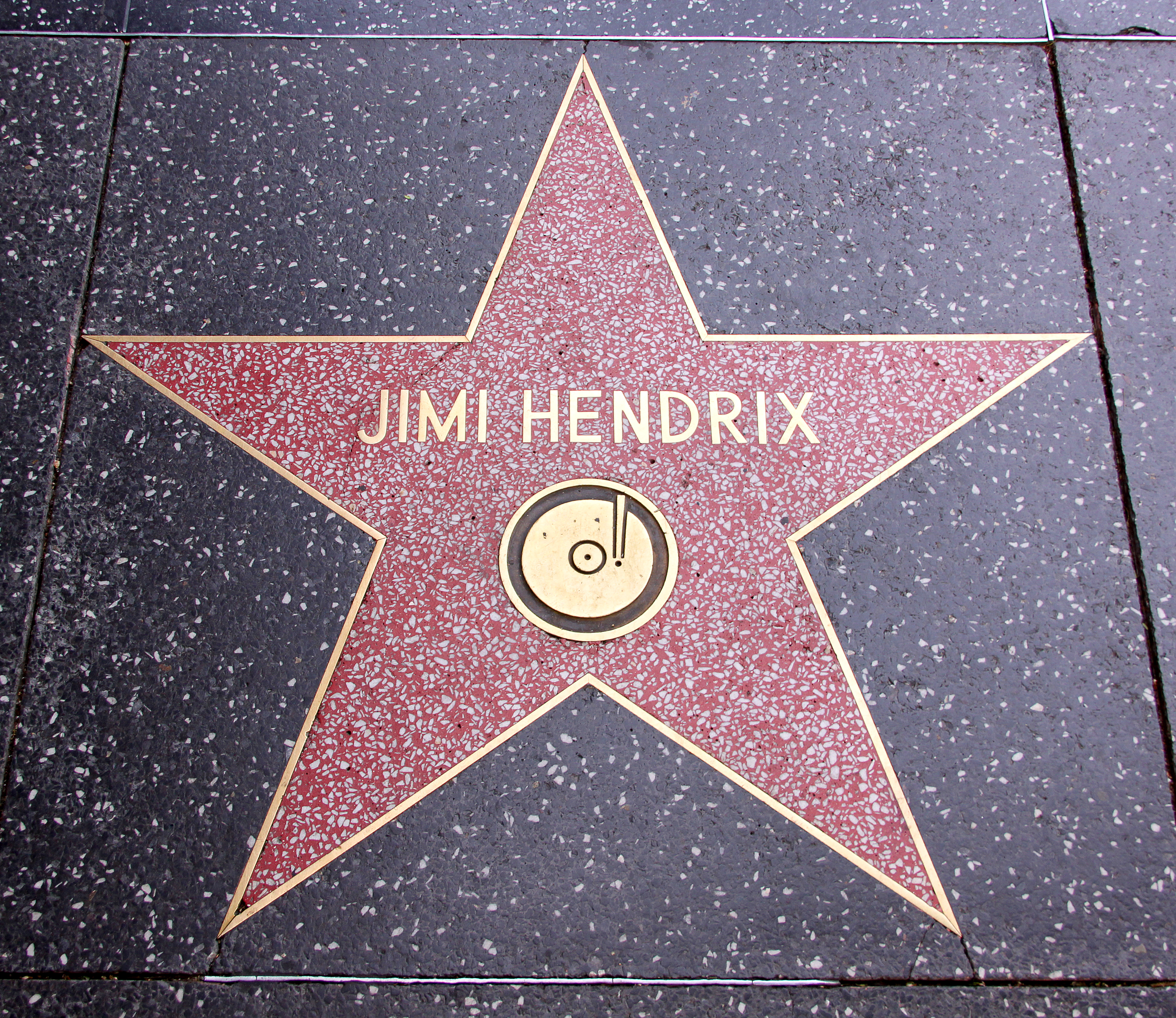
Gwiazda artysty w hollywoodzkiej alei sław

Jimi jest moim numerem jeden. Zawsze to mówiłem. Dla mnie wciąż jest kimś nadludzkim. To tak jakby pochodził z innej planety i nigdy się nie dowiem, jak zrobił to co, zrobił. Nigdy nie przestaję uczyć się od Jimiego. W dzisiejszych czasach, bardzo rzadko gram jego kawałki, ale i tak to jest trochę we mnie.

Nikt nigdy nie dorówna jego umiejętnościom technicznym, jego muzykalności i stylowi.

- W 1967 został wybrany muzykiem roku na świecie („World’s Top Musician”) przez czytelników magazynu „Melody Maker”[754].
- W 1968 został wybrany muzykiem roku (1967) w Wielkiej Brytanii przez magazyn Disc and Music Echo(inne języki)[358][445].
- W 1968 roku otrzymał klucze do Seattle, jego rodzinnego miasta[358].
- W 1972 został obrany przez „New Musical Express” „bezdyskusyjnym zwycięzcą” w rankingu najlepszych gitarzystów na świecie[755].
- W 1992 jego zespół The Jimi Hendrix Experience został wprowadzony do US Rock and Roll Hall of Fame[756].
- W 1994 roku poświęcono mu gwiazdę w hollywoodzkiej alei sław (6627 Hollywood Blvd.[43]).
- Utwór „All Along the Watchtower” w jego wykonaniu został wybrany najlepszym coverem wszech czasów przez „The Daily Telegraph”[757].
- W 2005 został wprowadzony do UK Music Hall of Fame(inne języki)[758].
- W 2006 roku amerykańska wersja jego debiutanckiego albumu Are You Experienced? została wprowadzona do „Amerykańskiego Narodowego Rejestru Nagrań” (United States National Recording Registry(inne języki)[43]).
- W 2006 roku zajął 1. miejsce na liście 10 najlepszych gitarzystów wszech czasów portalu eniGma.com[759].
- Zajął 3. miejsce na liście największych rockowych legend wszech czasów opublikowanej na łamach „Herald Sun”[760].
- W kwietniu 2007 magazyn „Guitar Techniques” umieścił go na okładce czasopisma z dopiskiem „How to sound like the greatest guitarist of all time” („Jak brzmieć jak najlepszy gitarzysta w historii”[761]).
- 5 listopada 2007 poświęcono mu miejsce w alei sław(inne języki) w Nashville[762].
- W lutym 2008 roku zajął 1. miejsce na liście 50 najlepszych gitarzystów wszech czasów portalu Gigwise.com[763].
- W sierpniu 2009 magazyn „Time” umieścił go na 1. miejscu listy 10 najwybitniejszych gitarzystów grających na gitarze elektrycznej[764].
- W listopadzie 2009 roku utwór „Voodoo Child (Slight Return)(inne języki)” został wybrany na najlepszy gitarowy riff w historii przez czytelników portalu Music Radar[765].
- Zajął 1. miejsce na liście 10 najlepszych gitarzystów wszech czasów portalu TheTopTens.com[766].
- Zajął 1. miejsce na liście 10 najlepszych gitarzystów rock and rollowych portalu HowStuffWorks[767].
- W styczniu 2010 roku portal GuitarHabits.com umieścił go na 1. miejscu listy 150 najlepszych gitarzystów wszech czasów[768].
- W maju 2014 roku Watchmojo.com(inne języki) umieścił go na 1. miejscu listy 10 najlepszych gitarzystów wszech czasów[769].
- W 2016 roku został wprowadzony do Rhythm and Blues Music Hall of Fame(inne języki)[770].
- W 2016 roku zajął 1. miejsce na liście 100 najlepszych gitarzystów wszech czasów. Głosowali czytelnicy magazynu Vintage Guitar[771].
- W styczniu 2017 roku portal PurpleClover.com umieścił go na 1. miejscu listy 25 najlepszych gitarzystów wszech czasów[772].
- We wrześniu 2018 roku zajął 1. miejsce na liście 50 najlepszych gitarzystów wszech czasów. Głosowało online 70 tys. czytelników magazynu Louder[773].
- We wrześniu 2019 roku zajął 1. miejsce na liście 50 najlepszych gitarzystów wszech czasów portalu Udiscovermusic.com[774].
- W czerwcu 2019 roku jego zespół Band of Gypsys został wprowadzony do Rhythm and Blues Music Hall of Fame(inne języki)[770].
- W styczniu 2020 roku zajął 1. miejsce na liście 43 najlepszych gitarzystów wszech czasów portalu History101.com[775].
- W lutym 2020 roku zajął 1. miejsce na liście 40 najlepszych gitarzystów wszech czasów portalu Editorchoice.com[776].
- Zajmuje 1. miejsce na liście 100 najlepszych gitarzystów wszech czasów portalu Ranker.com(inne języki) (trwa głosowanie; stan na 2 lutego 2022 roku[777]).

Nagrody „Grammy”:

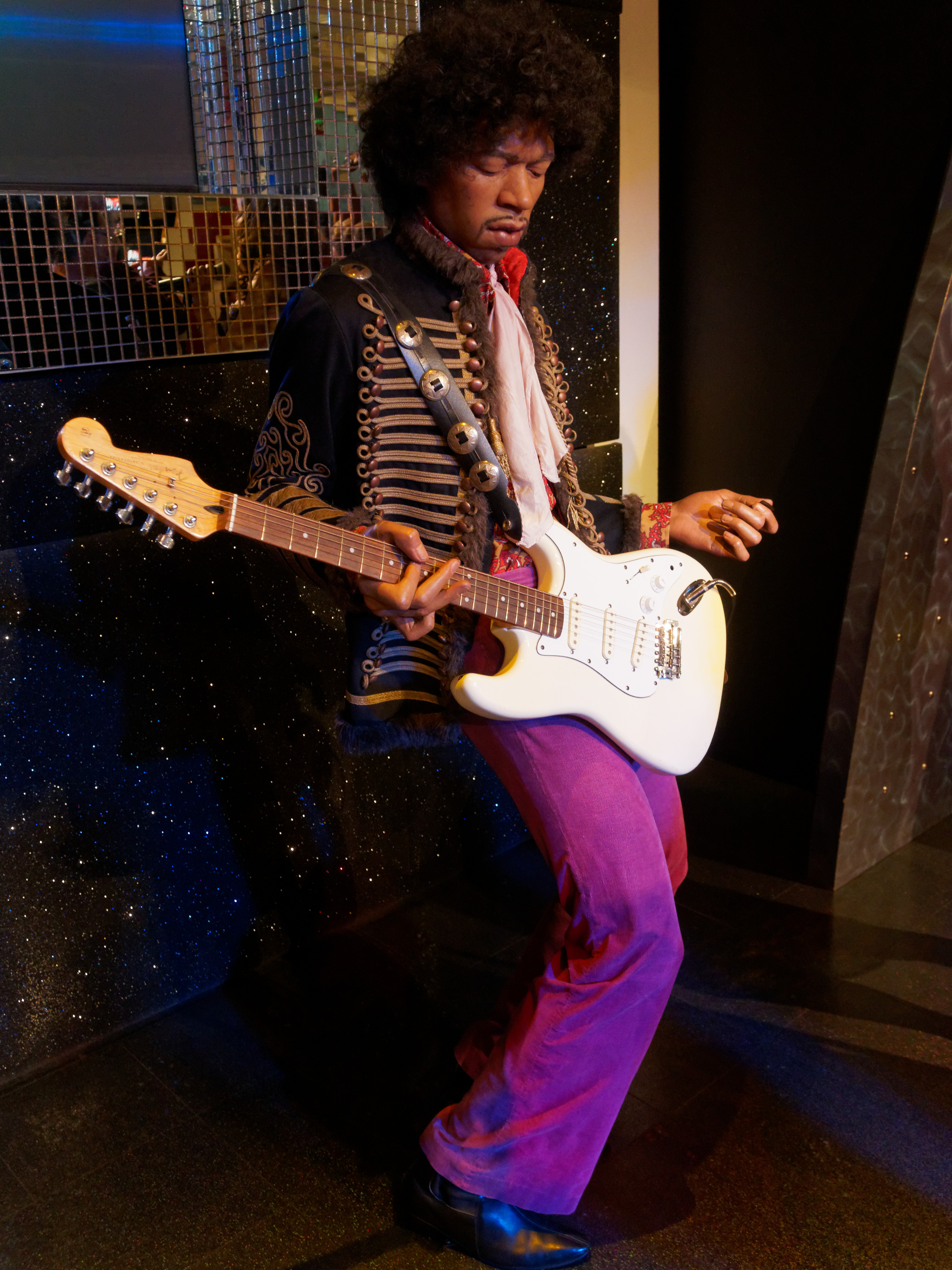
Figura woskowa przedstawiająca Hendrixa. Madame Tussauds, Londyn

- W 1992 roku został uhonorowany nagrodą Grammy Lifetime Achievement Award[778].
- Albumy Are You Experienced? i Electric Ladyland zostały wprowadzone do Grammy Hall of Fame w 1999, Axis: Bold as Love w 2006, a Band of Gypsys w 2018 roku[779].
- Utwory Purple Haze, All Along the Watchtower i Star Spangled Banner zostały wprowadzone do Grammy Hall of Fame odpowiednio w 2000, 2001, i 2009 roku[779].

Wyróżnienia przyznane przez magazyn Rolling Stone:
- W 1968 został wybrany wykonawcą roku[358].
- W 1992, 2003, 2011, 2015 i 2023 zajął 1. miejsce na liście 100 największych gitarzystów wszech czasów[35][36][43][38][39][33].
- W 2004 zajął 6. miejsce na liście najwybitniejszych muzyków wszech czasów[42].
- W 2004 utwory „Purple Haze”, „Voodoo Child (Slight Return)(inne języki)” i „Machine Gun” zajęły kolejno 2., 12. i 49. miejsce na liście 100 najlepszych utworów gitarowych wszech czasów[780].
- W 2004 utwory „Purple Haze”, „All Along the Watchtower”, „Voodoo Child (Slight Return)(inne języki)”, „Foxy Lady”, „Hey Joe”, „Little Wing” i „The Wind Cries Mary” zajęły kolejno 17., 48., 101., 152., 198., 357. i 370. miejsce na liście 500 najlepszych utworów wszech czasów[781].
- Zespół The Jimi Hendrix Experience został wybrany przez czytelników magazynu najlepszym trio rockowym wszech czasów[782].
- W 2009 albumy Are You Experienced?, Axis: Bold as Love i Electric Ladyland zajęły kolejno 15.[783], 83.[784] i 55.[785] miejsce na liście 500 albumów wszech czasów.
- W 2013 roku album Are You Experienced? zajął 3. miejsce na liście 100 najlepszych debiutanckich albumów wszech czasów[45].

Jest prawdopodobnie największym gitarzystą [wszech czasów].

Myślę, że nie ma lepszego gitarzysty w historii. On nie jest czymś, co można by ulepszyć.

[Hendrix to] najlepszy gitarzysta wszech czasów.

Mówimy o najlepszym gitarzyście jaki kiedykolwiek żył...

Jimi Hendrix był w zasadzie Jezusem Chrystusem gitary elektrycznej. To jest sufit – z gitarą nic więcej nie da się zrobić.

Wyróżnienia przyznane przez magazyn Q:
- W 2005 „Purple Haze” zostało wybrane najlepszym utworem gitarowym w historii[790].
- Albumy Electric Ladyland i Are You Experienced? zajęły kolejno 1. i 16. miejsce na liście 40 najlepszych psychodelicznych albumów wszech czasów[791].
- Album Are You Experienced? zajął 8. miejsce na liście 20 albumów, które zmieniły świat, wydanych w latach 1954–1969[792].
- W 2006 utwory „All Along the Watchtower” i „Voodoo Child (Slight Return)” zajęły kolejno 41. i 85. miejsce na liście 100 najlepszych utworów wszech czasów[792].
- W 2007 „Little Wing” zajęło 3. miejsce na liście 20 najlepszych utworów gitarowych[792].

Wyróżnienia przyznane przez magazyn Guitar World:
- W zestawieniu 100 najlepszych gitarowych solówek znalazło się jego 6 utworów: „All Along the Watchtower” (5), „Voodoo Child (Slight Return)(inne języki)” (11), „Little Wing” (18), „Machine Gun” (32), „Star Spangled Banner” (52), „Purple Haze” (70)[793].
- W 2004 znalazł się na 12. miejscu w zestawieniu 100 największych gitarzystów heavymetalowych w historii[12].

Wyróżnienia przyznane przez magazyn Total Guitar:
- W sierpniu 2002 znalazł się na 1. miejscu listy 100 największych gitarzystów w historii. Głosowali czytelnicy magazynu[489].
- W kwietniu 2007 roku jego 4 utwory znalazły się na liście 100 najlepszych riffów w historii: „Purple Haze” (20), „Voodoo Child (Slight Return)(inne języki)” (27), „Little Wing” (60), „Foxy Lady” (87)[761].
- W czerwcu 2020 roku znalazł się na 2. miejscu na liście 100 największych gitarzystów w historii. Głosowali czytelnicy magazynu[794][795].

Wyróżnienia przyznane przez magazyn Mojo:
- W 1996 zajął 1. miejsce na liście 100 największych gitarzystów wszech czasów[796].
- W 2003 Are You Experienced? uznano za najlepszy gitarowy album w historii[797].

Wyróżnienia przyznane przez magazyn Loudwire:
- W 2016 roku zajął 1. miejsce na liście 10 najlepszych gitarzystów rockowych i metalowych wszech czasów[798].
- We wrześniu 2018 roku zajął 1. miejsce na liście 66 gitarzystów hardrockowych i metalowych wszech czasów[799].

Wyróżnienia przyznane przez „VH1”:
- Zajął 3. miejsce na liście najlepszych artystów hardrockowych[800].
- Album The Cry of Love został uznany za najlepszy wydany pośmiertnie album wszech czasów[801].

### Upamiętnienie
- W Universal City znajduje się ulica jego imienia[802].
- W 1985 roku odkryto planetoidę, którą nazwano na cześć artysty – (4738) Jimihendrix[803].
- We wrześniu 1997 roku w jego dawnym miejscu zamieszkania przy Brook Street(inne języki) 23 w Londynie została zainstalowana pamiątkowa tablica[804]. Znajduje się tu również muzeum poświęcone artyście[512].
- W jego rodzinnym mieście Seattle nazwano jego imieniem park[805], postawiono naturalnych rozmiarów pomnik z brązu, przedstawiający artystę[806][749] i ufundowano pamiątkową tablicę[807].
- Jedna z figur woskowych Madame Tussauds w Londynie przedstawia Hendrixa[808].
- W bibliotece Garfield High School(inne języki) w Seattle – w szkole, do której uczęszczał – znajduje się popiersie muzyka wykonane z brązu[149][150].
- W Evreux, miejscu debiutu The Experience znajduje się pamiątkowa tablica[809].
- Na wyspie Fehmarn znajduje się pomnik upamiętniający występ z 6 września 1970 roku[810].
- Na wyspie Wight znajduje się statua z brązu, przedstawiająca artystę wraz z pamiątkową tablicą[811].
- W Londynie (London Pavillon) znajduje się statua przedstawiająca artystę[812].
- W Kielcach, w Alei Sław na Skwerze Harcerskim im. Szarych Szeregów znajduje się popiersie muzyka[813].
- W Dąbrowie Górniczej w 2012 roku odsłonięto tzw. Ławeczkę Hendriksa. Tuż obok znajduje się Pomnik Bohaterów Czerwonych Sztandarów, który w latach 90. został przez młodzież nazwany „Pomnikiem Jimiego Hendriksa”. Młodzież obroniła go przed wysadzeniem pomimo tego że miał już nawiercone otwory na dynamit. Postacie na pomniku przez lata był wielokrotnie malowane przez młodzież i stały się lokalnym symbolem popkultury[814].
- W 2021 roku, przed rozpoczęciem nowego sezonu MLS, klub Seattle Sounders FC ogłosił, że jego piłkarze będą występować w specjalnych strojach poświęconych Hendrixowi, inspirowanych muzyką artysty z Seattle[815]. „Uniform na pierwszy rzut oka prezentuje odważny wygląd dzięki jasnej kolorystyce i wirującemu psychodelicznemu wzorowi, ale po bliższym przyjrzeniu się zawiera również starannie wykonane, charakterystyczne i znaczące detale, w tym reprodukcję autentycznego podpisu Hendrixa wybitego w lewym dolnym rogu każdej koszulki z przodu i na karku [znajduje się] taśma z tekstami z jego [utworu] „Straight Ahead”, odtworzona z jego własnej, odręcznej kopii piosenki” – za oficjalną stroną drużyny[815]. Koszulki stały się najszybciej sprzedającymi w historii zarówno klubu, jak i oficjalnego sklepu internetowego MLSstore.com[815].

### Statystyki
- Według RIAA sprzedał w USA 23 mln płyt co daje mu 104. miejsce na liście wszech czasów[816].
- Obecnie na świecie sprzedaje rocznie 1,2 mln płyt w tym około 0,5 mln w USA[r][817].
- Łącznie na świecie sprzedał ponad 50 mln albumów[818].
- Ściągalność jego utworów w internecie wzrosła z 800 tys. w 2007 do 915. tys. w 2008[817].
- Łączna Certyfikacja RIAA dla jego albumów – 16 x złoto, 10 x platyna, 6 x multi – platyna[819].
- Album Are You Experienced? był najlepiej sprzedającym się w USA w 1968 roku[820].
- Łącznie w USA sprzedano ponad 5 mln kopii Are You Experienced?[368].
- Z 7 mln dolarów dochodu rocznie, Hendrix plasuje się na 9. pozycji wśród najlepiej zarabiających zmarłych gwiazd[821].
- Majątek Experience Hendrix L.L.C. szacowano na 80 mln dolarów w 1994 roku, oraz na 175 mln dolarów w 2019[740].
- Biała gitara Fender Stratocaster, której Hendrix używał podczas Woodstock, została sprzedana w 1990 za 174 tys. i odsprzedana w 1993 za 750 tys. funtów (obecnie w Museum of Pop Culture[822]).
- W marcu 2010 roku – 40 lat po śmierci – jego pięć albumów znajdowało się na liście Billboard 200[503]. Były to: Valleys of Neptune (miejsce 4.), Are You Experienced? (44.), Electric Ladyland (60.), First Rays of the New Rising Sun (63.) i Axis: Bold as Love (67.[503]).

### Muzeum Jimiego Hendriksa
Miliarder i współzałożyciel Microsoftu, Paul Allen, był zagorzałym fanem artysty. Tak jak on pochodził z Seattle. W latach 90., gdy Hendrixa upamiętniała jedynie pamiątkowa tablica i statua z brązu na Capitol Hill (przedstawiająca go grającego w pozycji klęczącej), postanowił poświęcić mu muzeum. Allen: „Myślałem że zasłużył na coś lepszego”. Obiekt miał mieć 10 tys. stóp kwadratowych. Paul Allen: „Po cieszącym się dużym zainteresowaniem wysłuchaniu publicznym w 1992 roku, zdaliśmy sobie sprawę, że nie wystarczyło po prostu rozłożyć ubrania i gitary mówiąc, że to reprezentuje kreatywność”. Musieliśmy mieć konkretne programy łączące pamiątki, z pomysłami które staraliśmy się wprowadzić. Krótko mówiąc, nasze muzeum musiało opowiedzieć historię. Trzeba było umieścić Jimiego w kontekst jego muzycznego dziedzictwa Seattle i północnego zachodu. Przy okazji, miałem nadzieję, że możemy zbadać jedno z wielkich pytań: Gdzie i skąd pochodzi kreatywność?”.
„Experience Music Project” – nazwa wybrana nieprzypadkowo, nawiązywała do zespołu Hendrixa – The Experience. Sam Allen przyznaje że „przeczesywał” kraj w poszukiwaniu rzadkich artefaktów, takich jak np. spalona gitara z Monterey. Stworzył ogromną kolekcję pamiątek po Jimim Hendrixie. Wielkie otwarcie miało miejsce w czerwcu 2000 roku. Wśród gości na „czerwonym dywanie” byli m.in. Grace Slick, Sheryl Crow, Annie Lennox, Gina Gershon, Bill i Melinda Gates, Jeffrey Katzenberg oraz Steven Spielberg. Obiekt został wybudowany kosztem 250 mln dolarów wyłącznie przez Paula Allena. Planowanie i konstrukcja zajęły łącznie 8 lat. Muzeum przypominające kształtem zniszczoną gitarę liczy 140 tys. stóp kwadratowych powierzchni, zostało zaprojektowane przez Franka Gehry’ego. Było pierwotnie poświęcone wyłącznie Hendrixowi – dopiero z czasem pojawiły się też inne wystawy – poświęcone muzyce i popkulturze. W ciągu kilkunastu lat, kilkukrotnie zmieniało nazwę, od 2016 roku to Museum of Pop Culture.

### Experience Hendrix Tribute Tour
Experience Hendrix Tribute Tour jest inicjatywą, mającą na celu upamiętnienie muzyki i postaci Jimiego Hendriksa. Po raz pierwszy zostało zorganizowane w formie mini tournée w 2004 roku, choć już w 1995 roku rodzina Hendrixa zorganizowała koncert, poświęcony pamięci artysty. Pojedyncze występy przerodziły się w Red House Tour, organizowany w latach 1999–2001. Experience Hendrix Tribute Tour odbyło się w 2004 roku (3 występy na zachodnim wybrzeżu USA), 2007 roku (7 występów na wschodnim wybrzeżu USA), w 2008 roku liczyło już 19 koncertów (m.in. w Los Angeles, Nowym Jorku, Chicago, Denver).
Wśród artystów wykonujących utwory Hendrixa znajdowali się między innymi: Mitch Mitchell, Billy Cox, Buddy Guy, Carlos Santana, Buddy Miles, Hubert Sumlin, Robby Krieger, Paul Rodgers, Joe Satriani, Kenny Wayne Shepherd, Mike McCready, Living Colour, Mick Taylor, Andy Aledort, Tommy Shannon, Robert Randolph, a także Eric Johnson, Jonny Lang, Cesar Rosas, David Hidalgo, Brad Whitford, Eric Gales oraz Dweezil Zappa, Doyle Bramhall II, Chris Layton, Taj Mahal, Dave Mustaine. Od 4 do 28 marca 2010 roku miała miejsce kolejna edycja licząca 20 koncertów. Następne przypadają na lata: 2011, 2012, 2014, 2016, 2017, 2019. Odbywały się też pojedyncze „Tribute Concerty”: w San Diego (oprócz muzyków znanych z „EH Tour” wystąpili m.in. Stephen Stills, Slash, Ace Frehley) i Seattle w 2002; w Bostonie i Saint Paul w 2006; w Londynie w 2007 (wystąpił m.in. Gary Moore). 27 listopada 2002 (w Seattle), i 4 grudnia 2022 roku (w Austin), odbyły się zaś koncerty z okazji rocznicy odpowiednio 60. i 80. urodzin Hendrixa.

### Thanks Jimi Festival

Graffiti przedstawiające Klub 27. Hendrix drugi od lewej. Tel Awiw

Thanks Jimi Festiwal to polska impreza upamiętniająca gitarzystę, jest organizowana przez Leszka Cichońskiego we Wrocławiu, gdzie co roku podejmowana jest próba bicia rekordu Guinnessa we wspólnej grze na gitarach. Uczestnicy grają na żywo m.in. utwór „Hey Joe”.

### Hendrix w popkulturze
Jest jedną z ikon popkultury. Należy do tzw. Klubu 27, grupy znanych artystów zmarłych w wieku 27 lat. Jego postać wykorzystano w grach komputerowych Guitar Hero World Tour i BandFuse: Rock Legends, muzykę zaś m.in. w grze Gran Turismo. W filmach (alfabetycznie): Auta, Biali nie potrafią skakać, Bij i wiej, Forrest Gump, Helikopter w ogniu, Królowie Dogtown, Na fali, Poważny człowiek, Samotnicy, Swobodny jeździec, Świat Wayne’a, Watchmen: Strażnicy, W imię ojca. W programie American Idol i serialu Entourage. Jego utwory były coverovane przez artystów od Roda Stewarta i Erica Claptona po The Pretenders i Red Hot Chili Peppers. A także m.in. przez Kronos Quartet czy Gila Evansa. Amerykański wrestler Hulk Hogan okazjonalnie używał utworu Voodoo Child (Slight Return) jako piosenki w trakcie wejścia na ring. Robert Calvert muzyk Hawkwind, oraz pisarz poświęcił mu swoją sztukę teatralną. W 1977 roku zespół Scorpions, nagrał utwór We’ll Burn the Sky (płyta Taken by Force), będący hołdem dla muzyka. Jest on oparty na poemacie Moniki Dannemann, partnerki Hendrixa, a następnie Ulego Jon Rotha (gitarzysty tegoż zespołu, prywatnie fana Hendrixa), muzykę skomponował Rudolf Schenker.

## Sylwetka

### Inspiracje
Hendrix: „Pierwszym gitarzystą którego poznałem był Muddy Waters. Kiedy byłem małym chłopcem, usłyszałem jedną z jego starych płyt i śmiertelnie mnie to przeraziło, bo słyszałem te wszystkie dźwięki”.
Największy wpływ na jego muzykę mieli następujący artyści (alfabetycznie): Chet Atkins, The Beatles, Chuck Berry, Kenny Burrell, Ray Charles, Eddie Cochran, Albert Collins, Charlie Christian, Bob Dylan, Buddy Guy, Slim Harpo, Buddy Holly, John Lee Hooker, Lightnin’ Hopkins, Elmore James, Robert Johnson, Albert King, B.B. King, Curtis Mayfield, Jimmy Reed, Otis Rush, Muddy Waters, Howlin’ Wolf, Ritchie Valens.

### Wpływ

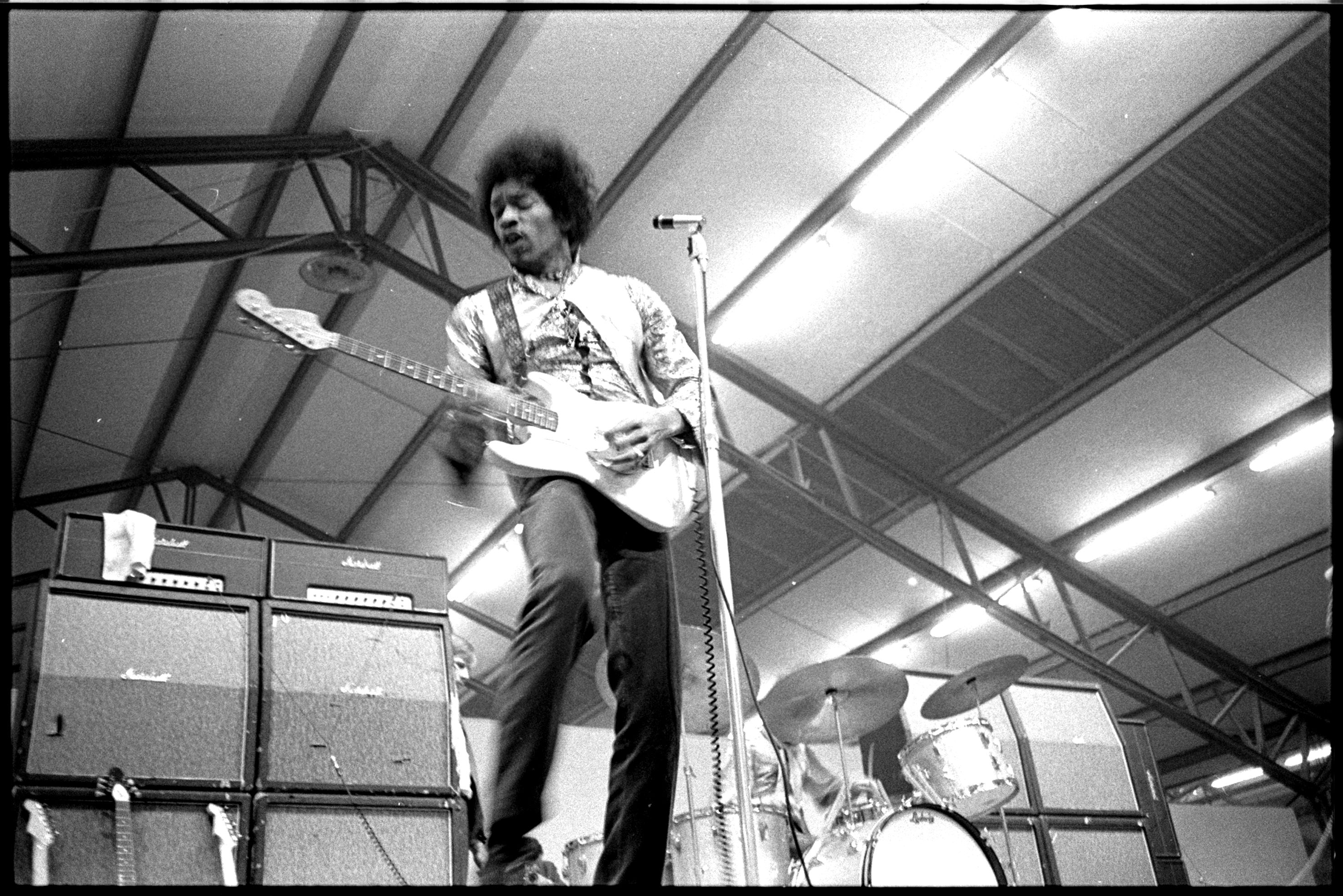
Jimi Hendrix 1942 – 1970

- „Myślę, że był wielkim muzykiem i showmanem [...]” – Jan Akkerman[16].
- Hendrix był sroką, wziął z bluesa, jazzu – tylko Coltrane potrafił grać w ten sposób [...] słuchał Mozarta, czytał science–fiction i Asimova i wszystko przechodziło mu przez głowę i wychodziło jako Jimi Hendrix[21]. Potem była tylko zręczność – był leworęczny, ale pamiętam, jak ludzie rzucali mu praworęczną gitarę, a Hendrix podnosił ją i grał do góry nogami”[21] – Keith Altham.
- „Tak innowacyjne i rewolucyjne, jak jego granie, są jego piosenki, które wytrzymują próbę czasu” – Joe Bonamassa[16].
- „Wpływ, jaki wywarł na muzyków angielskich, nie tylko gitarzystów, był fenomenalny” – Eric Clapton[115].
- „Jeśli chodzi o innych, tak naprawdę nie byłem fanem [Led] Zeppelin ani Black Sabbath[864]. Byłem fanem całej muzyki, ale nikt nie miał tego, co miał Hendrix[864]. Był pierwszą osobą, w której naprawdę usłyszałem to, co nazwałbym prawdziwym heavy metalem [...][864]. Kiedy Hendrix rozpoczął „Foxey Lady”, a następnie przeszedł do „Purple Haze”, [jego] riffy oraz styl pisania i grania na gitarze są czymś zupełnie wyjątkowym i to zostało ze mną[864]. Oczywiście zostałem muzykiem i ostatnią rzeczą, jaką chciałem zrobić, to skopiować go, bo nikt nie mógł, ale pozostawił we mnie ten styl, który wymagał dopracowania, a to zdarzało się dość często w [Judas] Priest”. – K.K. Downing[864].
- „Czuję, że wniósł do gitary zupełnie nowy język[16]. Jego umiejętność grania i mieszania tak wielu stylów i wpływów[16]. Drzewo Hendrixa ma tak wiele gałęzi[16]. Dla gitarzystów rockowych masz jego zastosowanie w wajsze i przesterze[16]. Czuję, że wielki ruch funkowy lat 70., grupy takie jak Funkadelic, były zdecydowanie zainspirowane Hendrixem[16]. Czuję, że napisał książkę o funk-rockowych solówkach na gitarze[16]. Jego użycie podwójnych przystanków i gitary rytmicznej to cały język[16]. Jego melodyjne frazowanie na balladach[16]. Trudno byłoby mi myśleć o muzycznym świecie bez wkładu Jimiego Hendriksa” – Kirk Fletcher(inne języki)[16].
- „Wywarł ogromny wpływ na każdego gitarzystę na świecie, który przyszedł po nim, a nawet podczas trwania jego kariery” – Eric Gales(inne języki)[16].
- „Jimi Hendrix wywrócił świat gitary, do góry nogami pod koniec lat 60–tych” – Bob Gulla[865].
- „Nie ma nikogo, kto brzmiałby jak on, przed lub po [nim][496]. [...] Miał monstrualny ton, monstrualną technikę, monstrualne piosenki” – Kirk Hammett[483].
- „Nie lubię mówić, kto jest najlepszym gitarzystą, bo nie o to chodzi, ale kiedy robią te [listy] i umieszczają Jimiego na szczycie, nie znam nikogo, kto mógłby się z tym spierać… Zmienił [muzykę] na lepsze, a kiedy słucha się tego, co zrobił i jak sobie z tym poradził, to było tak przełomowe i odświeżające” – Warren Haynes[866].
- „Hendrix oszołomił mnie jak wszystkich.” – Eddie Van Halen[483].
- „Jego gra była po prostu tak emocjonalna [...][483]. [Gdy] miałem około dwunastu czy trzynastu lat, przeprowadziłem się do LA i usłyszałem Smash Hits[483]. To było niewiarygodne[483]. To było wszystko: psychodeliczny, funk, blues, rock” – Lenny Kravitz[483].
- „Zdecydowanie uważałem, że był najlepszy[866]. Myślę, że jest najlepszy w śpiewaniu i graniu na gitarze jednocześnie… To, co robi podczas śpiewania, po prostu zwaliło mnie z nóg” – Robby Krieger[866].
- „Solówki Claptona wydawały się nieco łatwiejsze i bardziej przystępne[497]. Pamiętam, jak siedziałem przy gramofonie i poruszałem igłą w przód i w tył, aby uzyskać solówkę w „Spoonful(inne języki)[497]. Ale nie mogłem nic zrobić z Hendrixem[497]. [...] Chyba nigdy nie czułem, że chcę grać jak on[497]. Myślę, że był za bardzo ponad to, i zbyt wyjątkowy[497]. [...] To była magia Hendrixa: nawet jeśli skopiowałeś to, co nagrał i próbowałeś grać tak jak on, nigdy nie będzie [to] takie samo” – Alex Lifeson[497].
- „Nie jestem pewien, czy ktokolwiek mógłby później wywrzeć taki wpływ” – Steve Lukather[16].
- „Jimi Hendrix to jedno z tych niezwykłych miejsc w świecie muzyki, gdzie każdy kiedyś ląduje. Każdy muzyk w końcu przejeżdża przez Międzynarodowe Lotnisko im. Hendrixa. Jest wspólnym mianownikiem wszystkich stylów muzyki popularnej”[42].
- „Kocham Hendrixa[483]. On jest wszechogarniający[483]. Jego umiejętność pisania piosenek była niesamowita, jego prowadzenie genialne – tak dalece wyprzedzał swoje czasy[483]. [...] Hendrix był tak daleko powyżej poziomu, na którym było wielu innych gitarzystów” – Mike McCready[483].
- „Nie znam nikogo przed tym, jak Jimi wykorzystywał sprzężenie zwrotne w sposób, w jaki to robił, lub używał wajchy do tworzenia efektów tak ekstremalnych, że prawdopodobnie przyczyniły się do globalnego ocieplenia[16]. Pokazał też muzycznemu światu, że na gitarze elektrycznej można grać zębami, używać jako paleniska, i w odpowiednich rękach może być cudownie wyrazistym instrumentem” – Hank Marvin[16].
- „Muzycznie grał z zupełnie inną frazą[264]. To był Hendrix – to nie był BB King czy Freddie King, to był on[264]. Był znacznie bardziej dziki i grał swobodniej niż ktokolwiek inny” – Dave Mason[264].
- „Jimi zmienił gitarę elektryczną na zawsze [...][16]. Słuchając go po raz pierwszy usłyszałem, jak gra na gitarze w sposób, jakiego nigdy wcześniej nie słyszałem” – John McLaughlin[16].
- „Miał sposób wyrażania się za pomocą instrumentu, który od tamtej pory wszyscy próbowali naśladować” – Bob Mould(inne języki)[483].
- „Hendrix jest najbardziej wpływowym i najważniejszym gitarzystą elektrycznym, jaki kiedykolwiek żył[...][16]. Użycie pedału wah-wah, fuzzu i Univibe ustawiło poprzeczkę dla tych dźwięków do dziś, naprawdę[...][16]. Hendrix nie tylko zmienił muzykę, zmienił naszą kulturę!” – Oz Noy(inne języki)[16].
- „Hendrix zabrał bluesa w kosmos[867]. Czyż nie?” – Jimmy Page[867]
- „Jimi miał na mnie największy wpływ [...][16]. Do dziś jego muzyka się nie starzeje, ale zawsze brzmi świeżo i jest niesamowicie żywa[16]. Jego wkład w świat gitary i muzyki rockowej jest niewiarygodnie ważny[16]. Ze wszystkich ludzi w muzyce rockowej Jimi był po prostu najbardziej wyjątkowy i najbardziej wizjonerski” – Uli Jon Roth[16].
- „Jego umiejętności improwizatora były urzekające i przekonały mnie jako młodego muzyka, że właśnie ta umiejętność musi być częścią mojego życiowego dążenia [...][16]. Kocham jego wszystkie piosenki [...][16]. Przez cały ten czas, pozostał moim największym nauczycielem” – Joe Satriani[868].
- „Hendrix nie miał sobie równych” – Gene Simmons[869].
- „Był pionierem elektrycznej gitary prowadzącej [...][870]. Jego materiał przetrwał próbę czasu przez te wszystkie lata” – Slash[870].
- „Na zawsze zmienił muzykę, a zwłaszcza grę na gitarze” – Rick Springfield[264].
- „Myślę, że dziś w dużej mierze przyjmujemy za pewnik wiele innowacji Hendrixa w technice i brzmieniu[16]. Musisz zastanowić się, co zrobił, kiedy to zrobił[16]. Pomyśl o innej muzyce, końca 1966 i początku 1967 roku!” – Andy Timmons[16].
- „Jimi był kluczowym muzykiem XX wieku [...]” – Carl Verheyen(inne języki)[16].

Na Hendrixie wzorują/wzorowali się (w różnym stopniu) tacy artyści jak m.in. (alfabetycznie): Anthrax, Mateus Asato, Peter Banks, James Bay, Jeff Beck, Adrian Belew, Ritchie Blackmore, Jean-Paul Bourelly, Jon Butcher, Cameo, Jerry Cantrell, Eric Clapton, George Clinton, Ornette Coleman, Larry Coryell, Robert Cray, Miles Davis, Digital Underground, K.K. Downing, Bill Frisell Eric Gales, Manuel Gardner Fernandes, David Gilmour, Melanie Faye, John 5, Ace Frehley, John Frusciante, Eddie Van Halen, Kirk Hammett, Eddie Hazel, Ernie Isley, The Isley Brothers, Ronald Shannon Jackson, Eric Johnson, KISS, Lenny Kravitz, Alex Lifeson, Branford Marsalis, Mike McCready, Yngwie Malmsteen, Brian May, Freddie Mercury, Mdou Moctar, Ohio Players, OutKast, Jimmy Page, Parliament-Funkadelic, Prince, Vernon Reid, Uli Jon Roth, Joe Satriani, Matt Schofield, Slash, Josh Smith, Robert Smith, Sly Stone, T. Rex, Robin Trower, The Time, James Blood Ulmer, Steve Vai, Stevie Ray Vaughan, Tal Wilkenfeld, Angus Young, ZZ Top.

### Technika, styl gry, instrumentarium

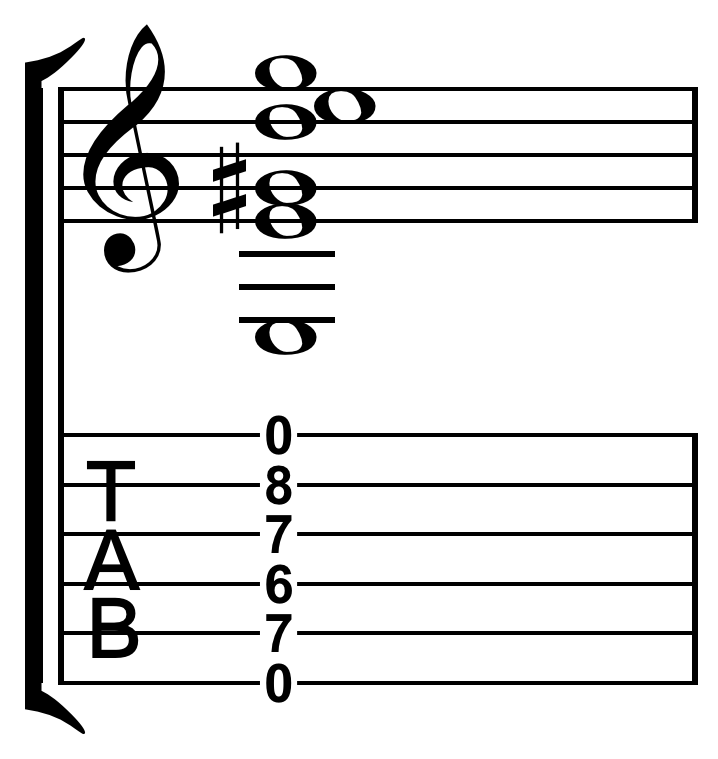
Zapis akordu Hendrixa

Miał ogromne dłonie i niezwykle długie palce. Jak sam twierdził, odziedziczył je po matce. Jego ojciec „Al” miał po 6 palców u każdej ręki. Hendrix potrafił samym kciukiem przyciskać wszystkie 6 strun, „uwalniając” w ten sposób pozostałe palce do grania melodii. Pozwalało mu to grać jednocześnie partie gitary prowadzącej i rytmicznej. Był leworęczny, jednak korzystał z gitar przeznaczonych dla praworęcznych, które odwracał i przestrajał. Grubsze struny znajdowały się standardowo u góry gryfu. Taka konfiguracja pozwalała na wygodne użycie tremolo, oraz sterowanie tonem i głośnością. Potencjometr głośności znajdował się u góry, a nie standardowo u dołu. Po mistrzowsku korzystał z tremolo i feedbacku, w utworze „Machine Gun” używał ich do imitowania dźwięków helikopterów, bomb, broni automatycznej. Wykorzystywał kostkę i palce do tworzenia odgłosów zgrzytania, uderzał też w instrument aby wydobyć z niego dziwne sprzężenia i dźwięki. Purple Haze to z kolei otwarte strojenie, kwinty zmniejszone, hammering w pojedynczych nutach (tzw. akord Hendrixowski). Nigdy nie zagrał tego samego utworu dwa razy identycznie, miał też fatalną pamięć do tekstów piosenek. „Ozdobne akordy, efekty, wybitne kontrolowanie feedbacku i głośności. Wszystko to tworzyło jego oryginalne brzmienie”.
Jimmi Mayes, przyjaciel Hendrixa z czasów gdy ten był sidemanem, czasem myślał, że gitara artysty jest rozstrojona. Dopiero później zauważył, że dostrajał ją do swojego głosu. Redding: „Czasami stroił gitarę o pół tonu niżej, aby brzmieć jakby grał z sekcją dętą, złatwością podciągał struny grając bluesa. [...] Miał niesamowitą zdolność włączania do melodii nawet najmniejszych dźwięków wychodzących z jego gitary”. Joe Satriani: „Grał melodycznie, tak jak robiłby to waltornista. Przed Jimim ludzie tak naprawdę tego nie robili. Wykorzystaliby hałas po prostu jako hałas. [...] Więcej przestrzeni, mocniejsze frazowanie. To właśnie słyszałem w muzyce, przy której dorastałem. Jimi Hendrix i Keith Richards są w tym mistrzami. Wymyślili te wspaniałe riffy i solówki, które pamiętasz na zawsze.
Jacek Cieślak, Rzeczpospolita: „Stworzył własny styl oparty na orkiestrowym brzmieniu. Stąd brało się wrażenie, że partia solowa wykonywana jest równocześnie z akompaniamentem. Słynne były jego improwizacje tonalne, które uzupełniał efektami, jakie przynosi zwalnianie naciągu poszczególnych strun, a także ich dostrajanie w czasie gry. Był mistrzem skomplikowanej techniki, jaką jest palcowe vibrato, ale nie wahał się wywołać efektu falującego dźwięku, potrząsając gryfem gitary. Szokował wykorzystaniem sprzężenia instrumentu z głośnikami i jego przesterowania, co wcześniej uznawano za brak profesjonalizmu. Grał szybko, a potrafił jednocześnie śpiewać. Ilustrował szalone solówki tańcem ciała i figurami erotycznymi”. „Z pewnością jego technika [z czasem] stała się bardziej wyrafinowana, ale nadal zachowała rytmiczną podstawę, której inni – którzy opanowali jego zagrywki, jak Clapton i Beck, nigdy tak naprawdę nie opanowali” (Gulla).
Był znany także ze swoich trików. Grał na gitarze jedną ręką, za plecami, między nogami, samymi zębami czy leżąc na scenie. Ciągłe powtarzanie ich na życzenie publiczności było jednak dla niego nużące. „Nie chcę być już więcej klaunem” – oświadczył w jednym z wywiadów w 1969. Po koncercie w Spalding (w 1967), publicystka Germaine Greer napisała dla Oz: „Im było wszystko jedno, czy „Hey Joe” jest zagrane czysto czy nie. Chcieli, żeby zrobił laskę swojej gitarze i zaczął pocierać o nią swoim kutasem. Nie chcieli słuchać jego gry. Ale Jimi chciał jak zawsze, zagrać tak, żeby było dobrze. Więc zrobił to i wypieprzył swoją gitarę, a oni jęczeli i kiwali się na boki, spojrzał na nich posępnym wzrokiem, bo wiedział, że nie słyszeli tego, co chciał uzyskać, i nigdy nie usłyszą”.
Billy Gibbons (gitarzysta, ZZ Top): „Był prawdziwym technicznym czarodziejem. Wymyślał rzeczy które można było zrobić ze Stratocasterem. Jestem przekonany, że projektanci nie mieli pojęcia, co rozwinie się w późniejszych latach. Jimi miał talent, aby to dla niego zadziałało. Jego technika była bardzo specyficzna, ponieważ grał na praworęcznej gitarze w stylu leworęcznym, do góry nogami”.
Brett Garsed (gitarzysta): „Oczywiste rzeczy to autentyczne wpływy R&B i eksperymentowanie z efektami, dla których ustanowił standard. Poziom muzykalności jaki osiągnął za pomocą najprostszych narzędzi, to wciąż wysoka poprzeczka, do której dąży większość muzyków. Ale to, co mnie zaskoczyło, to sposób, w jaki przeplatał swój głos z grą na gitarze, prawie tworząc trzeci instrument. Miał całkowitą niezależność między tym, co grał, a tym, co śpiewał, i splatał to ze sobą, czasami w harmonii, unisono lub całkowitym kontrapunkcie. To niesamowicie trudna umiejętność do rozwinięcia i po raz kolejny Jimi ją opanował”.
Paul Gilbert (gitarzysta): „Wykorzystał wystarczającą ilość przesteru, aby gitara brzmiała w sposób, w jaki potrafi brzemić ludzki głos. I przyniósł elementy ekspresji, które ma głos; sliding, bending, kontrasty głośności, tekstury i długości oraz najlepsze vibrato, jakie ktokolwiek słyszał w 1966 roku. Tradycyjna gitara nie została do tego zbudowana. Gitara jest zaprojektowana bardziej jak lutnia, w której akordy są napięte, a struny szarpane. To rodzaj przenośnego klawesynu, a wielcy „fingerpickerzy” od Segovii po Cheta Atkinsa grali na nim po mistrzowsku”.
Eric Clapton: „Miał ogromny talent i fantastyczną technikę jak ktoś, kto spędził cały dzień grając i ćwicząc, ale nie wydawał się tego świadomy”.
Billy Cox: „Zawsze miał przy sobie gitarę. Zawsze pracował nad swoją rytmiczną i bluesową grą na gitarze. To była jego miłość i praktykował ją w kółko. Nie ćwiczył gam; ćwiczył rytm”.

#### Gitary
Najważniejszą gitarą Hendrixa był Fender Stratocaster. Używał raczej modeli z końca lat 60., z czasów kiedy właścicielem Fendera był CBS. Jednak w Monterey, i gdy nagrywał Are You Experienced korzystał też z modeli pre-CBS. Wyróżniały się one m.in. nieco mniejszą główką. Wielu hendriksofilów sądzi, że robił to ze względu na nieco inną barwę dźwięku. Roger Mayer, przedstawiany jako brytyjski guru efektów gitarowych, był także odpowiedzialny za modyfikacje pedałów gitarowych Hendrixa, obala te mity. Twierdzi, że wszystkie gitary były kupowane z konieczności, ponieważ nie było wówczas w Londynie dużego wyboru. Nikt nie zwracał też uwagi na CBS, czy wielkość główki. „Nie robiło to różnicy” – kończy. [W początkach istnienia zespołu Experience] używaliśmy najtańszych gitar. To nie były Fendery ani Stratocastery. To były Höfnery, które kupiliśmy za kilka funtów – James „Tappy” Wright, wtedy techniczny zespołu.
Używał też innych modeli np. z Gibson Flying V czy Gibson SG. Sporadycznie grał na innych gitarach. Hendrix prawdopodobnie przyczynił się w większym stopniu od innych gitarzystów do uczynienia gitary Fender Stratocaster najlepiej sprzedającą się w historii spośród gitar elektrycznych. Zanim pojawił się Hendrix firma Fender poważnie rozważała zawieszenie produkcji tego modelu. Przed jego przybyciem do Anglii większość czołowych gitarzystów korzystała z gitar Gibson i Rickenbacker, dopiero pod wpływem Hendrixa prawie wszyscy, włączając w to Erica Claptona, Jeffa Becka i Davida Gilmoura, zaczęli używać Stratocastera. To Hendrix powiedział Beckowi, że używa zbyt cienkich strun, i przekonał go do „przesiadki” z Les Paula na Stratocastera. Łącznie w trakcie swojej krótkiej kariery korzystał prawdopodobnie z setek gitar.
Korzystał z następujących modeli:

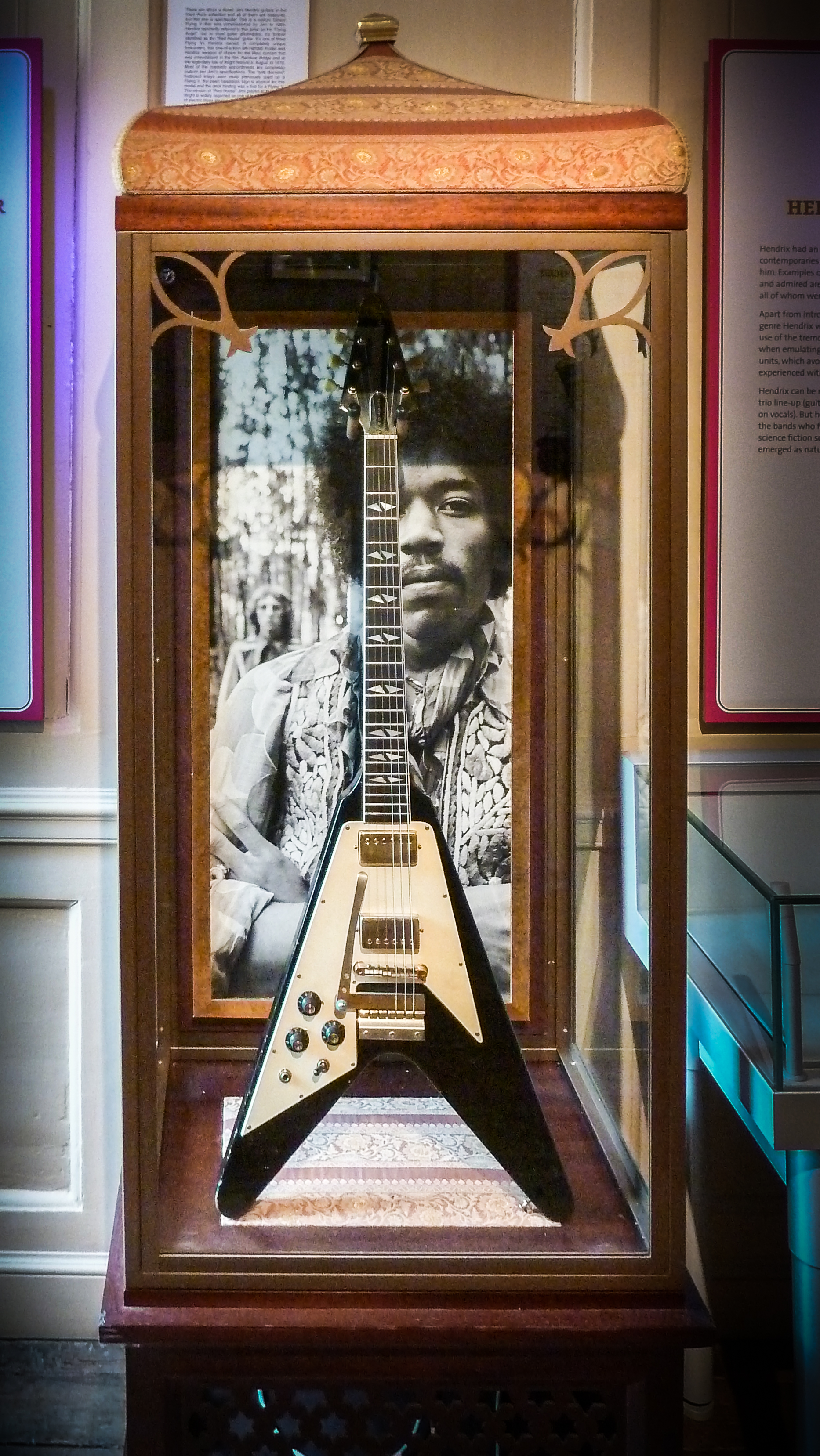
Gibson Flying V, z którego korzystał Hendrix

- Supro Ozark 1560s (jego pierwsza elektryczna gitara, rok 1959[915])
- Danelectro Bronze Standard (1960[915])
- Fender Musicmaster (1961[822])
- Ibanez Jet King 2 (1962[915])
- Epiphone Wilshire (1963[915])
- Fender Duo-Sonic (1964, 65[915])
- Fender Jazzmaster (1964, 66, 68[915])
- Fender Jaguar (1965, 67[915])
- Mosrite Joe Maphis 12/6 Doubleneck (1967[915])
- Gibson Les Paul Custom (1968[915])
- Guild Starfire V (1968[915])
- Gibson Les Paul TV Special (1968[915])
- Fender Telecaster[911]
- Gibson 330[911]
- Gibson Firebird[911]
- '59 Hofner Club 40[908]
- '67 Gretsch Corvette[908]
- Gretsch Falcon[916]
- Gibson SG Custom[915]
- Gibson Flying V[915]
- Fender Stratocaster (od 1966, wiele różnych modeli[915])
- Trzy Rickenbackery: gitara basowa, 6-strunowa i 12-strunowa[822]
- Dwa 8-strunowe basy marki Hagstrom[917]
- Ibanez Rhythm Guitar[910]

Nagrywając akustyczne wersje utworów w trakcie pracy nad albumem Electric Ladyland wykorzystywał Epiphone FT-79. Inne akustyki to 12-strunowy Zemaitis (1967), Martin D-45 (1969), Thornward Parlor (1968) i 12-strunowy Guild.
Pierwszy spalony Stratocaster, z 31 marca 1967 roku (Astoria Theater), trafił być może do Franka Zappy. Można było zobaczyć go z nim na okładce magazynu Guitar Player w styczniu 1977. Miał mu go podarować w Miami 18.05.1968 r. pracownik techniczny Hendrixa. Artefakt znajduje się obecnie w rękach jego syna Dweezila. Nie jest jednak pewne, czy to autentyczna gitara. Prywatny kolekcjoner nabył podobny instrument (potwierdzony jako oryginał – są jednak w tej sytuacji – oczywiste wątpliwości) za 280 tys. funtów GBR, czyli za 575 tys. dolarów US w 2008 roku.

#### Wzmacniacze i kolumny głośnikowe
W 1965 i 1966, gdy grał jako sideman korzystał z 85-watowego wzmacniacza Fender Twin Reverb. Kiedy przybył do Anglii, Chandler dostarczył mu 30-watowe wzmacniacze Burns. Hendrix uważał je jednak za słabe jak na swoje potrzeby. Duża głośność jego występów wymagała odpowiedniej mocy. Nastawiał je „na full”. Przez pierwsze kilka miesięcy w Experience używał wzmacniaczy Vox i Fender później zastąpił je Marshallami. Wiele lat wcześniej, Mitch Mitchell uczył się gry na perkusji od Jima Marshalla. Przedstawił go Hendrixowi. Na pierwszym spotkaniu gitarzysta kupił 4 kolumny głośnikowe i 3 100-watowe wzmacniacze Super Lead, używał ich wszystkich jednocześnie. Łącznie w ciągu 4 lat zakupił między 50 a 100 wzmacniaczy Marshalla. Od czasu do czasu korzystał też z marek Sunn i Sound City.
Wzmacniacze i kolumny, jakich używał, to:
- Silvertone Twin Twelve (1963[915])
- Fender Twin Reverb (1966[915])
- Supro S6420 Thunderbolt (1966[915])
- Marshall Super 100 JTM45/100 (1966[915])
- Guild Thunderbass Quantum Amp (1967[915])
- Sound City One Hundred (1967[915])
- Vox AC30 (1967[915])
- Fender Dual Showman (1968[915])
- Sunn 100s (1968[915])
- Sunn 2000s (1968[915])
- Marshall 1959SLP 100 Watt Super Lead Plexi Head[910]
- Marshall 1960A Slant Cabinet / 4x12[910]
- Marshall 1960 A lub 1960B 300W 4x12 Guitar Extension Cabinet Angled[910]
- Marshall 1960AC lub 1960BC 100W 4x12 Guitar Extension Cabinet Angled[910]
- WEM 4x12 kolumny głośnikowe[908]

#### Efekty gitarowe, struny i kostki gitarowe
Gitarzysta w swojej karierze wypróbował niemal każdego dostępnego efektu gitarowego. Korzystał z pedałów Vox Wah-Wah, Octavii, Arbitar Fuzz Face i Univox Uni-Vibe. Współpracował z Rogerem Mayerem, akustykiem, inżynierem fal dźwiękowych w Admiralicji, i urzędnikiem Ministerstwa Obrony, który w grudniu 1966 roku przedstawił mu Octavię (oktawer) – pierwszy raz użytą w „Purple Haze”. Mayer pokazał też Octavię Jimmy’emu Page’owi, ten jednak stwierdził że to [idzie] zbyt daleko. Z kolei pedału wah-wah Hendrix użył m.in. w „Voodoo Child (Slight Return)”, „Burning of the Midnight Lamp”, „Up from the Skies”, „Little Miss Lover” czy „Still Raining, Still Dreaming”. Rotimi Ogunjobi: „Dźwięk Hendrixa jest unikalnym połączeniem dużej głośności, wysokiej mocy, precyzyjnej kontroli feedbacku i wachlarza nowatorskich efektów gitarowych. Szczególnie kombinacji Uni-Vibe i Octavii, co możemy w pełni usłyszeć w utworze „Machine Gun” z albumu Band of Gypsys”. „Nie przyjmuję żadnej zasługi – można zbudować samochód wyścigowy taki sam, jak ten, który wygrał Grand Prix w 1955 roku. Ale jeśli nie potrafisz jeździć jak Juan Manuel Fangio, nie wygrasz Grand Prix. Jimi Hendrix brzmi tak, jak brzmi, ponieważ był Jimim Hendrixem” – Roger Mayer. Czasem, sam modyfikował gitary np. usuwając przełącznik do przetworników, aby mieć 5–cio pozycyjny. Usuwał tylną płytkę, aby stukać w sprężyny napinające struny. Naginał je same ramieniem tremolo i za pokrętłem. W utworach „Angel”, „Little Wing” i „Drifting” podpiął gitarę do kolumny głośnikowej „Leslie” aby uzyskać specyficzny efekt.

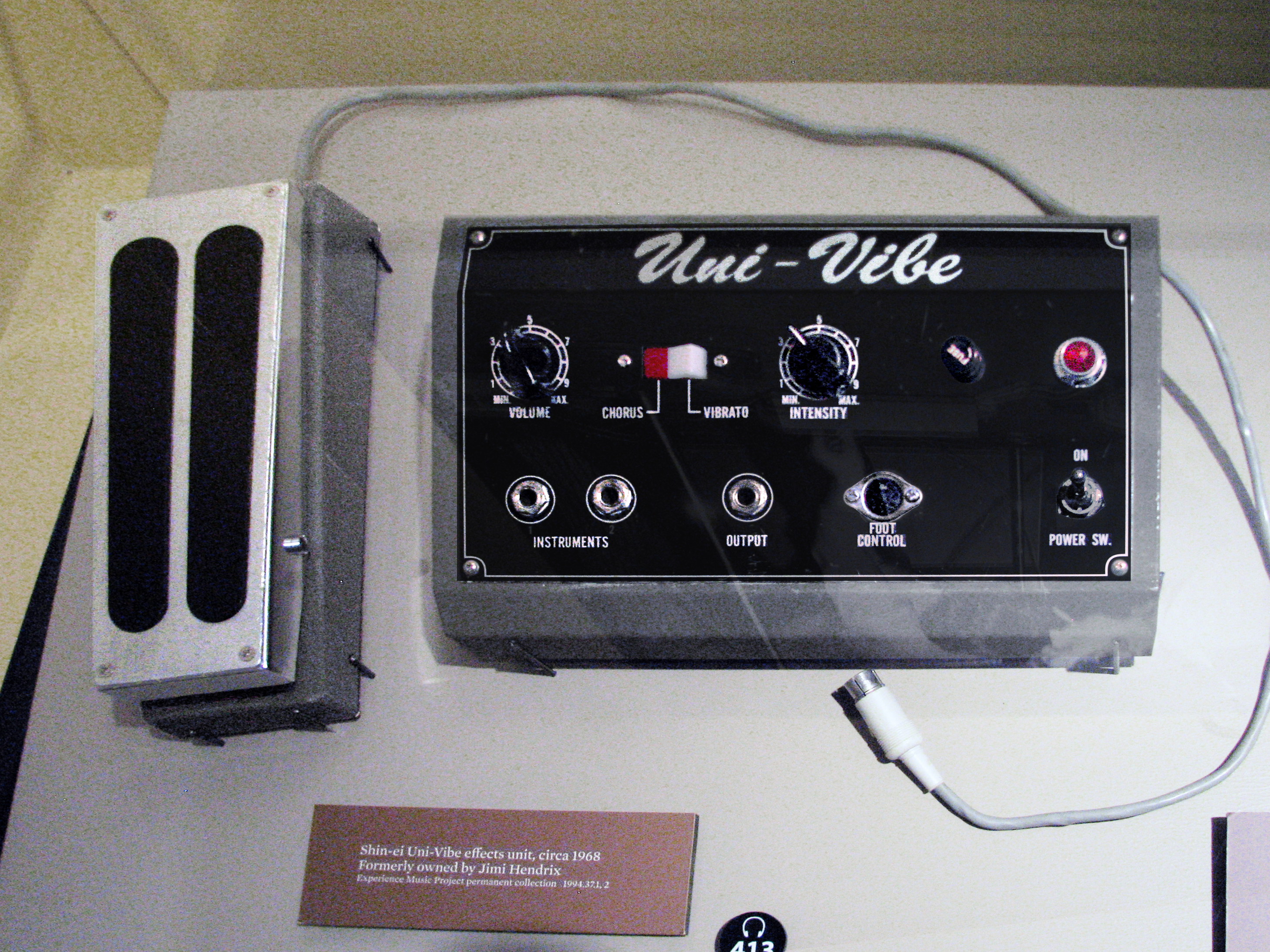
Uni-Vibe, z którego korzystał Hendrix

Używał następujących efektów gitarowych:
- Maestro FZ-1 Fuzz-Tone (w czasie gry z The Squires[915])
- Marshall Supa Fuzz[915]
- Dallas Arbitar Fuzz Face[910]
- Roger Mayer „Axis” Fuzz[910]
- Roger Mayer Octavia[915]
- Shin-ei/Univox Uni-Vibe[915]
- Vox V846 Wah Pedal (na Woodstock[915])
- Vox 847 Wah Pedal[910]
- Kolumna głośnikowa „Leslie”[910]
- Mosrite Fuzzrite[910]

Korzystał ze standardowych strun „Fender Rock ’N’ Roll 150 Strings” (.010,.013,.015,.026,.032,.038). kostki gitarowe jakich używał to: Fender Celluloid Guitar Pick, Manny’s Music Medium Guitar Pick.

### Uzależnienia
Był jak czarny Hugh Hefner.

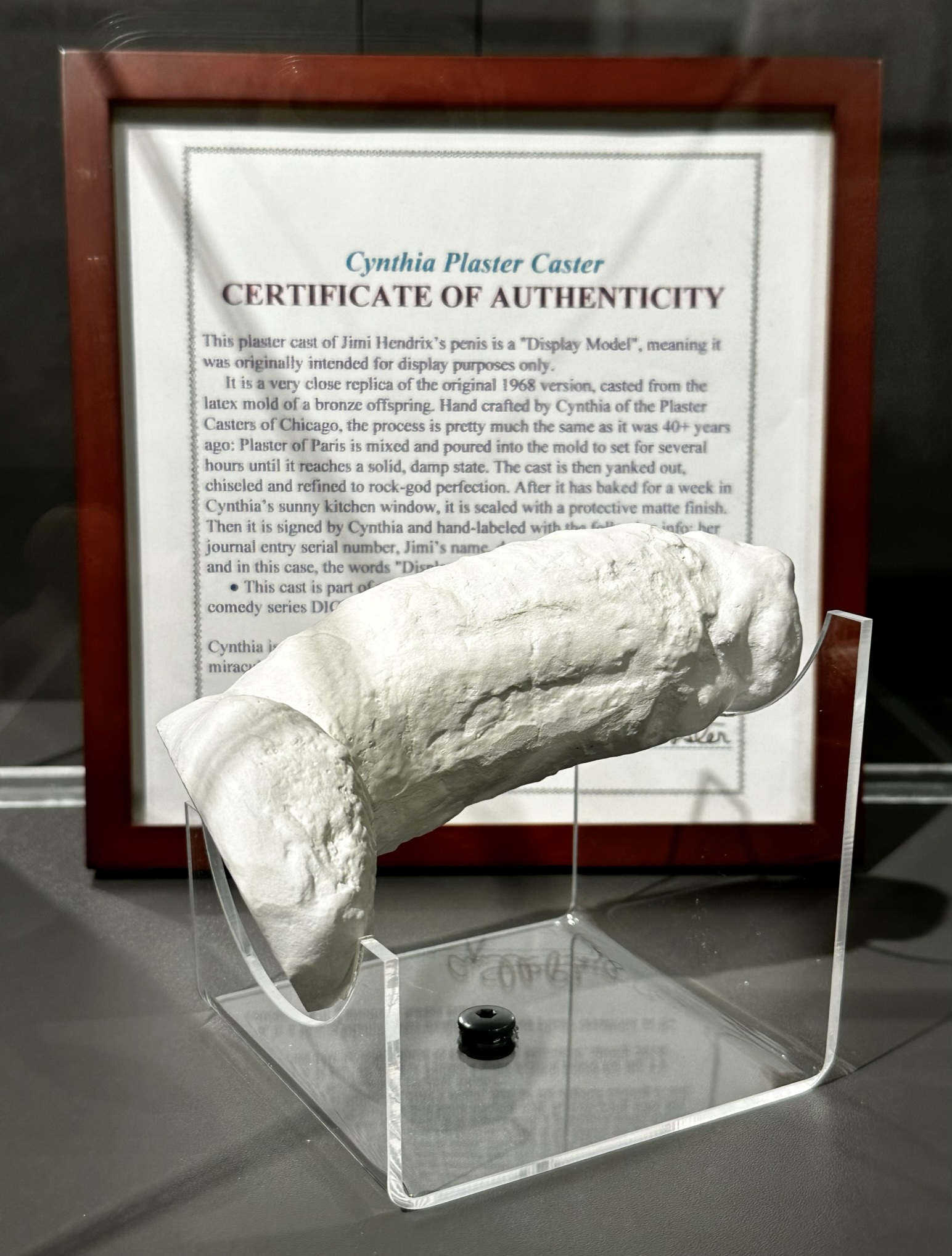
„Oryginalna” kopia odlewu penisa artysty

Hendrix, jak i pozostali członkowie The Experience, był uzależniony od narkotyków, alkoholu i seksu. Gdy grupa dowiedziała się, że jeden z występów ma dać na trzeźwo, odmówiła gry. W 1967 w Kilonii, muzyk był tak pijany że jego basista musiał nastroić mu gitarę. Orgie i libacje alkoholowe były odskocznią dla muzyków będących nieustannie w trasie. Noel Redding: „Nie było żadnej grupy, której członkowie nie brali by regularnie acidu. Branie było normą”. „Hendrix był jedyną znaną mi osobą, która potrafiła grać na kwasie” – wspominał David Crosby. Redding, otwarcie przyznaje: „Był narkomanem”. Mówi też o nudzie, doskwierającej muzykom, zamkniętym i ściśniętym w malutkiej garderobie, z której nie mogli wyjść między występami. „Stawialiśmy się [wtedy] agresywni”. Hendrix nigdy nie przyjmował narkotyków dożylnie. „Miał awersję do strzykawek” – twierdził Deering Howe przyjaciel artysty. Lata po jego śmierci, próbowano go upamiętnić w jego rodzinnym Seattle. Wysiłki spełzły na niczym, ze względu na prowadzoną wówczas kampanię antynarkotykową „Just Say No”.
Miał setki jeśli nie tysiące kobiet, często jednocześnie. Do jego „zdobyczy” należały m.in. Brigitte Bardot, Janis Joplin, Linda Eastman (McCartney) oraz Nico. Większość jego kobiet stanowiły wysokie blondynki. Po wielu latach (w 2008 roku) wydano film pornograficzny, w którym Hendrix miał uprawiać seks z dwiema brunetkami, nie jest jednak pewne czy mężczyzna występujący w nim to rzeczywiście gitarzysta. Kathy Etchingham przyjaciółka artysty twierdzi że to nie on, innego zdania jest jednak między innymi Neville Chester były techniczny The Experience. Już po jego śmierci, szukająca nagłówków brytyjska prasa, donosiła o grupowej orgii z udziałem artysty i pięciu kobiet. Linda Keith pamięta, jak zastała Hendrixa w łóżku, z siedmioma kobietami jednocześnie. Zachował się gipsowy odlew członka Hendriksa wykonany przez Cynthię „Plaster Caster” Albritton znany jako „Penis de Milo”. Od czerwca 2022 roku, znajduje się on w zbiorach muzeum penisów w Reykjavíku.

Był o wiele mądrzejszy, niż ludzie myśleli. Uprawiał więcej seksu, niż ludzie myśleli. I brał więcej narkotyków, niż ludzie myśleli.

Jimi Hendrix był najłagodniejszym, najbardziej uduchowionym, spokojnie mówiącym, najfajniejszym facetem, a potem zabierałeś go na scenę, a on zaczynał być dziki. Przekonasz się o tym także w przypadku Flea i Anthony’ego [Kiedisa] – są elokwentnymi, inteligentnymi ludźmi, którzy
są kulturalni, a nie tylko tępi, funkowi faceci ze śmiesznymi włosami skaczący dookoła”

### Zainteresowania
Był nie tylko muzykiem, potrafił malować. Był też producentem muzycznym – w tej roli brał udział w nagrywaniu własnych płyt Electric Ladyland i Band of Gypsys oraz Sunrise grupy Eire Apparent (gdzie gra też na gitarze w kilku utworach) i The Street Giveth… And the Street Taketh Away zespołu Cat Mother & the All Night Newsboys, wyprodukował też dwa albumy grupy The Buddy Miles Express (Expressway to Your Skull i Electric Church).

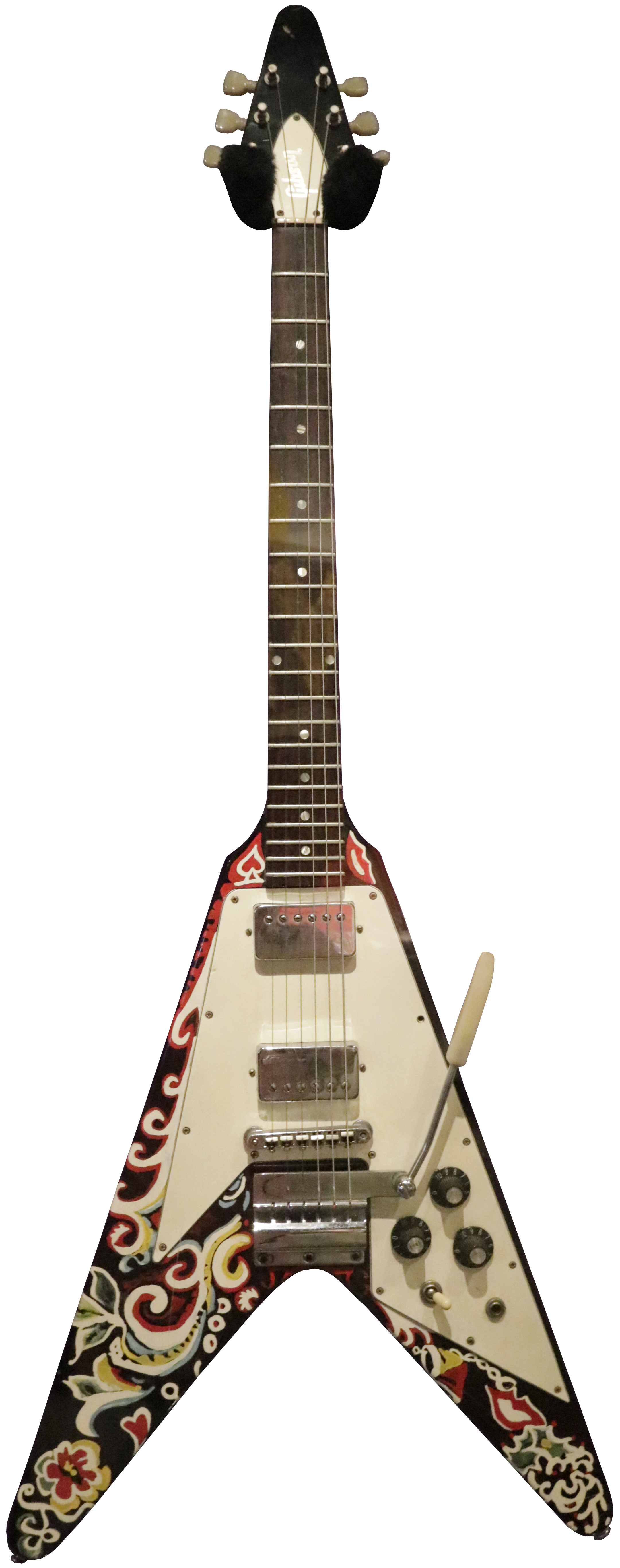
Ręcznie malowana przez Hendrixa, gitara Gibson Flying V

Jego niemuzyczne zainteresowania skupiały się głównie na fantastyce. Interesował się science fiction, sztuką, historią, polityką, szachami. Był wielbicielem komiksów i kreskówek, takich jak Batman, Spider-Man Mighty Mouse i The Adventures of Rocky and Bullwinkle and Friends (jego ulubiona), lubił też takie gry jak „Monopoly”, „Risk” czy Scrabble. „Przede wszystkim graliśmy w Ryzyko (Risk). Nikt nie mógł go pokonać! Jimi brał kilka tabletek kwasu i to wszystko – nikt nie mógł go pokonać w Risk” – Graham Nash. Jednym z jego ulubionych programów był „The Goon Show”, a ulubionymi samochodami były Corvetty. Uwielbiał takich aktorów jak: Marlon Brando, James Dean i Sidney Poitier. Kochał zwierzęta, szczególnie jelenie i konie. Z jedzenia preferował ryby, chipsy i ciasto truskawkowe. Z alkoholi preferował wino Mateus rosé. Mieszał też wino z Coca–Colą i palił „seryjnie” mentolowe papierosy.

### Ubiór
Miał fryzurę afro. Wiele fotografii przedstawia Hendrixa noszącego spodnie „dzwony”, chusty, pierścienie, medaliony i broszki, na początku kariery także odznaki, np. z napisem „Jestem dziewicą” lub „Bob Dylan” co było wyrazem jego fascynacji tym muzykiem. Tuż po dotarciu do Anglii nosił ciemny garnitur i jedwabne koszule, wojskowe kurtki, później jego ubiór stawał się coraz bardziej ekstrawagancki. Zakładał filcowe kapelusze ze strusimi piórami, muszlowe pasy i spodnie farbowane na kolory niespotykane w naturze. W Olympii w 1966 miał na sobie dwuczęściowy niebieski garnitur i białą koszulę – z czego nie był zbyt zadowolony. W Monterey miał czerwono – brązowe spodnie, żółtą koszulę z marszczeniami i czarną kamizelkę z oplotem, ciężki złoty naszyjnik, kolorową opaskę wokół głowy. Wcześniej miał także na sobie ręcznie malowaną jedwabną kurtkę z namalowanymi oczami, należącą do Chrisa Jaggera (brat Micka) i jasnoróżowe boa z piór.
Pod koniec 1967 zaczął nosić kapelusz marki The Westerner, skradziony w 1968 został zastąpiony innym, noszonym razem z fioletowym szalem i srebrnymi pierścieniami wokół ronda – czasami z wetkniętym za nie piórem. Od końca 1968 roku zaczął wiązać chustę wokół nogi i ręki, w 1969 wiązał chusty i korzystał z nich jak z przepaski, rezygnując z kapelusza. W tym okresie pojawiły się już stworzone specjalnie dla niego kostiumy sceniczne. Niektóre z jego najbardziej znanych strojów, np. ten, w którym wystąpił na Woodstock (biała kurtka z frędzlami i koralikami), stworzyły Colette Mimram i Stella Benabou (była żona producenta Alana Douglasa). W 1970, w Berkeley miał na sobie strój niebieskiej skrzydlatej „ważki” zaprojektowany przez Emily Touraine. Jimmy Page: „Jimi Hendrix wywarł wpływ – jego kurtka wojskowa jest nadal widoczna w branży modowej. Młodzi ludzie wciąż patrzą na Hendrixa i myślą, że jest fajny...”.

### Dzieci
Jimi Hendrix miał dwójkę dzieci: Jamesa Daniela Henrika Sundquista (ur. 1970), którego matką była Szwedka Ewa Sundquist oraz starszą od niego córkę Tamikę Laurice Carpenter James (ur. 1966), której matką była Diana Carpenter, fakt ten nie był długo znany opinii publicznej. Oficjalnie są to jego jedyne dzieci, choć niewykluczone że jest ich więcej. W grudniu 1978 roku szwedzki sąd przyznał 1 mln dolarów rodzinie Sundquist z majątku Hendrixa. W 1994 roku 24-letni James Daniel Sundquist walczył (bez powodzenia) z Alem Hendrixem o prawa do kompozycji artysty.

## Dyskografia
- 1967: Are You Experienced
- 1967: Axis: Bold as Love
- 1968: Electric Ladyland
- 1970: Band of Gypsys

## Hendrix na YouTube
Na oficjalnym koncie Hendrixa na YouTube, dostępne są oryginalne albumy artysty, z wyjątkiem tych które zostały wydane przez niszową wytwórnię Dagger Records. Pierwsze 4 płyty z listy, ukazały się za życia muzyka. To one, wraz z 3 kolejnymi były niegdyś wytłoczone na vinylu i doczekały się licznych reedycji na CD.
| Album                                                   | Rok wydania           | Uwagi                             |
| Are You Experienced                                     | 1967                  | studyjny, wersja USA              |
| Axis: Bold As Love                                      | 1967 (UK), 1968 (USA) | studyjny                          |
| Electric Ladyland                                       | 1968                  | studyjny                          |
| Band of Gypsys                                          | 1970                  | koncertowy                        |
| The Cry of Love                                         | 1970                  | studyjny                          |
| Rainbow Bridge                                          | 1971                  | studyjny                          |
| In The West                                             | 1972                  | koncertowy                        |
| Blues                                                   | 1994                  | studyjny                          |
| Experience Hendrix: The Best of Jimi Hendrix            | 1997                  | kompilacja, studyjny              |
| First Rays of the New Rising Sun                        | 1997                  | studyjny                          |
| South Saturn Delta                                      | 1997                  | studyjny                          |
| BBC Sessions                                            | 1998                  | nagrania dla radia                |
| Live at Woodstock                                       | 1999                  | koncertowy                        |
| The Jimi Hendrix Experience                             | 2000                  | box, studyjno – koncertowy        |
| Voodoo Child: The Jimi Hendrix Collection               | 2001                  | kompilacja, studyjno – koncertowy |
| Blue Wild Angel: Jimi Hendrix Live at the Isle of Wight | 2002                  | koncertowy                        |
| Live at Berkeley                                        | 2003                  | koncertowy                        |
| Live at Monterey                                        | 2007                  | koncertowy                        |
| Valleys of Neptune                                      | 2010                  | studyjny                          |
| West Coast Seattle Boy: The Jimi Hendrix Anthology      | 2010                  | box, studyjno – koncertowy        |
| Winterland                                              | 2011                  | box, koncertowy                   |
| People, Hell and Angels                                 | 2013                  | studyjny                          |
| Live at Miami Pop Festival                              | 2013                  | koncertowy                        |
| Freedom: Live at Atlanta Pop Festival                   | 2015                  | koncertowy                        |
| Both Sides of the Sky                                   | 2018                  | studyjny                          |
| Songs For Groovy Children                               | 2019                  | box, koncertowy                   |
| Live in Maui                                            | 2020                  | koncertowy                        |
| Live at the Los Angeles Forum 26.04.1969                | 2022                  | koncertowy                        |
| Live at the Hollywood Bowl 1967                         | 2023                  | koncertowy                        |
| Electric Lady Studios: A Jimi Hendrix Vision            | 2024                  | box, studyjny                     |

## Literatura i film
Literatura:
Język polski:
- Czy jesteś Doświadczony? Prawdziwa historia The Jimi Hendrix Experience (Noel Redding, Carol Appleby)
- Jimi Hendrix. Oczami brata (Leon Hendrix, Adam Mitchell)
- Jimi Hendrix Szaman Rocka (Zdzisław Pająk)
- Jimi Hendrix Szaman Rocka – Tom 2 (Zdzisław Pająk)
- Pokój pełen luster. Biografia Jimiego Hendriksa (Charles R. Cross)

Język angielski:
- Are You Experienced? The Inside Story of The Jimi Hendrix Experience (Noel Redding, Carol Appleby)
- Avatar of the Electric Guitar: The Genius Of Jimi Hendrix (Greg Prato)
- Becoming Jimi Hendrix: From Southern Crossroads to Psychedelic London, the Untold Story of a Musical Genius (Steven Roby, Brad Schreiber)
- Black Gold: The Lost Archives of Jimi Hendrix (Steven Roby)
- Bold As Love: The Jimi Hendrix Experience (Frank Moriarty, Noel Redding)
- Crosstown Traffic: Jimi Hendrix and the Post-War Rock and Roll Revolution (Charles Shaar Murray)
- Eyewitness: 1968 (Ben Valkhoff)
- Eyewitness: 1969/1970 (Ben Valkhoff)
- Hear My Train A Comin’: The Songs of Jimi Hendrix (Popular Music History) (Kevin Le Gendre)
- Hendrix (Luke Crampton, Dafydd Rees, Wellesley Marsh)
- Hendrix: A Biography (Chris Welch)
- Hendrix. An Illustrated Biography (Victor Sampson)
- Hendrix: Setting The Record Straight (John McDermott, Eddie Kramer, Mark Lewisohn)
- Hendrix: The Final Days (Tony Brown)
- Hendrix: The Illustrated Story (Gillian G. Gaar)
- Hendrix on Hendrix: Interviews and Encounters with Jimi Hendrix (Steven Roby)
- Hit & Run. The Jimi Hendrix Story (Jerry Hopkins)
- Jimi: An Intimate Biography of Jimi Hendrix (Curtis Knight)
- Jimi: Sounds Like a Rainbow: A Story of the Young Jimi Hendrix (Gary Golio)
- Jimi Hendrix (Robert Azderball)
- Jimi Hendrix (Mann Bruce)
- Jimi Hendrix (Caesar Glebbeek)
- Jimi Hendrix (Janie Hendrix, John McDermott)
- Jimi Hendrix (J. Rita Markel, Rebeeca Poole)
- Jimi Hendrix (Frederic P. Miller)
- Jimi Hendrix (Charles Shaar Murray)
- Jimi Hendrix (Sean Piccoli)
- Jimi Hendrix (Rebecca Poole)
- Jimi Hendrix: A Biography (Lora Greene)
- Jimi Hendrix: A Biography In Words & Pictures (Tom Nolan)
- Jimi Hendrix – Black Legacy: (A Dream Deferred) (Corey Washington)
- Jimi Hendrix: A Brother’s Story (Leon Hendrix, Adam Mitchell)
- Jimi Hendrix: A Life from Beginning to End (Biographies of Musicians) (Hourly History)
- Jimi Hendrix – A Musician’s Collection (Jimi Hendrix)
- Jimi Hendrix: An Illustrated Experience (Janie Hendrix, John McDermott)
- Jimi Hendrix: An Unauthorized Biography of American Music Icon (Taft Johnson)
- Jimi Hendrix: A Visual Documentary – His Life, Loves and Music (Tony Brown)
- Jimi Hendrix & The Ghettofighters: In Harlem World (Taharqa Aleem, Tunde Ra Aleem)
- Jimi Hendrix and the Making of Are You Experienced (Sean Egan)
- Jimi Hendrix: As It Happened (Alan Clayson)
- Jimi Hendrix: Concert File (Tony Brown)
- Jimi Hendrix. Electric Church. A Visual Experience (Ron Raffaelli)
- Jimi Hendrix: Electric Gypsy (Harry Shapiro, Caesar Glebbeek)
- Jimi Hendrix’s Electric Ladyland (John Perry)
- Jimi Hendrix: Experience The Music (Scott Belmer)
- Jimi Hendrix (Entertainers Biography Series) (Terry Barber)
- Jimi Hendrix FAQ: All That’s Left to Know About the Voodoo Child (Gary J. Jucha)
- Jimi Hendrix: from the Benjamin Franklin Studios Part 1 (Gary Geldeart, Steve Rodham)
- Jimi Hendrix: from the Benjamin Franklin Studios Part 2 (Gary Geldeart, Steve Rodham)
- Jimi Hendrix: from the Benjamin Franklin Studios Part 3 (Gary Geldeart, Steve Rodham)
- Jimi Hendrix Gear: The Guitars, Amps and Effects That Revolutionized Rock ’n’ Roll (Harry Shapiro, Michael Heatley, Roger Mayer)
- Jimi Hendrix: In His Own Words (In Their Own Words) (Tony Brown)
- Jimi Hendrix: Inside The Experience (Mitch Mitchell, John Platt)
- Jimi Hendrix: Kiss the Sky (Edward Willett)
- Jimi Hendrix: London (William Saunders)
- Jimi Hendrix: Made in England (Brian Southall)
- Jimi Hendrix: Musician (Evva Dale Gelfand)
- Jimi Hendrix: Musician (Keith Shadwick)
- Jimi Hendrix Omnibook: for C Instruments (Jimi Hendrix)
- Jimi Hendrix: Recorded Poems (Jimi Hendrix, Roger St. Pierre)
- Jimi Hendrix Sessions: The Complete Studio Recording Sessions, 1963–1970 (John McDermott, Billy Cox, Eddie Kramer)
- Jimi Hendrix – Signature Licks (Jimi Hendrix)
- Jimi Hendrix: Starchild (Curtis Knight)
- Jimi Hendrix: Still Burning Bright (Hugh Fielder)
- Jimi Hendrix: The Complete Guide To His Music (Peter Doggett)
- Jimi Hendrix: The Complete Masons Yard Sessions (Gered Mankowitz)
- Jimi Hendrix: The Day I Was There (Richard Houghton)
- Jimi Hendrix: The Man, The Music, The Memorabilia (Caesar Glebbeek, Douglas J. Noble)
- Jimi Hendrix The Man, The Magic, The Truth (Sharon Lawrence)
- Jimi Hendrix: The Nordic Concerts 1967 – 1970 (Soren Vangsgaard)
- Jimi Hendrix: The Studio Log (Gary Geldeart, Steve Rodham)
- Jimi Hendrix: The Ultimate Experience (Johnny Black)
- Jimi Hendrix: The Ultimate Experience (Chris Salewicz, Adrian Boot)
- Jimi Hendrix: The Ultimate Lyric Book (Jimi Hendrix, Janie Hendrix)
- Jimi Hendrix Talking (Tony Brown)
- Jimi Hendrix: The Intimate Story of a Betrayed Musical Legend (Sharon Lawrence)
- Jimi Hendrix – The Lyrics (Jimi Hendrix, Janie Hendrix)
- Jimi Hendrix: The Final Days (Tony Brown)
- Jimi Hendrix (They Died Too Young) (Tom Stockdale)
- Jimi Hendrix. The Spirit Lives On (Nona Hatay)
- Jimi Hendrix: Voices From Home (Mary Willix)
- Jimi Hendrix: Voodoo Child of the Aquarian Age (David Henderson)
- Jimi Hendrix: Voodoo Child (Harvey Kubernik, Ken Kubernik)
- Jimi Hendrix: Voodoo Child: The Stories Behind Every Song (David Stubbs)
- Jimi Hendrix 175 Success Facts – Everything you need to know about Jimi Hendrix (Theresa Hawkins)
- Legends of Music: The Life and Legacy of Jimi Hendrix (Charles River Editors)
- Room Full of Mirrors a biography of Jimi Hendrix (Charles R. Cross)
- Midnight Lightning: Jimi Hendrix and the Black Experience (Greg Tate)
- My Son Jimi (James „Al” Hendrix)
- Our Jimi: An Intimate Portrait of Jimi Hendrix through Interviews with Friends and Colleagues (Aidan Prewett)
- ’Scuse Me While I Kiss the Sky: Jimi Hendrix: Voodoo Child (David Henderson)
- ’Scuse me while I kiss the sky: the life of Jimi Hendrix (David Henderson)
- Starting At Zero: His Own Story (Peter Neal)
- Stone Free: Jimi Hendrix in London, September 1966–June 1967 (Jas Obrecht)
- The Hendrix Experience (Mitch Mitchell, John Platt)
- The Inner World of Jimi Hendrix (Monika Dannemann)
- The Jimi Hendrix Handbook – Everything You Need To Know About Jimi Hendrix (Benjamin Livingston)
- The Jimi Hendrix Companion: Three Decades of Commentary (Chris Potash)
- The Jimi Hendrix Experience (Marcus Hearn)
- The Jimi Hendrix Experience (Jerry Hopkins)
- The Murder of Jimi Hendrix: The True Story (Ron Russell)
- The Rough Guide to Jimi Hendrix (Richie Unterberger)
- The Words and Music of Jimi Hendrix (David V. Moskowitz)
- Through Gypsy Eyes (Kathy Etchingham)
- Two Riders Were Approaching: The Life & Death of Jimi Hendrix (Mick Wall)
- Ultimate Hendrix (John McDermott)
- Ultimate Hendrix: An Illustrated Encyclopedia of live Concerts and Sessions (John McDermott, Eddie Kramer, Billy Cox)
- Wild Thing: The Short, Spellbinding Life of Jimi Hendrix (Philip Norman)
- 27: Jimi Hendrix (Chris Salewicz)

Język niemiecki:
- Brennende Gitarre. Ist Jimi Hendrix Wirklich Tot? (Rudolf Herfurtner)
- Elektrisch! Jimi Hendrix (Lothar Trampert)
- Jimi Hendrix (Theweleit Klaus, Höltschl Rainer)
- Jimi Hendrix – Hinter den Spiegeln (Charles R. Cross)
- Jimi Hendrix – Der Letzte Auftritt. Das Fehmarn Festival 1970 (Jürgen Rust)
- Jimi Hendrix und der Sturm auf Fehmarn (Thorsten Schmidt)
- Jimi Hendrix. Voodoo Chile. Die Biographie Einer Rocklegende (Achim Sonderhoff)
- Scuse Me While I Kiss The Sky. Das Leben von Jimi Hendrix (David Henderson)
- Still the wind cries Jimi. Hendrix in Marokko (Brigitte Tast, Hans-Jürgen Tast)

Język francuski:
- Jimi Hendrix (Alain Dister)
- Jimi Hendrix (Benoit Feller)
- Jimi Hendrix (Franck Médioni)
- Jimi Hendrix – Emotions électriques (Jean-Noël Coghe)

Język włoski:
- Jimi Hendrix (Riccardo Bertoncelli)
- Jimi Hendrix (Enzo Gentile)
- Jimi Hendrix. Nei Dintorni Del Paradiso (Saverio Rotondi)
- Jimi Hendrix (Dario Salvatori)

Język hiszpański:
- Jimi Hendrix (Jesus Ordovas)
- Vida y muerte de Jimi Hendrix: Two Riders Were Approaching (Mick Wall)

Język japoński:
- Jimi Hendrix (Don Menn)

Film:

Język polski:
- Jimi Hendrix także pod tytułem A Film About Jimi Hendrix (Joe Boyd, John Head, Gary Weis)
- Od Ukulele do Strata: Jimi Hendrix we wspomnieniach rodziny i przyjaciół[t] (Joe Boyd, John Head, Gary Weis)

Język angielski:
- Blue Wild Angel: Jimi Hendrix Live at the Isle of Wight (Murray Lerner)
- From Ukulele to the Strat[t] (Joe Boyd, John Head, Gary Weis)
- Jimi And The Blues[u] (Alex Gibney, Janie Hendrix, John McDermott)
- Jimi Hendrix: The Dick Cavett Show
- Jimi Hendrix także pod tytułem A Film About Jimi Hendrix (Joe Boyd, John Head, Gary Weis)
- Jimi Hendrix: Voodoo Child[v] (Bob Smeaton)
- Classic Albums: Jimi Hendrix. Electric Ladyland (Terry Shand, Geoff Kempin)
- Electric Church (John McDermott)
- Hear My Train A Comin’  (Bob Smeaton)
- Isle of Wight (Murray Lerner)
- Johnny B. Goode (Alan Douglas)
- Jimi Hendrix Concert
- Jimi Hendrix Experience (Peter Neal)
- Jimi Plays Berkeley (Peter Pilafian)
- Jimi Plays Monterey (D.A. Pennebaker)
- Live at the Fillmore East (Bob Smeaton)
- Live at Stockholm
- Live at Monterey
- Live at Woodstock Deluxe Edition
- Music, Money, Madness... Jimi Hendrix in Maui[w]
- Rainbow Bridge (Chuck Wein)
- Superstars in Concert (Peter Clifton)
- Woodstock 2 (Michael Wadleigh)